# Fahrzeuge der Innsbrucker Straßenbahn
Diese Seite behandelt die Fahrzeuge der Innsbrucker Straßenbahn. Die Ursprünge der Innsbrucker Straßenbahn liegen in der Localbahn Innsbruck–Hall i. Tirol (L.B.I.H.i.T.), welche 1891 eröffnet worden ist. Neun Jahre später wurde die Innsbrucker Mittelgebirgsbahn (I.M.B.) eröffnet, um die Fremdenverkehrsziele im Bereich um Innsbruck anzuschließen. Im Stubaital entwickelte sich zu dieser Zeit eine Kleineisenindustrie. Um diese wettbewerbsfähig zu machen, baute man die Stubaitalbahn (A.G.St.B, später kurz STB) 1904. 1905 schließlich wurde die erste innerstädtische Linie eröffnet, welche von der L.B.I.H.i.T. betrieben wurde. 1941 wurde die L.B.I.H.i.T., welche in der Zwischenzeit die I.M.B. übernommen hatte, unter Einbeziehung der lokalen Busunternehmen in die Innsbrucker Verkehrsbetriebe (I.V.B., später IVB) umbenannt. Ein Großteil der Innsbrucker Nostalgiefahrzeuge ist in betriebsfähigem Zustand bei den Tiroler Museumsbahnen zu finden, sowie – meist rollfähig – bei den Nostalgiebahnen in Kärnten. Die Fahrzeuge der Alten Stubaitalbahn, die für den Wechselstrombetrieb gleichselbiger ausgeliefert worden sind, werden in dem entsprechenden Artikel behandelt, da sie nie den Weg (außer für eine Überstellung in die IVB Werkstatt) in das Innsbrucker Straßenbahnnetz gefunden haben. Alle Fahrzeuge besitzen eine Spurweite von 1.000 mm.

## Aktive Fahrzeuge

### Triebwagen

#### Flexity Outlook („Cityrunner“), Nr. 301–326 und 351–356

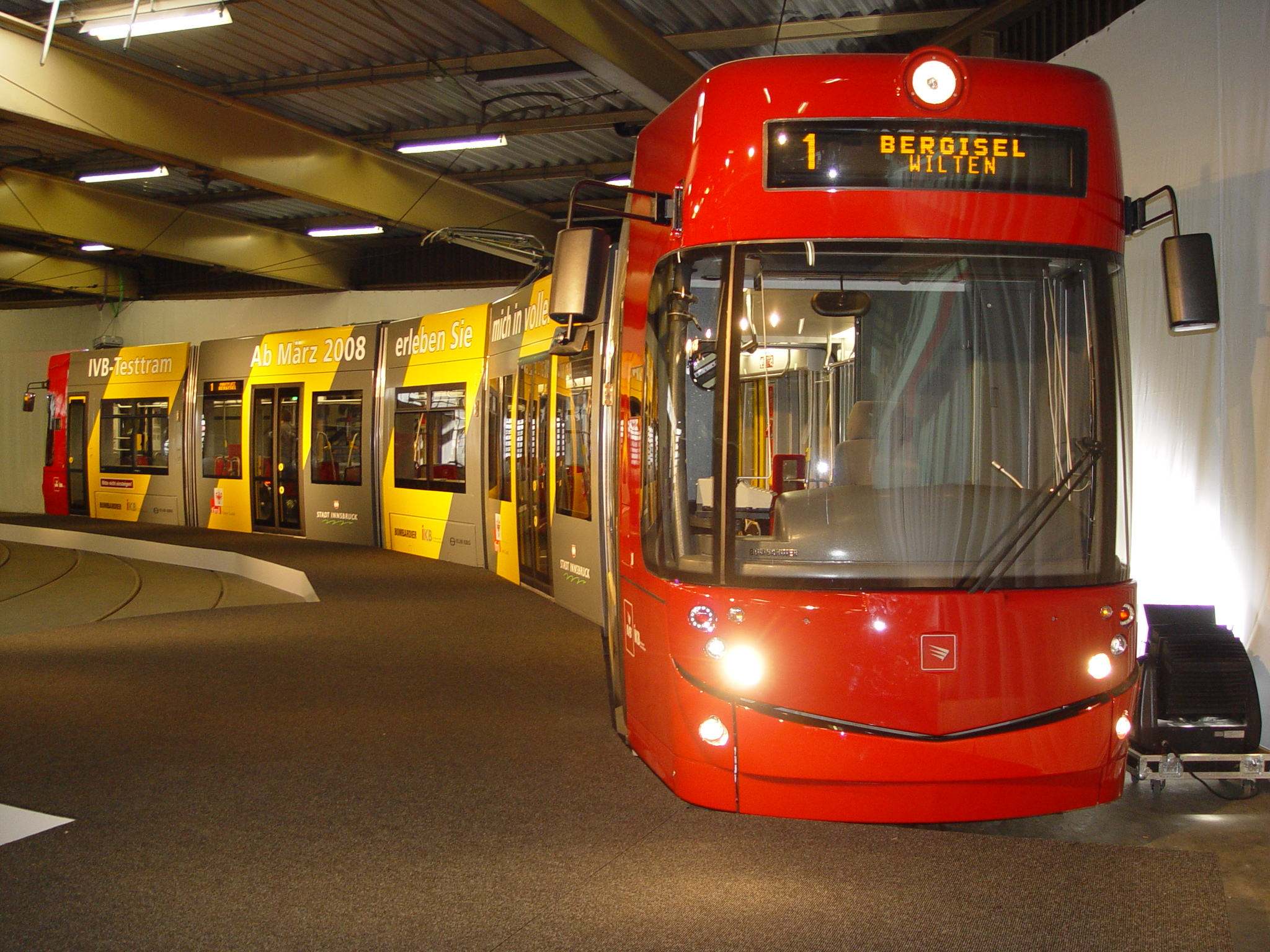
Triebwagen 351 im Design für die Testfahrten

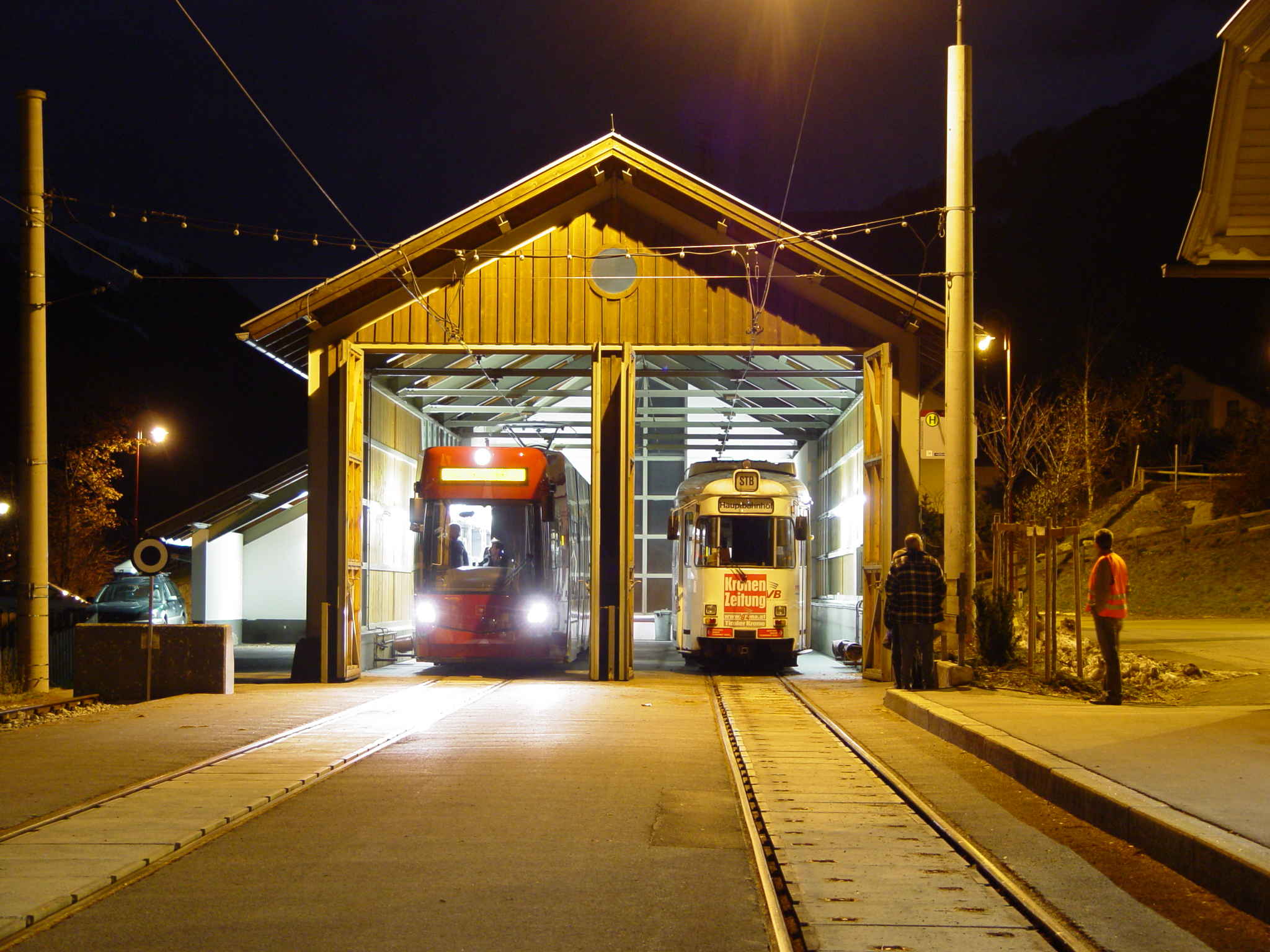
Probefahrt mit Triebwagen 351 im November 2007

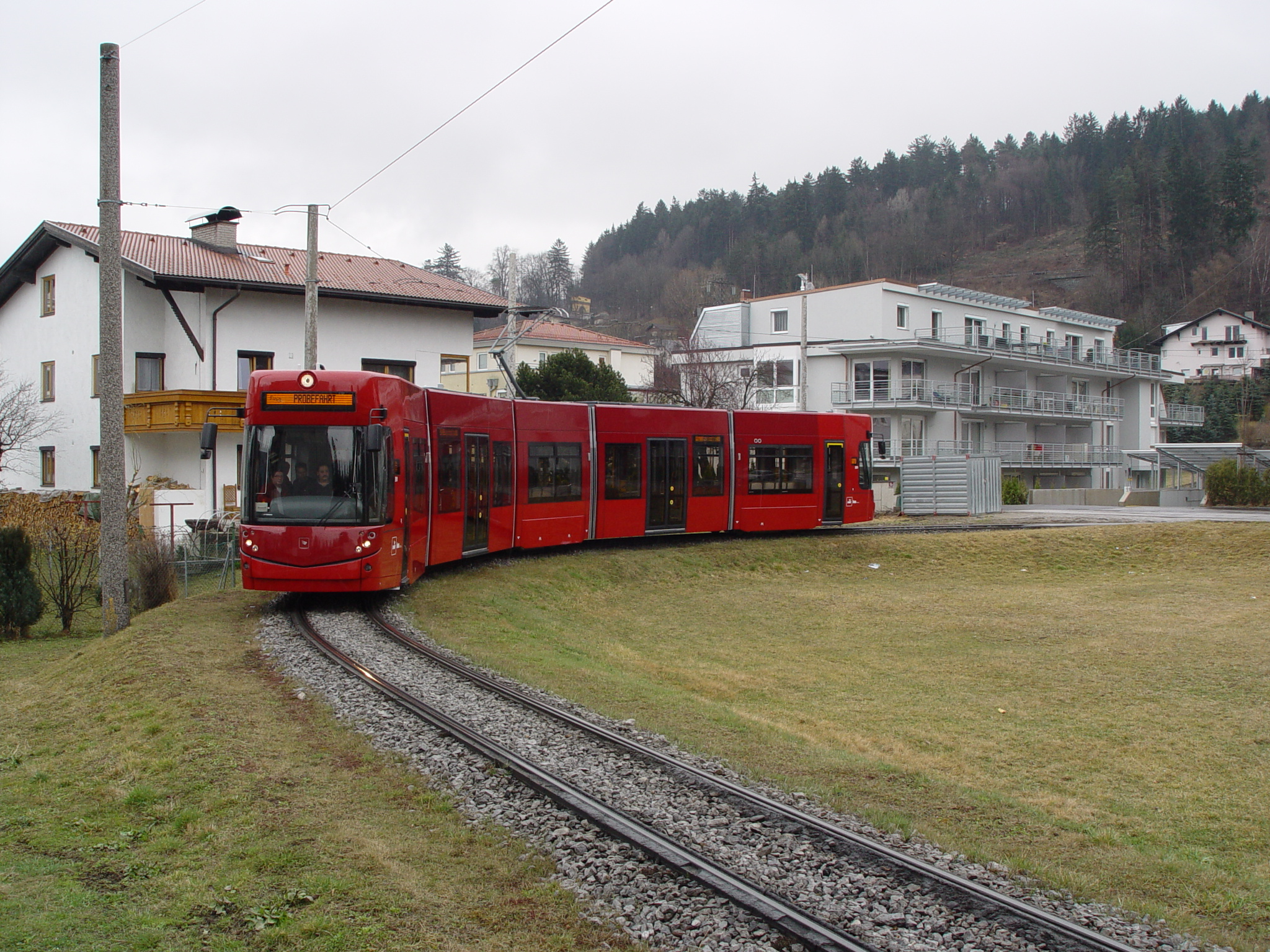
Triebwagen 351 bei den Fahrschulfahrten bereits ohne Testfahrzeugbeklebung

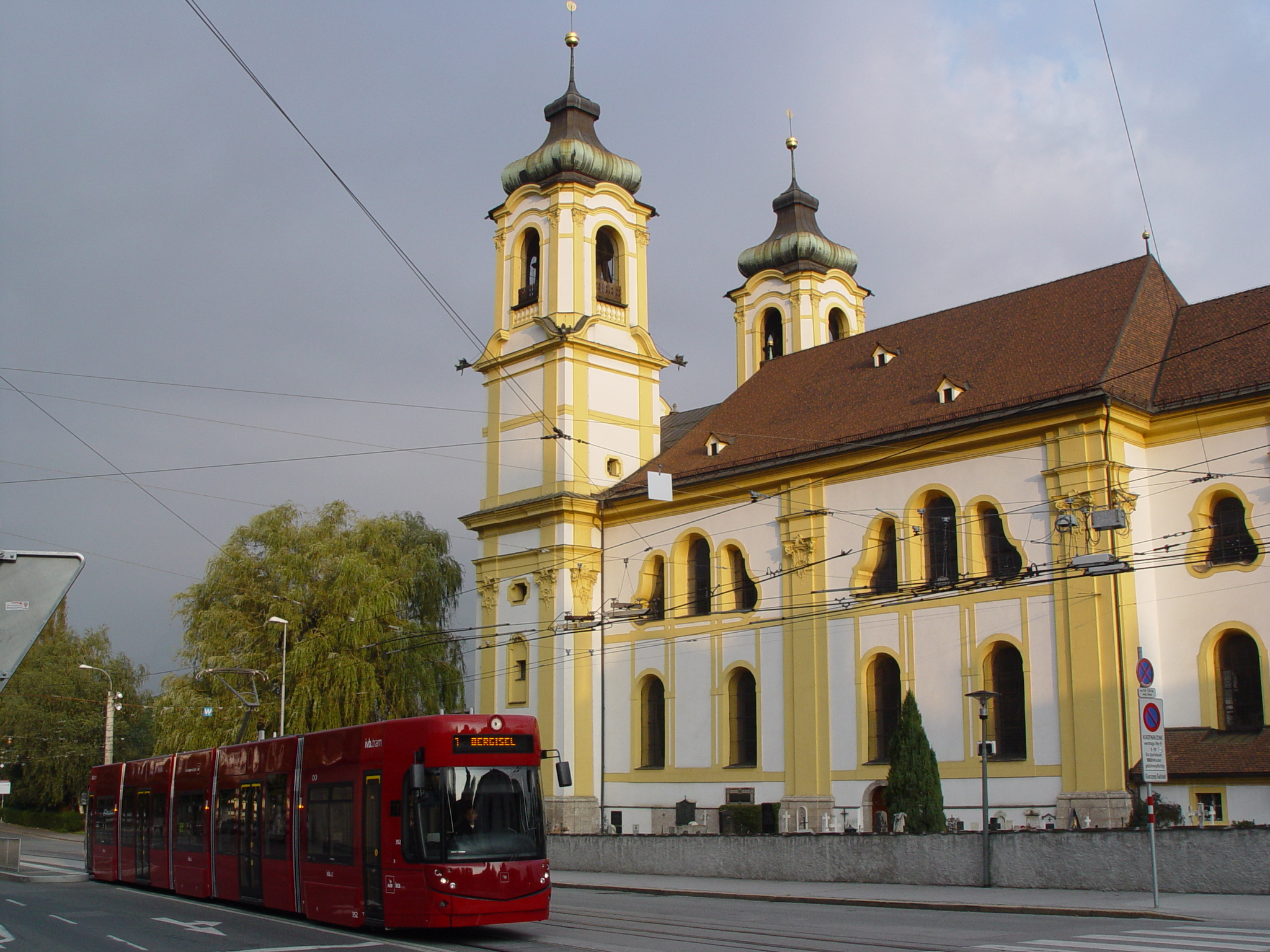
Triebwagen 352 im Planeinsatz auf der Linie 1

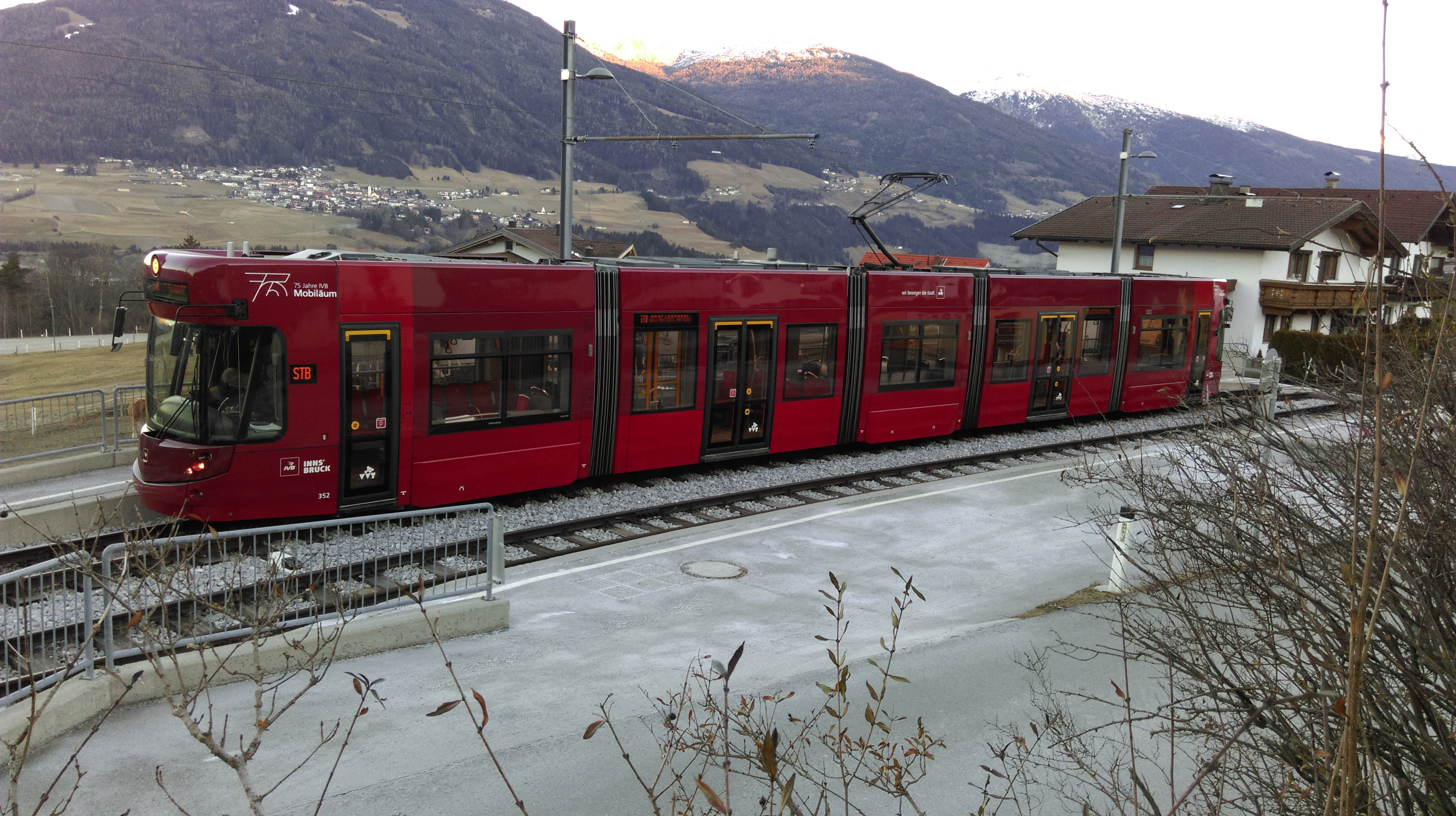
Tw 352 Einsatz in der Kurzdistanz der Stubaitalbahn in Kreith

Im Zuge des Regionalbahnkonzepts wurde 2005 der Vertrag für den Ankauf der ersten 22 neuen Niederflur-Triebwagen unterzeichnet. Die Fahrzeuge 351 bis 356 werden für den Betrieb auf der Stubaitalbahn angepasst. Die Fahrzeuge 301 bis 316 sind sowohl für die Stadtlinien wie auch für die Linie 6 vorgesehen. Sie werden vom Typ Flexity Outlook sein und von Bombardier hergestellt. Die elektrische Ausrüstung wird von Elin geliefert. Am 17. Oktober 2007 wurde das erste Testfahrzeug mit der Nummer 351 für die Feinjustierung und behördliche Abnahmefahrten geliefert. Die nächsten 3 Tage wurde der Wagen der Bevölkerung vorgestellt. Mitte November wurde die erste Probefahrt im Stadtnetz absolviert, und Ende November die erste Probefahrt auf der Stubaitalbahn. Am 14. Jänner 2008 wurden zehn weitere Flexity-Outlook-Straßenbahnen für den Ausbau des Innsbrucker Straßenbahnnetzes bestellt. Am 11. März 2008 wurde der erste Triebwagen behördlich abgenommen und nach der Einschulung des Fahrpersonals konnte er schließlich am 27. März 2008 auf der Linie 1 den planmäßigen Betrieb aufnehmen. Seit Mitte März 2008 werden im Abstand von zwei bis drei Wochen die restlichen 31 neuen Fahrzeuge geliefert. Der Wagen 305 wurde am 11. August zur Lokalbahn Gmunden–Vorchdorf geliefert, wo Schnellfahrversuche mit 70 km/h gemacht wurden, da für diese Geschwindigkeiten in Innsbruck kein geeignetes Streckenstück vorhanden ist. Ende August 2008 kam er noch bis Ende September 2008 auf der Gmundner Straßenbahn für Testzwecke zum Einsatz, da dort auch Fahrzeuge dieses Typs beschafft werden sollten. 2011 und 2012 wurden zwei Fahrzeuge (320 und 307) an die Lokalbahn Gmunden–Vorchdorf bis Anfang 2016 verliehen, da die Fahrzeuge in Innsbruck noch nicht gebraucht wurden. Die Ausleihe eines dritten Fahrzeugs wurde angefragt, kam aber nicht zustande. Auf der Stubaitalbahn kam zuerst nur der Triebwagen 351 zum Einsatz, der noch über das alte Zugleitsystem verfügte, da es mit dem neuen Zugleitsystem anfangs Probleme gab. Die Triebwagen 325–326 wurden später ebenfalls mit einem Zugleitsystem ausgestattet, um den Halbstundentakt auf der Stubaitalbahn besser abdecken zu können.
- Erscheinungsbild: Die Fahrzeuge werden mit ihren 2.400 mm Breite und 27.600 mm Länge etwas breiter und zirka einen Meter länger als die bisherigen Fahrzeuge sein, und wiegen dabei 36,8 t. Sie bieten Platz für 56 Sitz- und 102 Stehplätze.
- Technisches: Die 100-%-Niederflurwagen werden bereits die neueste Technik integriert haben. Sie werden eine neue Weichensteuerung haben sowie mit IBIS ausgestattet sein. Die ersten und die letzten beiden Achsen werden je mit einem luftgekühlten Drehstrom-Asynchronmotor zu 105 kW (144 PS) angetrieben, womit eine Höchstgeschwindigkeit von 70 km/h erreicht werden kann. Der Wagen wird weiters zur Rekuperation beim Bremsen fähig sein. Der Bordcomputer unterstützt auch beim Beschleunigen Macroschlupf (verhindert das Durchgehen der Räder). Die Fahrzeuge der Stubaitalbahn werden mit dem dortigen Zugleitsystem ausgestattet, die Stadtfahrzeuge bekommen dieses System zwar vorbereitet aber noch nicht eingebaut.
- Aktuelles: Im Zuge des Regionalbahnausbaus wurden die Fahrzeuge 2018 von Rückspiegel auf Rückschaukameras umgebaut, um ein geringeres Lichtraumprofil zu haben und somit auf der Reichenauerstraße keinen Grunderwerb nötig zu machen.

#### Flexity Outlook, Nr. 327–335 und 371–381

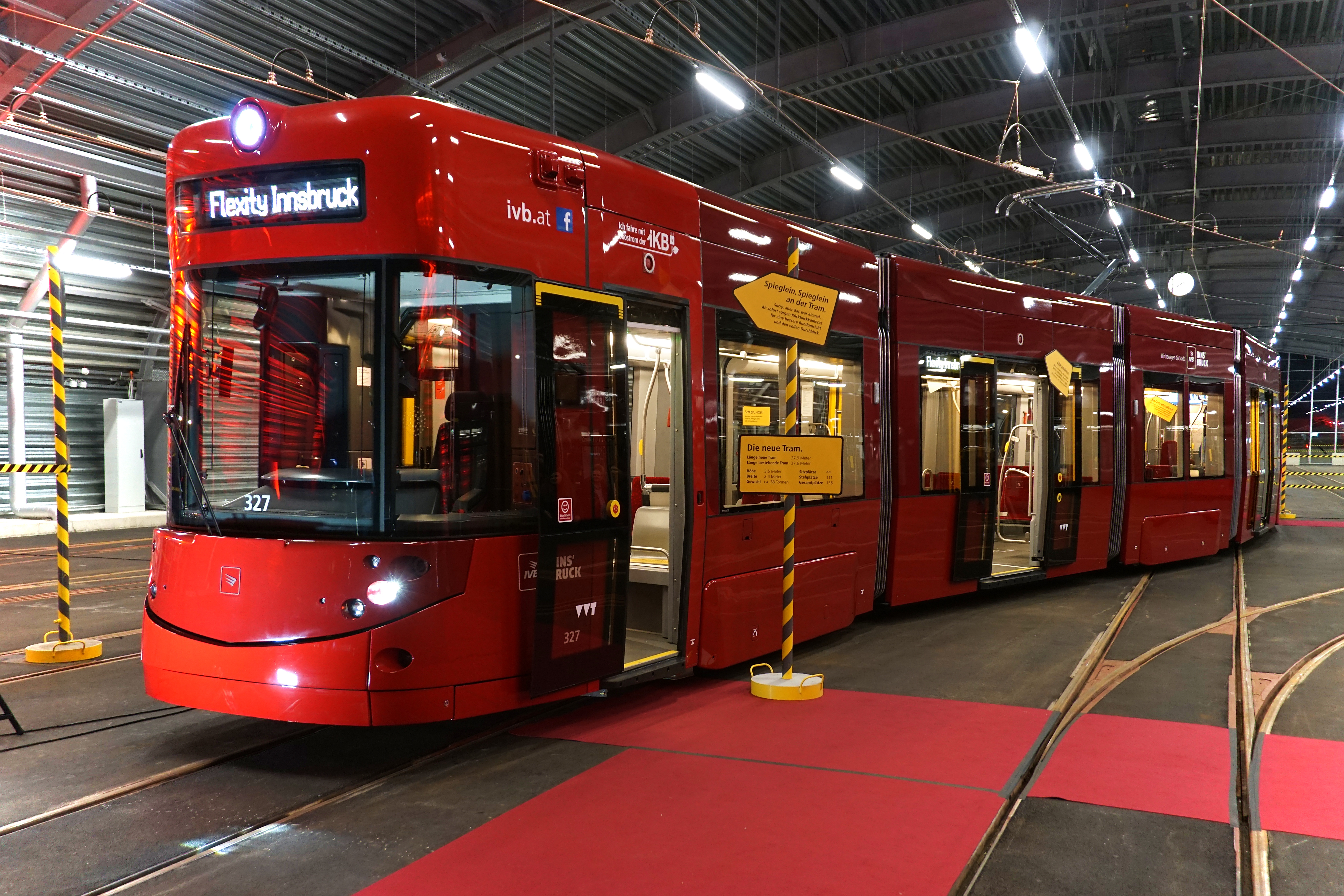
Triebwagen 327 der zweiten Generation

Im Dezember 2012 hat der Innsbrucker Gemeinderat beschlossen, dass die IVB zehn weitere Fahrzeuge für den Ausbau der Straßenbahn und zwölf Fahrzeuge für die Regionalbahn bestellen soll. Im Oktober 2014 wurde „die definitive Lieferung von 20 Niederflurstraßenbahnfahrzeugen und die definitive Wartung dieser Fahrzeuge“ sowie „weiters die optionale Lieferung von 10 Niederflurstraßenbahnfahrzeugen“ ausgeschrieben. Im Dezember 2015 wurde das Ergebnis der Ausschreibung bekannt und 20 Bombardier Flexity Outlook bestellt. Das erste Fahrzeug dieser Serie wurde am 14. März 2018 angeliefert und am 21. März der Öffentlichkeit präsentiert. Bis zur Inbetriebnahme der Linien 2 und 5 mit Jänner 2019 wurden nur sechs statt der geplanten zwanzig Fahrzeuge ausgeliefert. Die restlichen Fahrzeuge wurden bis Ende 2020 geliefert.
- Erscheinungsbild: Die Fahrzeuge sind 2.400 mm breit,  27.900 mm lang und 3.580 mm hoch. Sie bieten 44 Sitz- bzw. 111 Stehplätze und wiegen 40,8 t.[8]
- Technisches: Die 100-%-Niederflurwagen fielen durch neue Sicherheitsstandards schwerer aus, als die erste Innsbrucker Generation. Die elektrische Ausstattung wurde nicht mehr von Elin, sondern von Bombardier geliefert. Die Drehgestelle sind allerdings miteinander kompatibel. Die ersten und die letzten beiden Achsen werden je mit einem luftgekühlten Drehstrom-Asynchronmotor zu 105 kW (144 PS) angetrieben, womit eine Höchstgeschwindigkeit von 70 km/h erreicht werden kann. Der Wagen ist weiters zur Rekuperation beim Bremsen fähig. Der Bordcomputer unterstützt auch beim Beschleunigen Macroschlupf. Die Fahrzeuge wurden bereits ab Werk mit Rückschaukameras links und rechts ausgerüstet.

### Arbeitswagen

#### Diesel-Arbeitstriebwagen, Nr. 22

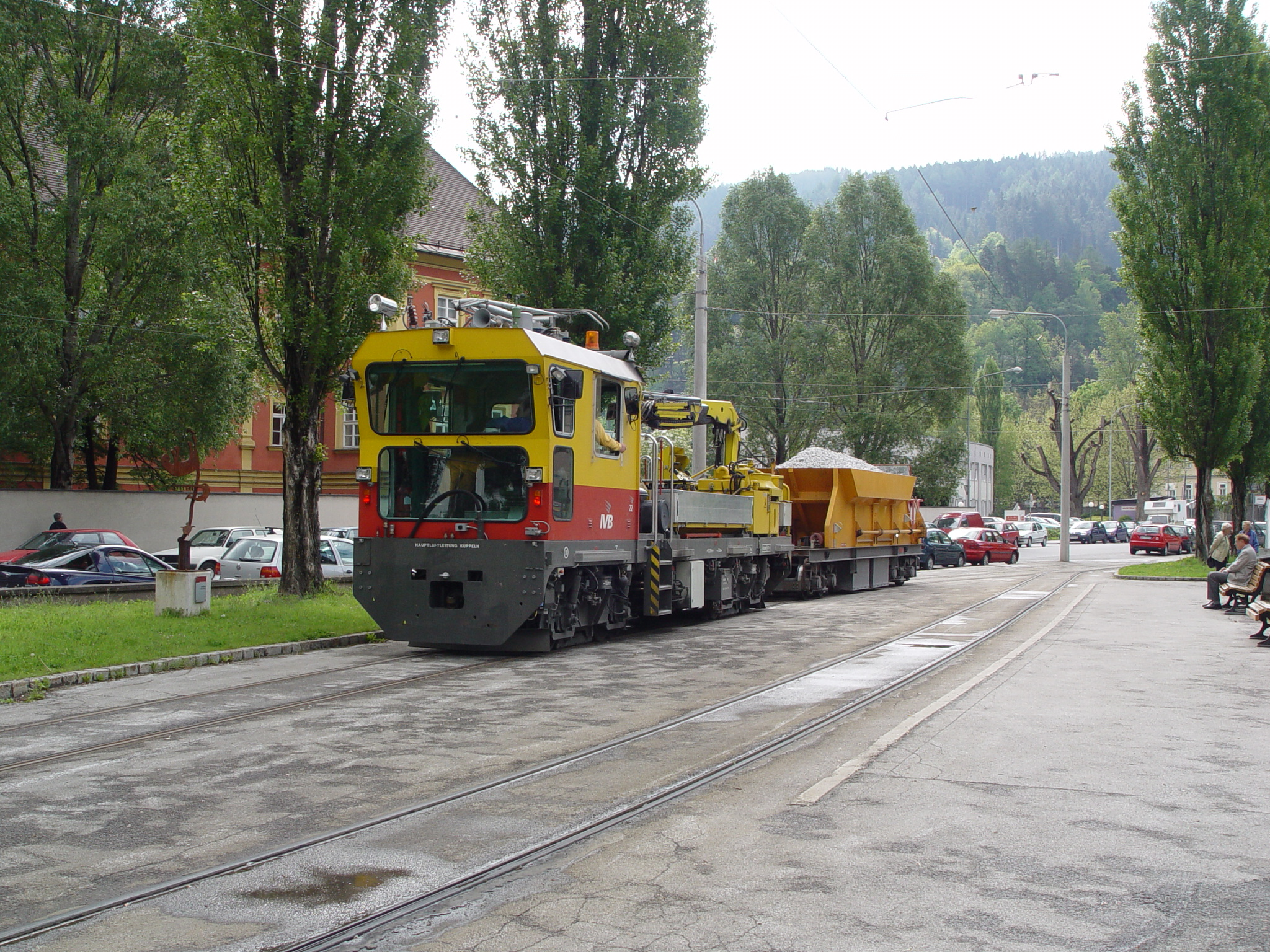
ATW 22 und GW 217 am Bergiselbahnhof

Als der Ausbau der Innsbrucker Straßenbahn 2000 beschlossen wurde, beschafften die Innsbrucker Verkehrsbetriebe einen Dieselarbeitstriebwagen, um die nun fast 100 Jahre alten Igler Triebwagen 2 und 3 als Arbeitsfahrzeug zu entlasten. Der Triebwagen wurde 2001 von Plasser & Theurer gebaut ist 13.390 mm lang und wiegt 28,0 t.
- Erscheinungsbild: Der Triebwagen ist gelb/rot/graubraun lackiert, verfügt auf einer Seite über einen Führerstand und auf der anderen über einen Kran und eine Ladeplattform. Weiters kann auf der Führerstandsseite ein Mähwerk für den Bahndamm montiert werden.
- Technisches: Das Fahrzeug wird von zwei 200-kW-Dieselmotoren angetrieben. Für Schneepflugeinsätze ist dieses Fahrzeug nicht geeignet, da es sonst die maximale Meterlast der Brücken auf der Stubaitalbahn überschreiten würde, wenn noch ein Schneepflug montiert werden würde. 2011 konnte allerdings ein moderner hydraulischer Schneepflug beschafft werden, der bei geringen Schneelasten die Brücken nicht überansprucht. Bei starkem Schneefall muss nach wie vor noch mit den alten Igler Triebwagen gefahren werden.
- Aktuelles: Der Triebwagen wird vor allen Dingen mit den Loren 23, 24 und 217 zusammen eingesetzt, wenn es Reparaturen oder Wartungsarbeiten am Oberbau zu erledigen gilt.

### Güterwagen

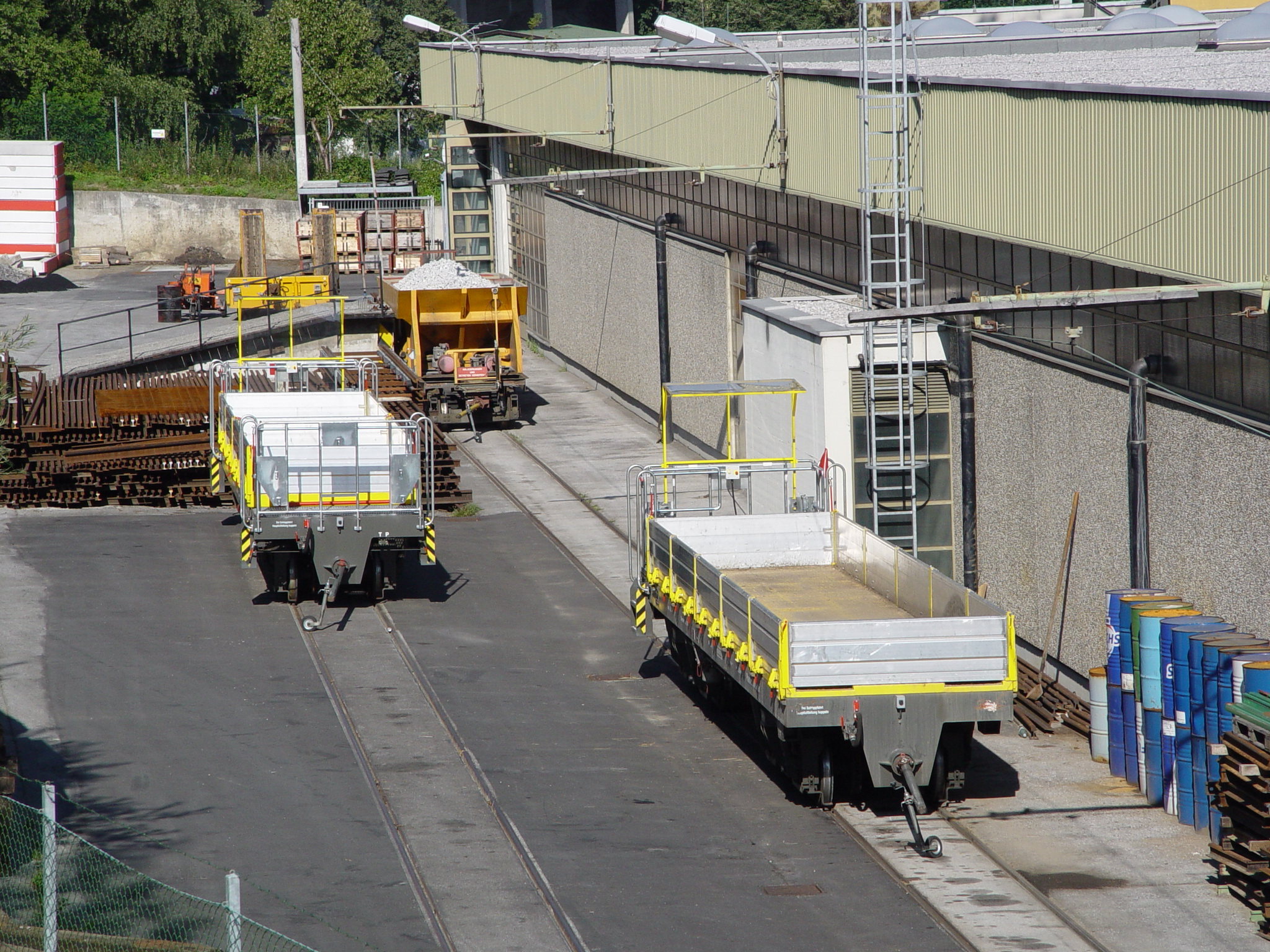
GW 217, 23 & 24 hinter der Straßenbahnhalle

Früher ein wichtiger Wirtschaftszweig der Innsbrucker Lokal- und Straßenbahnen, ist heute der Gütertransport komplett eingestellt worden. Die einzigen Güterwagen die heute noch in Verwendung sind, werden für Streckenarbeiten benötigt. Die Loren 203–204 wurden von der Werkstätte der L.B.I.H.i.T. gebaut, die Loren 217, 23-24 (mit der Fabriknummer 910–909) wurden von Plasser & Theurer und Güterwagen 211 von der Grazer Waggonfabrik gebaut und von den I.V.B. umgebaut. Da die Loren 23 und 24 eigens für die Diesellok 22 angeschafft wurden, fallen sie aus dem üblichen Nummernschema der IVB, Güterwagen mit einer 200er Nummer zu bezeichnen.
| Nummer  | Baujahr | Masse in t | Länge in mm | Max. Zuladung in t | Bemerkung                              |
| ------- | ------- | ---------- | ----------- | ------------------ | -------------------------------------- |
| 23–24   | 2004    | 16,0/15,0  | 12300       | 14,0/15,0          | 23 als Kipplore ausgeführt             |
| 203–204 | 1918    | 7,7        | 10850       | 15,0               | Niederbordlore                         |
| 211     | 1900    | 15,0       | 12490       | 15,0               | Unkrautvertilgungswagen, ex-I.M.B. 115 |
| 217     | 2004    | 15,0       | 12490       | 15,0               | Schotterlore                           |

## Historische-Fahrzeuge

### Dampflokomotiven

Lok 2 der L.B.H.i.T

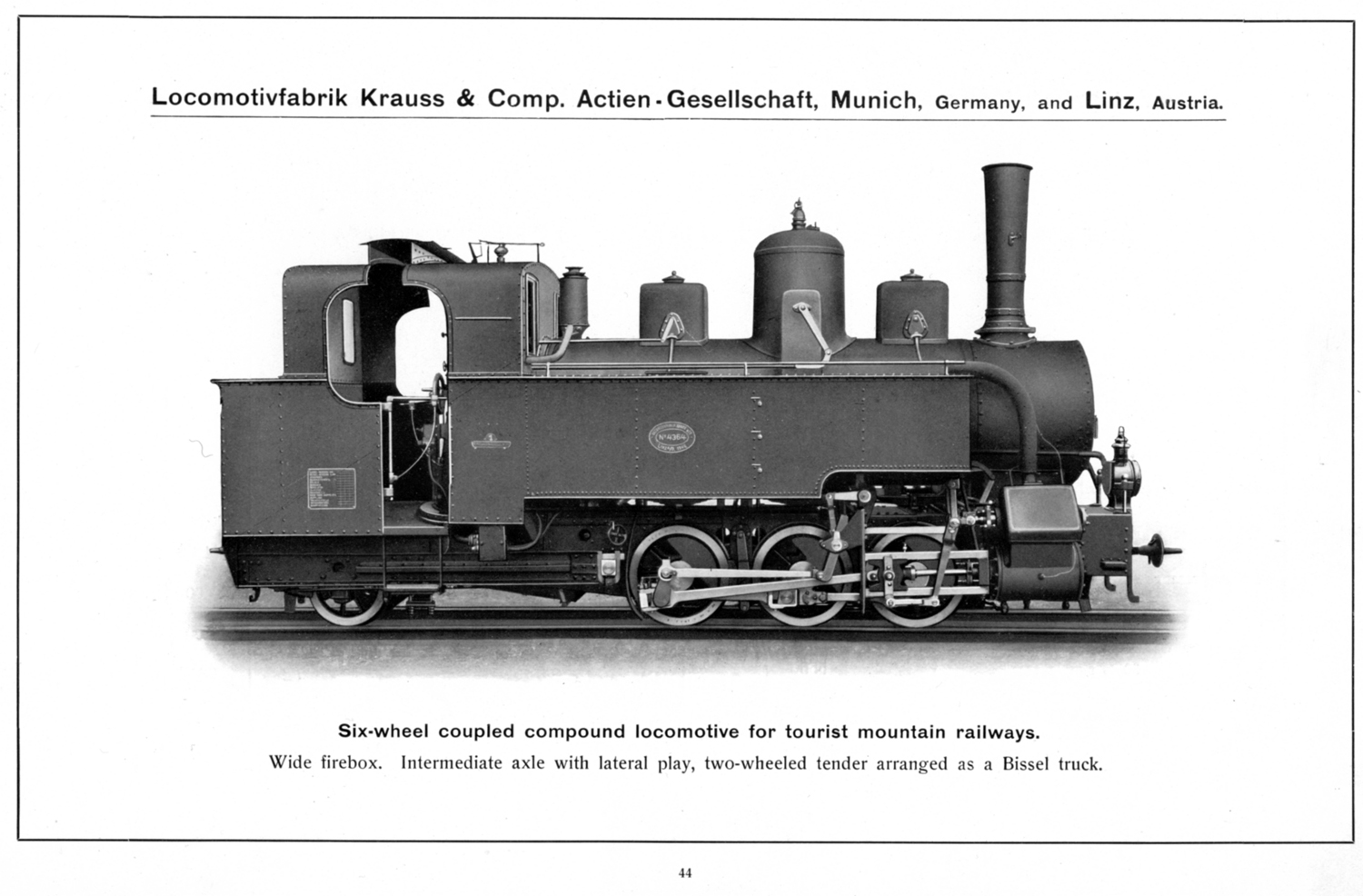
„Igler“-Lok 1

1891 wurde die Lokalbahn Innsbruck-Hall i. Tirol mit Dampfbetrieb eröffnet. Neun Jahre später folgt die Innsbrucker Mittelgebirgsbahn. Dies sollten die einzigen beiden Dampflinien in Innsbruck bleiben. 1940 wurde auf der Innsbrucker Mittelgebirgsbahn endgültig der Dampfbetrieb abgeschafft, nachdem die Strecke 1936 elektrifiziert wurde.

#### „Haller-Dampflok“, Nr. 1–8
Am Anfang standen der Localbahn vier zweifach-gekuppelte Dampfloks der Lokomotivfabrik Krauss/Linz zur Verfügung. Der Fuhrpark wurde bald um vier weitere Lokomotiven desselben Typs erweitert. Sie hatten ein Dienstgewicht von 7,8 Tonnen und die Länge über Puffer (LüP) betrug 4.100 mm. Bei 15 atü Dampfdruck entwickelten die Lokomotiven eine Zugkraft von 9.512 N. Nachdem die Strecke 1909 elektrifiziert worden war, wurden die Dampflokomotiven 1910 ausgemustert und verschrottet.

#### „Igler-Dampflok“, Nr. 1–3
Der Innsbrucker Mittelgebirgsbahn standen insgesamt drei Dampflokomotiven der Bauart C1n2vt zur Verfügung, wovon zwei 1900 und eine 1901 gebaut wurden. Die Loks waren 7.880 mm lang, 2.200 mm breit und wogen 26,8 t. Mit ihren 180 PS konnten sie sechs Beiwagen eine 46 ‰ steile Rampe hinaufziehen. Um den engen Kurvenradien gerecht zu werden, war die Maschine als gelenkige Krauss-Stütztenderlokomotive ausgeführt. Gebremst wurde wie damals üblich mit einer Vakuumbremse. Die Heizfläche betrug 56,3 m² und die Rostfläche 1 m². Lok 3 kam 1916 zur Nonstalbahn, wo man sie 1943 nach einem Bombentreffer verschrottete. Lok 1 wurde 1939 an die Sylter Inselbahn verkauft, wo sie 1958 außer Dienst gestellt und verschrottet wurde. Der Verbleib von Lok 2 ist ungeklärt, aber es wird angenommen, dass sie an die Ostfront gekommen ist.

### Triebwagen

#### Vierachsige „Haller-Triebwagen“, Nr. 1–8

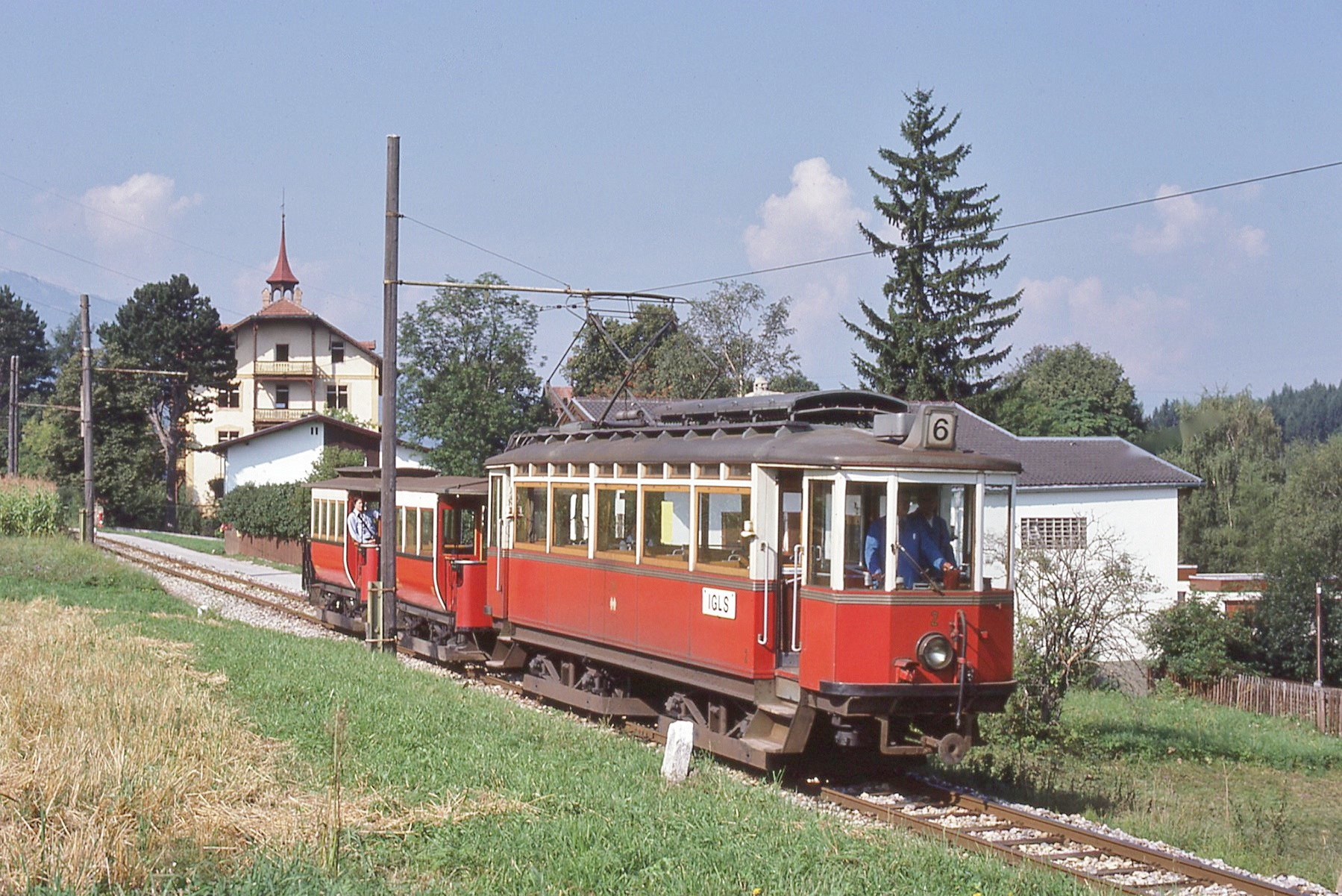
Triebwagen 2 mit zwei Beiwagen, 1977

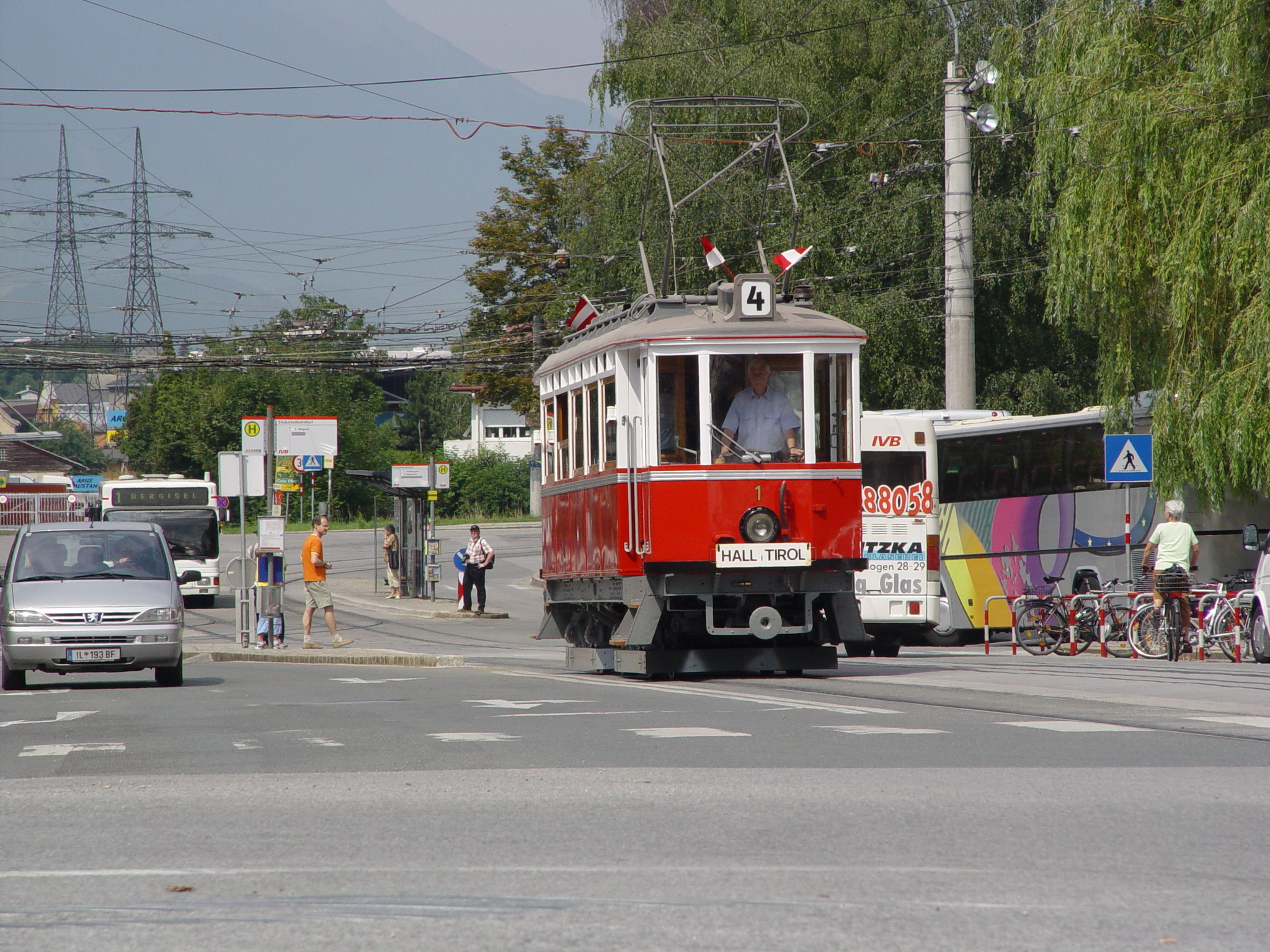
Triebwagen 1 der Lokalbahn, 2005

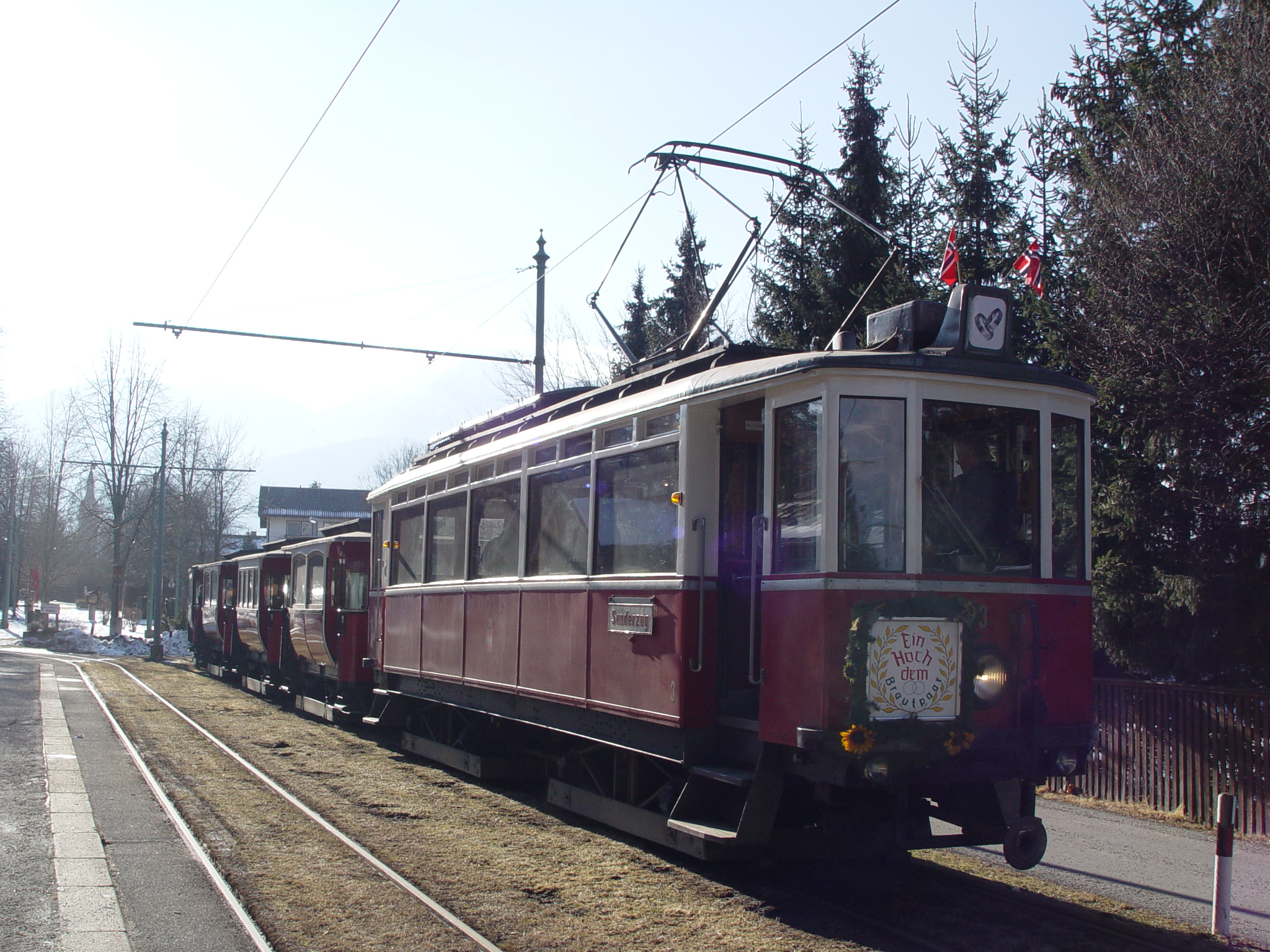
Igler Zuggarnitur in Igls

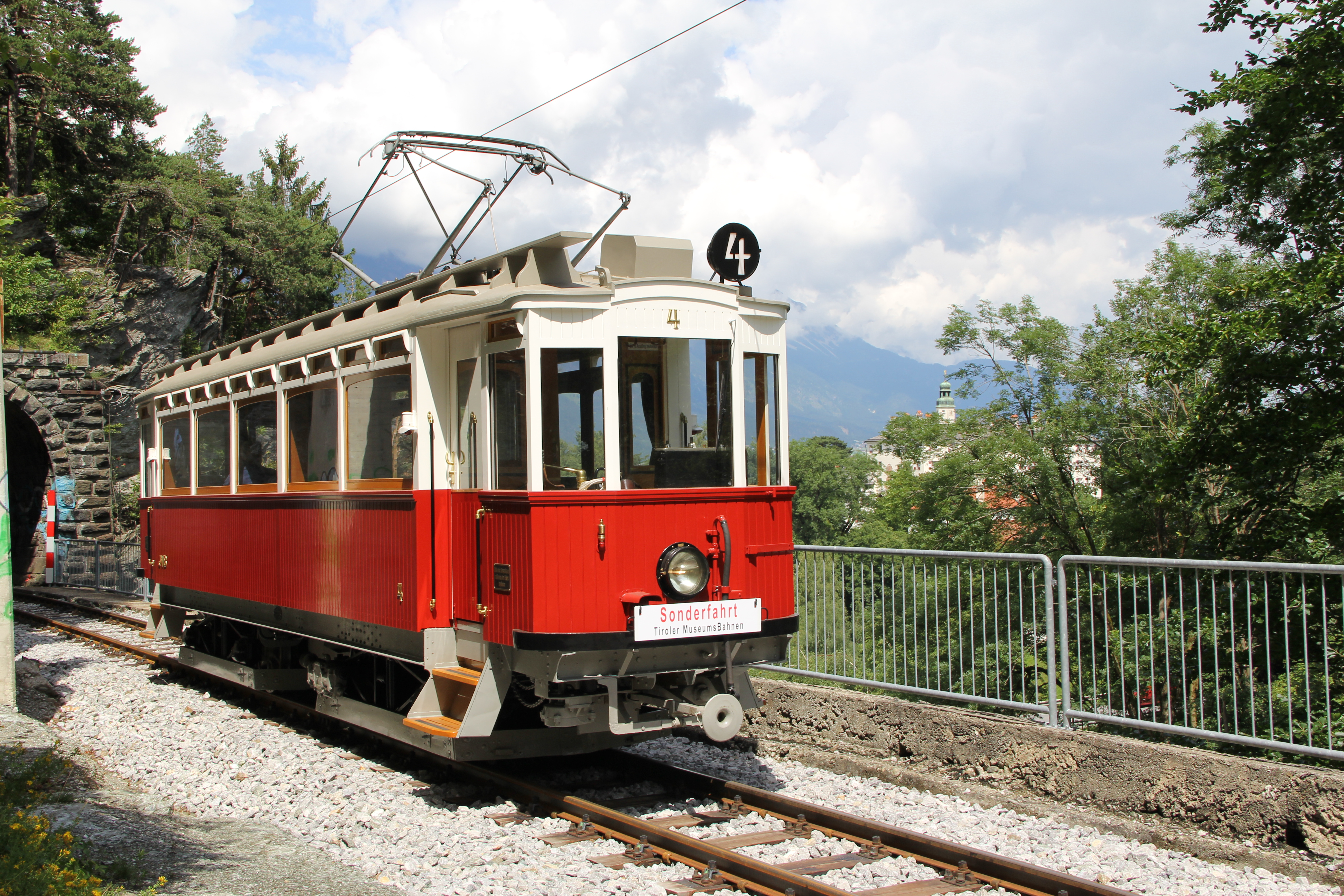
Triebwagen 4 im Stil der 1940er Jahre restauriert

Mit der Elektrifizierung 1909 der L.B.I.H.i.T. wurden acht vierachsige Triebwagen bei der Wagen- und Waggonfabrik, Eisen- und Metallgießerei Joh. Weitzer aus Graz gekauft. Diese wurden vor allem auf der Überlandstrecke eingesetzt, während des Krieges allerdings auch in der Stadt für Verwundetentransporte. 1910 war es auch vorgesehen, ähnliche Triebwagen für die I.M.B. zu kaufen. Doch der Ankauf verzögerte sich immer weiter, bis die Bahn in den Besitz der Localbahn Innsbruck – Hall i. Tirol überging. Nach der Übernahme wurden die Triebwagen 2 bis 4 für die Bergstrecke umgerüstet und fortan als Igler Triebwagen bezeichnet. Sie waren 11.950 Millimeter lang, 2200 Millimeter breit, wogen vor dem Umbau 15,5 Tonnen, danach 18,5 Tonnen, und verfügten über jeweils 30 Sitz- und Stehplätze. Die Triebwagen 1, 5, 7 und 8 wurden 1974 mit der Einstellung der Linie 4 außer Dienst gestellt. Triebwagen 6 wurde bereits kurz davor außer Dienst gestellt, da es bei Triebwagen 3 zu einem Drehgestellbruch kam, und das Drehgestell von Triebwagen 6 als Ersatzteil benötigt wurde. 1981 wurden schließlich die Igler Triebwagen auch aus dem Plandienst genommen. Triebwagen 2 und 3 dienen seither als Arbeitsfahrzeuge und Triebwagen 4 ist bei den Tiroler Museumsbahnen in Aufarbeitung.
- Erscheinungsbild: Die Triebwagen waren im damaligen Innsbrucker Farbschema rot/weiß lackiert. Der mit Holzlatten verkleidete Wagenkasten wurde Ende der 1950er Jahre – ausgenommen bei Triebwagen 8, dessen Holzkasten nur eine Blechverkleidung bekam – gegen einen Blechwagenkasten ausgetauscht. Im Gegensatz zu den übrigen Haller Triebwagen behielten die Igler Triebwagen 2 und 3 die Lyrabügel bis in die 1950er Jahre hinein, da sie nicht in die Stadt gelangten, wo die Stromabnehmer der anderen Triebwagen wegen der Fahrdrahtkreuzung mit dem Oberleitungsbus Innsbruck umgerüstet wurden. Danach wurden die Bügel durch einen Scherenstromabnehmer ersetzt. Da Triebwagen 4 auch häufig auf der Linie 4 eingesetzt wurde, erhielt er schon früher den neuen Bügel. Im Gegensatz zu den anderen Innsbrucker Triebwagen waren die Führerstände mit Schiebetüren verschließbar. Das Innere war in ein Raucher- und ein Nichtraucherabteil unterteilt. Diese Unterteilung wurde später auch entfernt.
- Technisches: Die Triebwagen waren ursprünglich mit zwei je 50 PS starken Motoren von der AEG ausgestattet worden, die jeweils auf die beiden mittleren Achsen wirkten. Im Vorausblick auf die Elektrifizierung der Igler Bahn wurde der Triebwagen 4 1933 mit zwei zusätzlichen gleichwertigen Motoren ausgestattet, so dass ihm nun gesamt 4×50 PS zur Verfügung standen. Damit konnten erste Bergfahrversuche auf der Stubaitalbahn durchgeführt werden. Triebwagen 3 erhielt 1935 vier komplett neue Motoren mit jeweils 70 PS und Triebwagen 2 wurde 1938 ebenfalls mit vier solchen neuen Motoren ausgerüstet. Beim Umbau der Triebwagen 2 und 3 wurden die Widerstände, die früher zwischen den Drehgestellen untergebracht waren, auf das Dach montiert, um eine bessere Kühlung zu ermöglichen. Da bei Triebwagen 4 die Widerstände unter dem Fahrzeugboden montiert blieben, wurde die elektrische Bremse erst nach der Außerdienststellung von Triebwagen 4 zur Betriebsbremse dieser Fahrzeuge erklärt. Auch erhielten im Zuge des Umbaus die Triebwagen 2 und 3 einen neuen Nockenfahrschalter, während Triebwagen 4 weiterhin den originalen Schleifringfahrschalter behielt, bei dem man mittels eines eigenen Hebels extra zwischen Fahren und Bremsen umschalten musste. Um auf den Gefällestrecken fahre l  n zu dürfen, wurden alle drei Igler Triebwagen mit einer Notbremse ausgerüstet, die man im Fahrgastraum betätigen konnte. Die alten Motoren aus Triebwagen 2 und 3 wurden in die Triebwagen 7 und 8 eingebaut. Da diese aber hauptsächlich auf der Strecke nach Hall verkehrten, wurden die letzten zwei parallelen Fahrstufen gesperrt, da sie für die Ebene als übermotorisiert galten. Anfang der 1940er Jahre wurden bei den TW 1 und 5 die beiden 36,8 kW-Motoren gegen neue 59,9 kW-Motoren (81,5 PS) getauscht. Auch bei diesen beiden Triebwagen wurden nun die Widerstände auf das Dach montiert. Allein Triebwagen 6 verblieb bis zur Einstellung der Lokalbahn im Ursprungszustand mit zwei Motoren. Die Triebwagen 1, 5 und 6 blieben somit die Stammtriebwagen der Strecke nach Hall. Alle Triebwagen verfügten schon seit Anfang an über drei voneinander unabhängige Bremssysteme: Handbremse, Elektrische Bremse und Druckluftbremse. Die Druckluft für die Bremse wurde über einen Achskompressor erzeugt.
- Aktuelles: Nachdem die Haller Strecke 1974 eingestellt worden ist, wurden die Triebwagen 1, 5 bis 8 ausgemustert und an Interessenten vergeben. TW 1 ging an das Tramwaymuseum in Graz und die restlichen TW sind heute zum Teil noch bei den Nostalgiebahnen in Kärnten zu finden, wobei von TW 6 nur noch ein Führerstand existiert. TW 1 wurde im Jahr 2000 von den Tiroler Museumsbahnen zurückgekauft und ist renoviert in seinem Letztzustand im Localbahnmuseum der TMB anzutreffen.  Triebwagen 2 und 3 dienen nach wie vor bei den Innsbrucker Verkehrsbetrieben als Arbeitsfahrzeuge und als Nostalgiefahrzeuge für Sonderfahrten. Da die beiden Fahrzeuge auch auf der Stubaitalbahn benötigt werden, wo andere gesetzliche Regelungen gelten, wurden die Fahrzeuge mit einem elektrischen Kompressor ausgerüstet, sowie mit zwei zusätzlichen Scheinwerfern pro Front für das dreilaternige Zugspitzensignal. Triebwagen 4 wurde aufgrund eines Kabelschadens im Hauptstromkreis 1986 abgestellt und den Tiroler Museumsbahnen zur Aufarbeitung überlassen. Der Triebwagen sollte ursprünglich in den Auslieferungszustand zurückversetzt werden, was sich aber als nicht durchführbar herausstellte, da es sonst den behördliche Auflagen nicht mehr entsprechen würde. Deswegen einigte man sich auf den Zustand der 1940er Jahre, als er noch immer über die gelattete Seitenwände verfügte aber bereits auch über einen modernen Bügel und Fahrtrichtungsanzeiger. Nachdem das Projekt 1990 zugunsten der Aufarbeitung von Triebwagen 60 zurückgestellt worden ist und sonst immer nur nebenbei an ihm gearbeitet wurde, konnte er 2012 wieder aus eigener Kraft fahren und wurde als Hauptprojekt der TMB wieder aufgearbeitet. Mit dem 1. August 2014 wurde der Triebwagen von der Behörde abgenommen und kann nun auch wieder am Netz der IVB angetroffen werden.

#### Vierachsige „Stubaier-Triebwagen“, Nr. 1–3, 4
siehe Stubaitalbahn

#### Zweiachsige „Remscheider-Triebwagen“, Nr. 13–15
1939 waren der Fuhrpark der Innsbrucker Straßenbahn recht veraltet und bot nicht mehr die benötigte Kapazität. Deswegen wurden von der Remscheider Straßenbahn drei Triebwagen von der Localbahngesellschaft gekauft, welche 1903 von den Fahrzeugwerkstätten Falkenried gebaut wurden. Dieser Wagen behielten in Innsbruck die Betriebsnummern von Remscheid Die elektrische Einrichtung war von der AEG. Die Triebwagen waren 9.400 mm lang und wogen 10,6 t. Sie boten 22 Sitz- und 25 Stehplätze. Die Fahrzeuge wurden meistens auf der Linie 3 eingesetzt. Die Triebwagen waren allerdings nicht für den Beiwagenbetrieb ausgelegt, was sie nicht sonderlich effektiv machte. Anfang der 1950er wurden die Triebwagen dann in Innsbruck verschrottet und durch die Basler Triebwagen ersetzt.
- Erscheinungsbild: Die Triebwagen wurden in Innsbruck rot/weiß lackiert. Im Gegensatz zu den meisten bisherigen Innsbrucker Fahrzeugen hatten diese Fahrzeuge runde Formen.
- Technisches: Die Triebwagen mit zwei Motoren zu je 35 kW ausgestattet. Das besondere an den Wagen waren die einachsigen Drehgestelle.

#### Zweiachsiger „Winterthurer Triebwagen“, Nr. 17
1947 bekam die Stadt Hall i. Tirol einen Triebwagen von ihrer Partnerstadt Winterthur geschenkt. Da Hall aber über keine eigene Straßenbahn verfügte, und der Triebwagen für die Lokalbahnstrecke ungeeignet war, wurde das Fahrzeug an die Innsbrucker Verkehrsbetriebe abgegeben. Der Wagen wurde 1915 von SWS/SWL gebaut, war 8570 mm lang und wog 10,5 t. Er bot 16 Sitz- und 28 Stehplätze. Er wurde vorwiegend auf der Linie 3 eingesetzt, bevor er 1956 durch einen Züricher Triebwagen ersetzt wurde. Der Triebwagen wurde schlussendlich in Innsbruck verschrottet.
- Erscheinungsbild: Der Triebwagen war rot/weiß lackiert, und trug die Stadtwappen von Winterthur und Hall i. Tirol auf den Flanken.
- Technisches: Motorisiert war der Triebwagen mit zwei Mal 35 PS starken Motoren.

#### Zweiachsige „Züricher Triebwagen“, Nr. 18–21

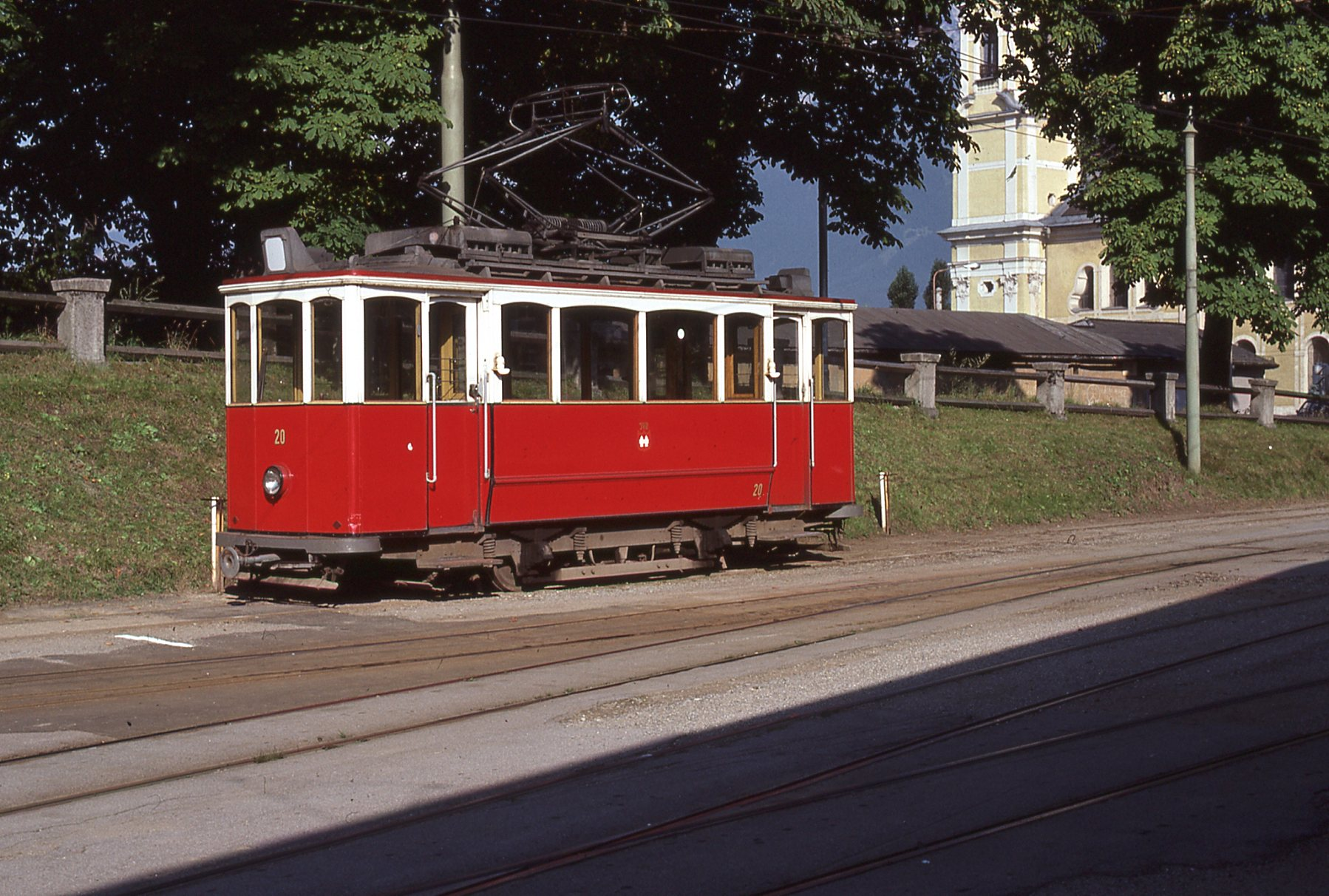
Triebwagen 20 am Bergisel (1977)

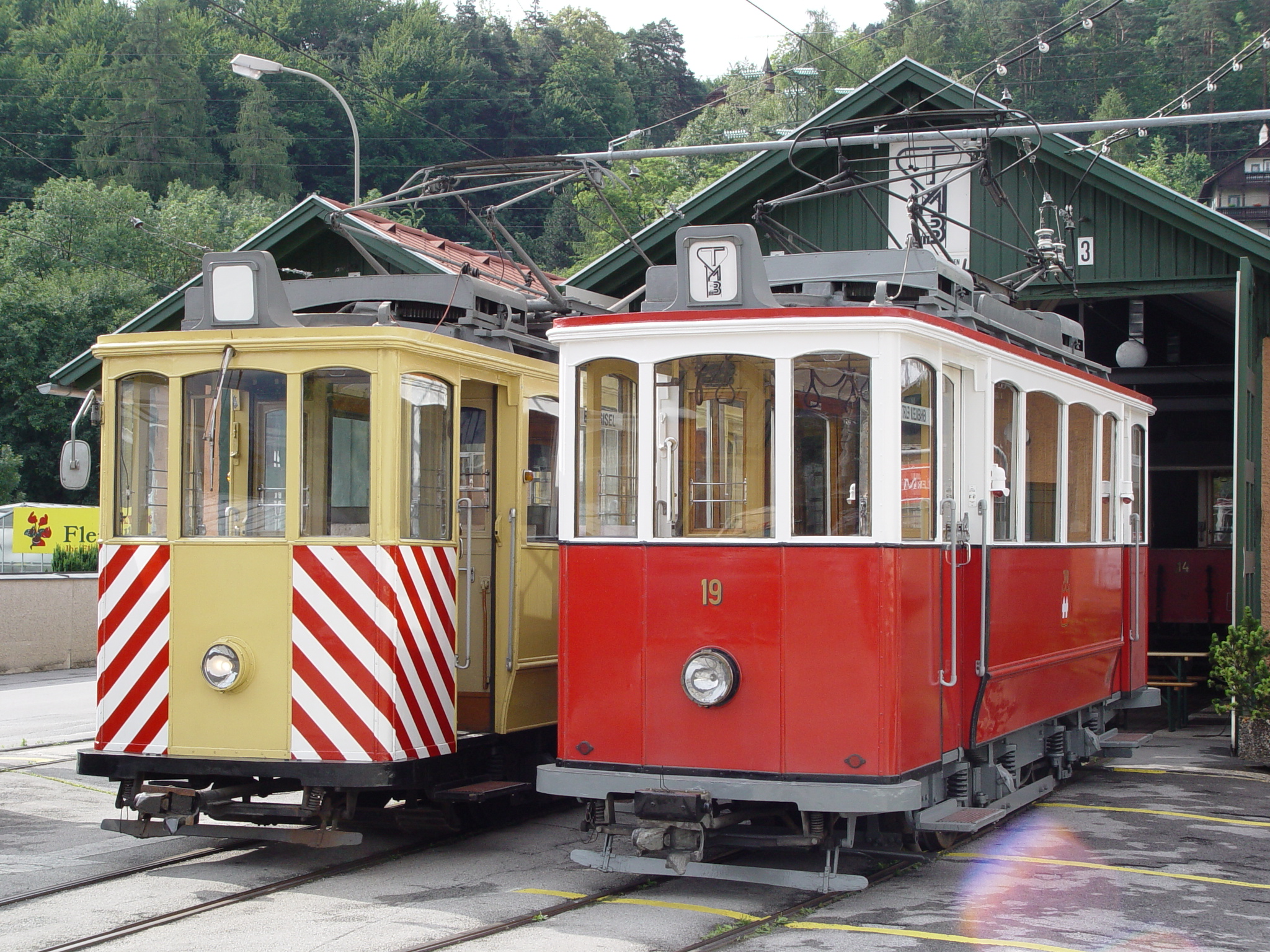
Triebwagen 21 und 19 bei den TMB an ihrem 100. Geburtstag (2007)

Die Innsbrucker Verkehrsbetriebe kauften von der Strassenbahn Zürich 1954 vier Triebwagen um den vom Weltkrieg stark angeschlagenen und vollkommen veralteten Fuhrpark etwas aufzubessern. Gebaut wurden die Triebwagen 1907 für die Albisgütlibahn, bevor sie 1925 in den Besitz der Städtischen Strassenbahn Zürich übergingen. Die elektrische Einrichtung wurde von Oerlikon gebaut. Die Triebwagen waren 8200 Millimeter lang, 2200 Millimeter breit, wogen 12,8 Tonnen und boten 18 Sitz- und 24 Stehplätze. In Innsbruck wurden die Triebwagen meistens zusammen mit den Meraner Beiwagen auf der Linie 1 eingesetzt. 1971 wurde Triebwagen 21 zu einem Schienenschleifwagen umgebaut. Dazu wurde die Schienenbremsen und Sitzbänke entfernt, sowie eine Druckluftanlage und Wassertanks eingebaut um die Schienenschleifeinrichtung betreiben zu können. Die Triebwagen 18 und 20 wurden 1977 außer Dienst gestellt und an die Kärntner Museumsbahnen abgegeben, während Triebwagen 19 bei den IVB als Weihnachtsbahn blieb.
- Erscheinungsbild: Die Triebwagen waren ursprünglich mit einem Laternendach ausgestattet und blau lackiert. In Innsbruck wurde das Laternendach entfernt, da die Triebwagen sonst nicht unter dem ÖBB-Viadukt in der Ingenieur-Etzel-Straße hindurchgepasst hätten. Auch wurden sie vor der Inbetriebnahme rot-weiß lackiert und mit einer Compactkupplung ausgerüstet. Triebwagen 21 wurde beim Umbau beige lackiert und bekam an den Fahrzeugecken eine rot-weiße Warnlackierung. Das Fahrpult wurde beim Umbau um eine Steuerung für die Schleifeinrichtung erweitert.
- Technisches: Mit gesamt 150 PS sind die Triebwagen im Vergleich zu ihrem Gewicht aufgrund der ursprünglich geplanten Verwendung in Zürich sehr gut motorisiert, da die Maximalsteigung der Straßenbahn in Zürich  77 Promille beträgt. Deswegen wiesen sie auch ein recht gutes Fahrverhalten auf. Allerdings wurden sie nie im Planbetrieb auf den Bergstrecken rund um Innsbruck eingesetzt. Triebwagen 21 wurde zusätzlich mit einer Sperre der parallelen Fahrstufen, sowie Vorwiderständen für 1200 Volt Oberleitungsspannung ausgerüstet, um auf den Überlandlinien nach Hall und Igls eingesetzt werden zu können. Später wurde dies auch noch auf der Stubaitalbahn benötigt.
- Aktuelles: Triebwagen 19 ist seit 1988 bei den Tiroler Museumsbahnen untergebracht. Anlässlich seines 100. Geburtstag 2007 wurde der Triebwagen einer gründlichen Revision unterzogen und neu lackiert. Der Triebwagen ist heute noch als Museumszubringer zum Localbahnmuseum im Einsatz. Der Triebwagen wird ebenfalls im Dezember oft für die Weihnachtsbahn eingesetzt. Triebwagen 18 und 20 befinden sich bei den Nostalgiebahnen in Kärnten in Aufarbeitung. Triebwagen 21 wurde Anfang der 2000er Jahre abgestellt. Seinen letzten Einsatz hatte er 2007 auf der Stubaitalbahn (für den er extra nochmals eine Revision bekam), da hier die Schienen für Probefahrten mit den neuen Niederflurgarnituren neu geschliffen werden mussten. Heute übernimmt das Schienenschleifen ein externes Unternehmen. Allerdings war der Wagen bis zuletzt betriebsfähig. 2012 wurde er schließlich verkauft und ist nun im Historama in Ferlach bei den Nostalgiebahnen in Kärnten (NBiK) untergebracht.

#### Zweiachsige „Basler Triebwagen“, Nr. 24–32

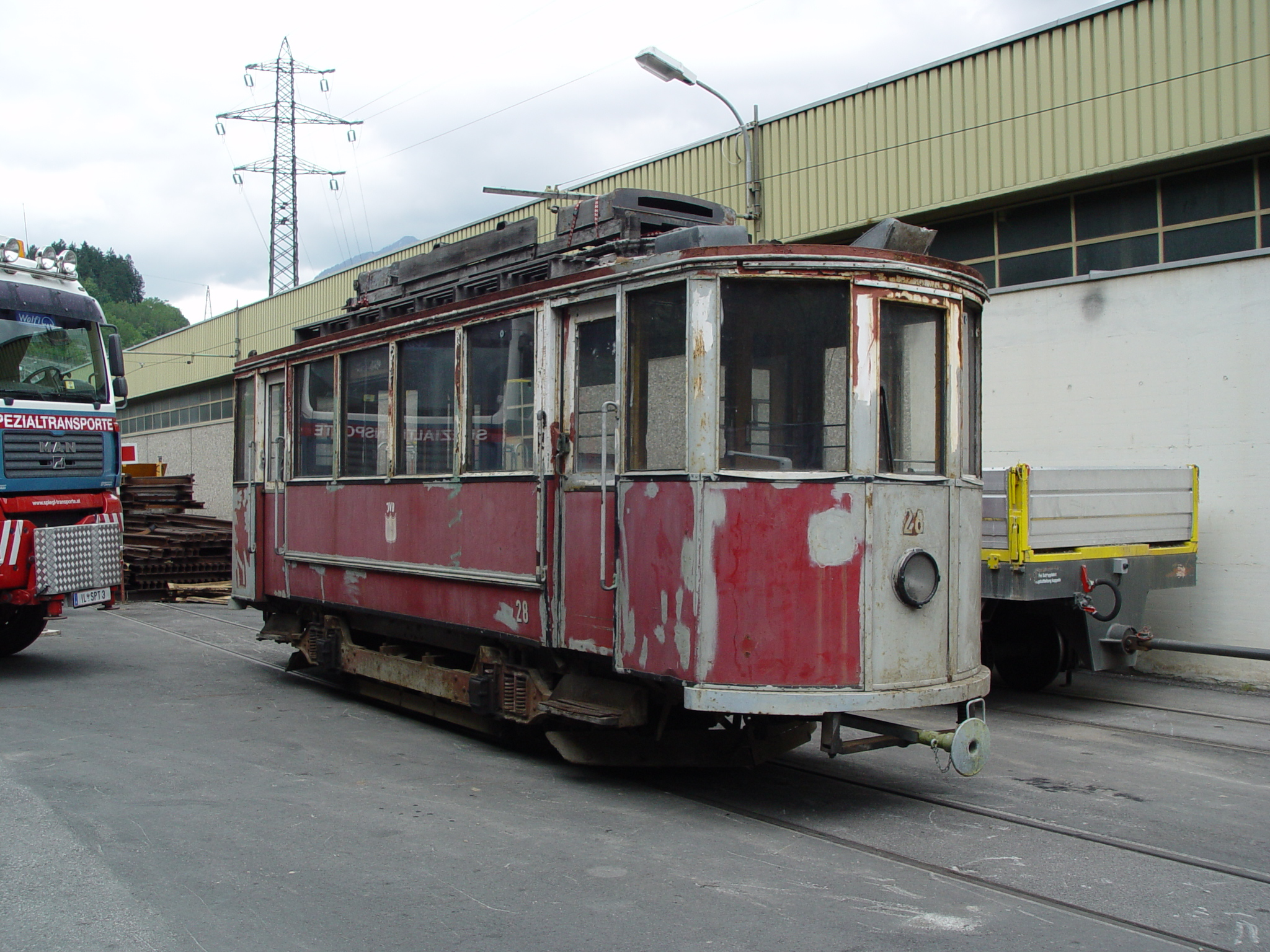
Triebwagen 28 beim Abladen vor der Restaurierung in Innsbruck

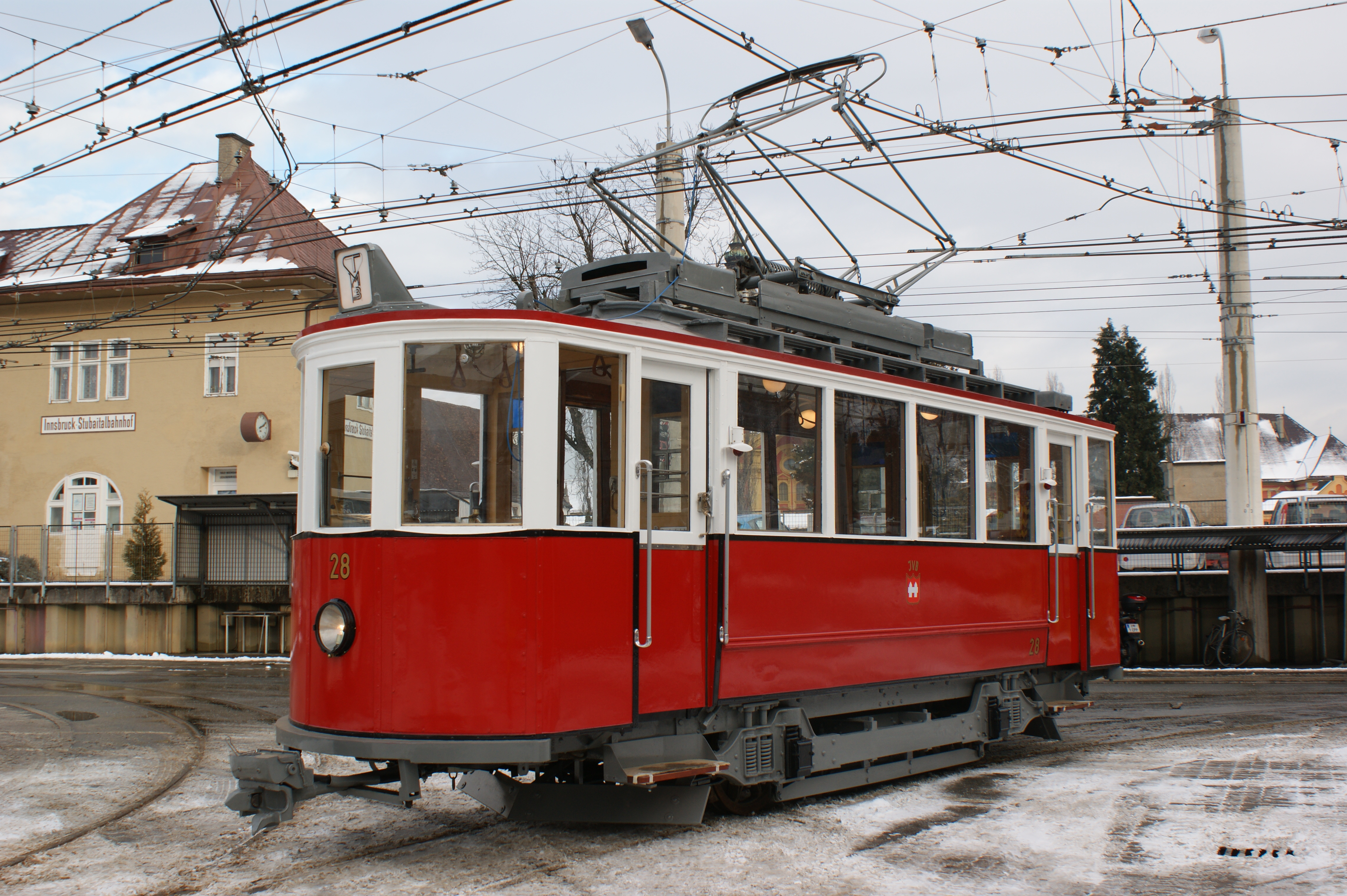
Triebwagen 28 fertig restauriert

Nachdem im Zweiten Weltkrieg der Fuhrpark der Innsbrucker Verkehrsbetriebe stark beschädigt worden war, wurden 1950 je sieben Trieb- und Beiwägen von den Basler Verkehrs-Betrieben (BVB) gekauft. Die Triebwagen wurden 1898 von SIG gebaut. Die elektrische Einrichtung wurde von BBC geliefert. Ursprünglich als offene Wagen ausgeführt, wurden sie von den BVB in den 1920ern zu geschlossenen Wagen umgebaut. In Innsbruck wurden die Wagen nochmals umgebaut. Unter anderem bekamen sie zum Teil andere Fahrschalter, die Mitteltüre wurde verschlossen und das Laternendach wurde entfernt, damit die Triebwagen unter dem ÖBB-Viadukt in der Museumstraße hindurchpassten. Zwei Jahre darauf, wurden nochmals zwei Triebwagen geliefert. Die Triebwagen waren 8.710 mm lang, 2.200 mm breit und wogen 11,7 t. Ein Fahrzeug bot 16 Sitz- und 27 Stehplätze. Die Fahrzeuge wurden bevorzugt auf der Linie 3 eingesetzt. Die meisten Triebwagen wurden mit der Lieferung der Lohner Sechsachser 1966 außer Dienst gestellt. Triebwagen 31 blieb noch als Verschubwagen erhalten, welche 1978 außer Dienst gestellt wurde, und den Nostalgiebahnen in Kärnten überlassen wurden. 1967 erhielt Triebwagen 28 das Fahrgestell von 26 und war ebenfalls als Verschubwagen bis 1978 erhalten. 28 ging auch nach Nostalgiebahnen in Kärnten, ist aber seit Mitte 2008 wieder bei den Tiroler MuseumsBahnen zu finden.
- Erscheinungsbild: Da nach dem Krieg auch ein Mangel an Farbe herrschte, gingen alle Garnituren bis auf die erste im Grün der BVB in Betrieb in Innsbruck. Später wurden die Triebwagen dann einer nach dem anderen rot/weiß lackiert.
- Technisches: Ursprünglich waren die Triebwagen in Innsbruck mit einer Trompetenkupplung ausgerüstet. Um die Triebwagen allerdings zusammen mit den Stadtbeiwagen einsetzen zu können, wurden sie Anfang der 60er umgebaut und bekamen Compactkupplungen und Schienenbremsen.
- Aktuelles: Triebwagen 28 ist seit Juni 2008 als Leihgabe der NBiK an die TMB wieder in Tirol zu finden. Er ist von Juni 2008 bis Mai 2011 im Letztzustand von 1970 restauriert worden.

#### Ehemalige Bielefelder Gelenktriebwagen 31–42 und 51–53

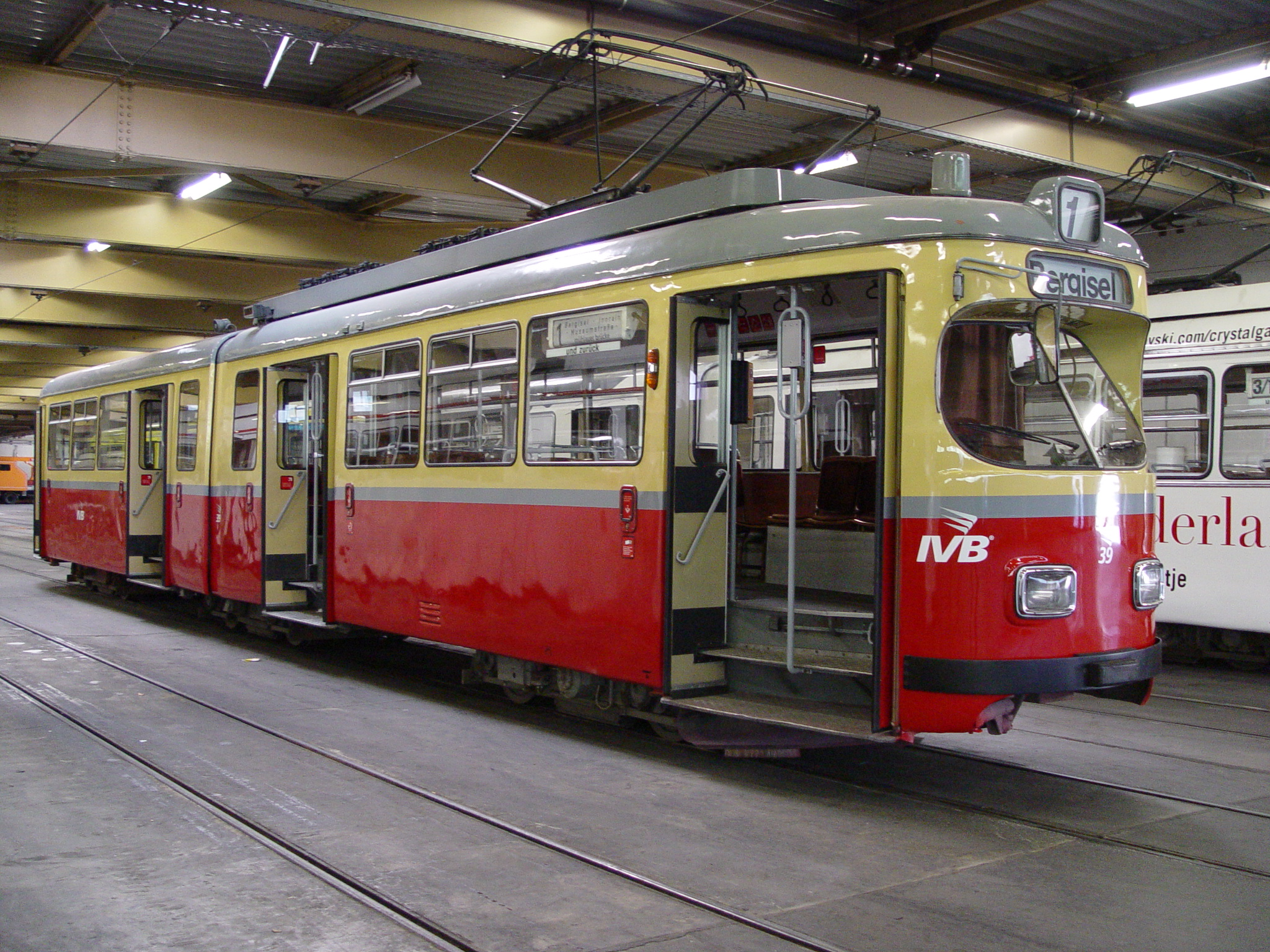
Sechachsiger Triebwagen 39 in der Remise

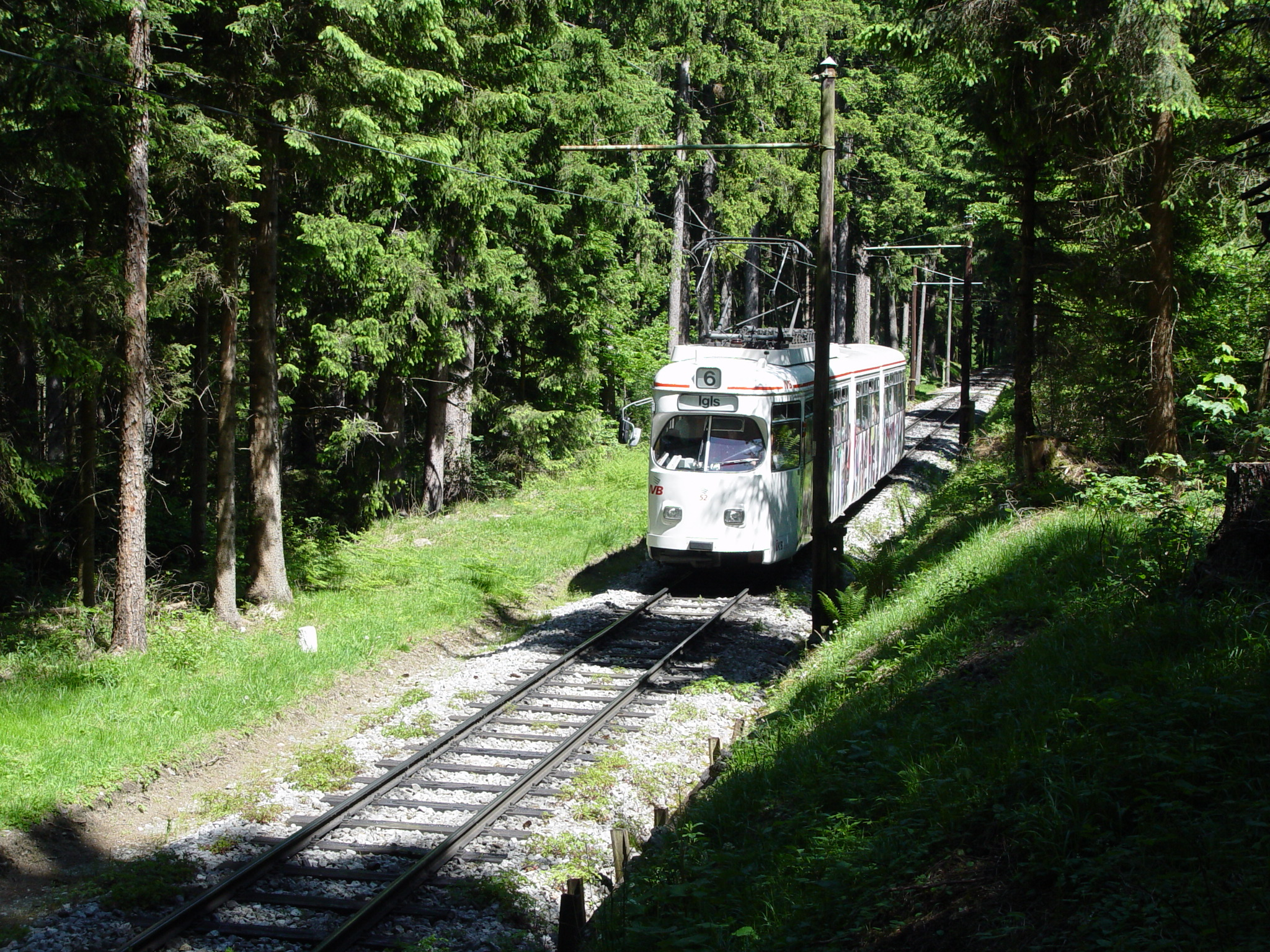
Achtachsiger Triebwagen 52 bei Tantegert

Ende der 1970er und Anfang der 1980er Jahre plante man in Innsbruck wieder die Straßenbahn auszubauen und bestellte für den Ausbau gebrauchte sechs- und achtachsige Einrichtungstriebwagen von der Straßenbahn Bielefeld. Allerdings wurde dieses Konzept nie umgesetzt, und so wurden einige Wagen in Innsbruck niemals in Betrieb genommen, sondern dienten von Anfang an als Ersatzteilspender. Dieser Umstand, und der Umstand, dass man die Stubaitalbahn auf moderne Gelenktriebwagen umstellen wollte, wofür man die ex-Hagener Triebwagen benötigte, führte dazu, dass einige dieser Triebwagen für den Überlandbetrieb nach Igls umgebaut wurden. Die zwischen 1957 und 1963 von DUEWAG gebauten ehemals Bielefelder Triebwagen sind 19.000/26.300 mm lang, 2200 mm breit, wiegen 19,5/25,0 t und bieten 37/56 Sitzplätze und 78/97 Stehplätze (die Werte hinter dem Schrägstrich gelten für die Triebwagen 51–53). Die elektrische Einrichtung stammt von Kiepe. Die Triebwagen 33–36 sind reine Stadttriebwagen, während die anderen Fahrzeuge auch auf der Bergstrecke der Linie 6 zum Einsatz kamen. Ab 1987 kamen hauptsächlich nur noch die achtachsigen Triebwagen 51–52 auf der Igler Strecke zum Einsatz, außer sie wurden aufgrund einer Veranstaltung in der Stadt benötigt, z. B. beim Allerheiligenverkehr.
- Erscheinungsbild: Zwölf der zweiundzwanzig von Hagen und Bielefeld aus zweiter Hand gekauften Triebwagen waren sechsachsig und acht achtachsig. Die Triebwagen 31, 33–42 in Dienst gestellt als sechsachsige Triebwagen, deren Mittelteile zum Teil in die ehemals Hagener Triebwagen eingebaut wurden. 51–53 waren achtachsige Triebwagen. In den 1980er und 1990er Jahren waren sie im damals aktuellen rot/crèmefarbigen Farbschema lackiert. Ende der 1990er Jahre wurden die meisten Triebwagen bei der Hauptuntersuchung weiß lackiert. Im Gegensatz zu den anderen damaligen Innsbrucker Fahrzeugen verfügen diese Triebwagen über ein Zugspitzensignal mit zwei Laternen. Ende der 1980er Jahre wurde Triebwagen 32, ein Sechsachser, zu Triebwagen 53 mit acht Achsen umgebaut.
- Technisches: Jeweils das erste und das letzte Drehgestell ist mit einem 100 kW (136 PS) starken Motor ausgerüstet. Die Triebwagen, die auf Gefällestrecken zum Einsatz kommen, wurden mit stärkeren Widerständen, einem Schienenräumer und einer Totmann-Vorrichtung ausgerüstet, später auch die Triebwagen in der Stadt. Sie verfügten von Anfang an über Federspeicherbremsen. Ende der 1990er Jahre wurden die Fahrzeuge mit IBIS ausgerüstet und Anfang 2007 bekamen sie eine neue Funk-Weichensteuerung eingebaut.
- Aktuelles: Triebwagen 34 (am 17. März 2000) und 37 (2003) wurden  als Ersatzteilspender außer Dienst gestellt. Triebwagen 37 wurde 2006 verschrottet. Anfang Juli 2008 wurde Triebwagen 53 nach Bielefeld als Museumsfahrzeug zurückgebracht. Somit war er das erste Fahrzeug das im Zuge der Modernisierung des Fuhrparkes der IVB das Schienennetz verließ. Triebwagen 38, 40 und 52 wurden 2009 an die Straßenbahn Łódź in Polen verkauft und die restlichen Fahrzeuge an die Straßenbahn Arad in Rumänien. Triebwagen 39 soll auch weiterhin zur musealen Erhaltung in Innsbruck verbleiben, da er noch im rot/crème-Farbschema lackiert ist. Triebwagen 52 wurde 2012 verschrottet, Triebwagen 38 und 40 werden seit 2019 als historische Fahrzeuge genutzt.

#### Zweiachsige „Stadt Triebwagen“, Nr. 32–54

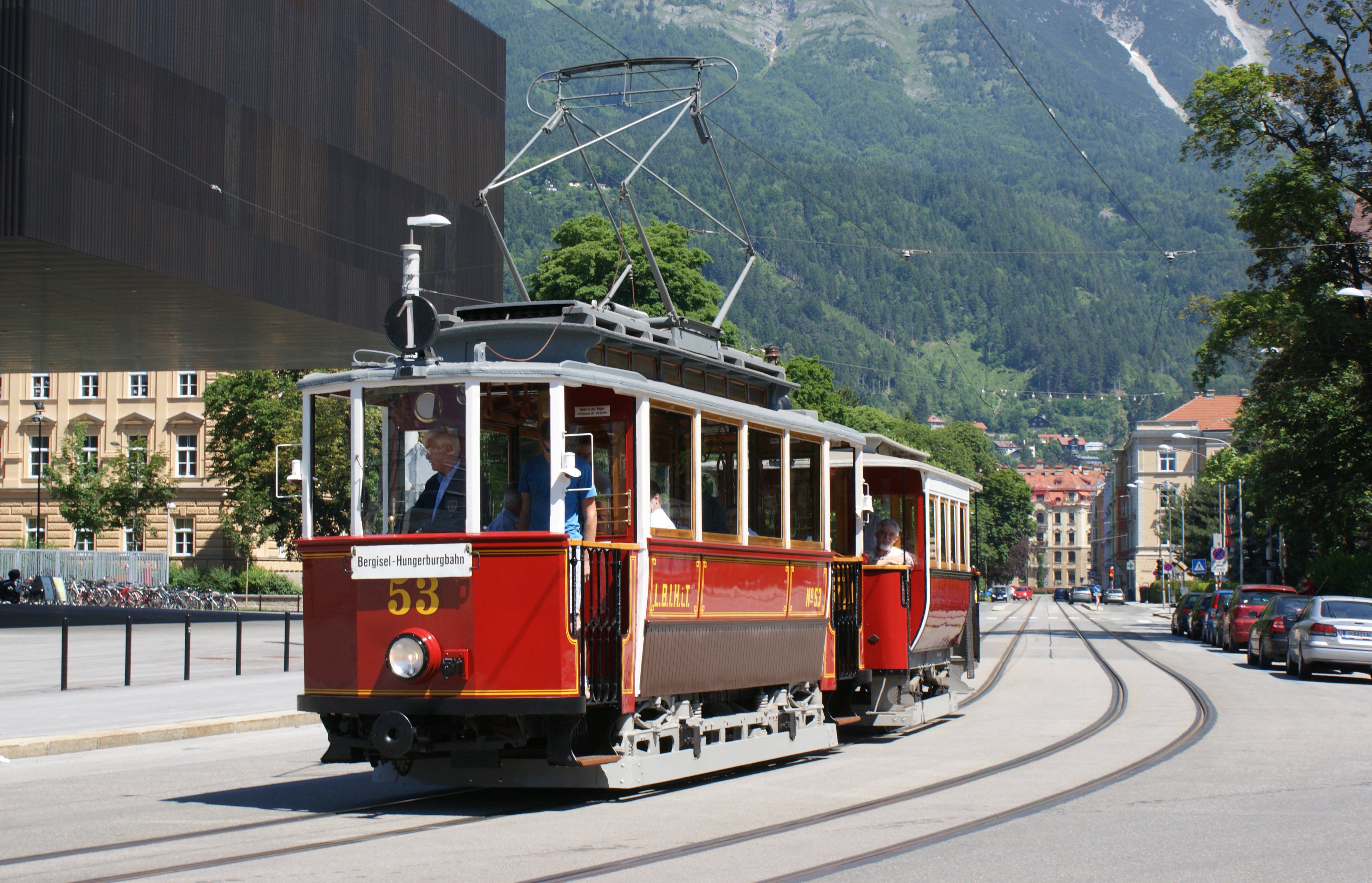
Triebwagen 53 II in den Zustand der 1940er zurückversetzt in der Claudiastraße

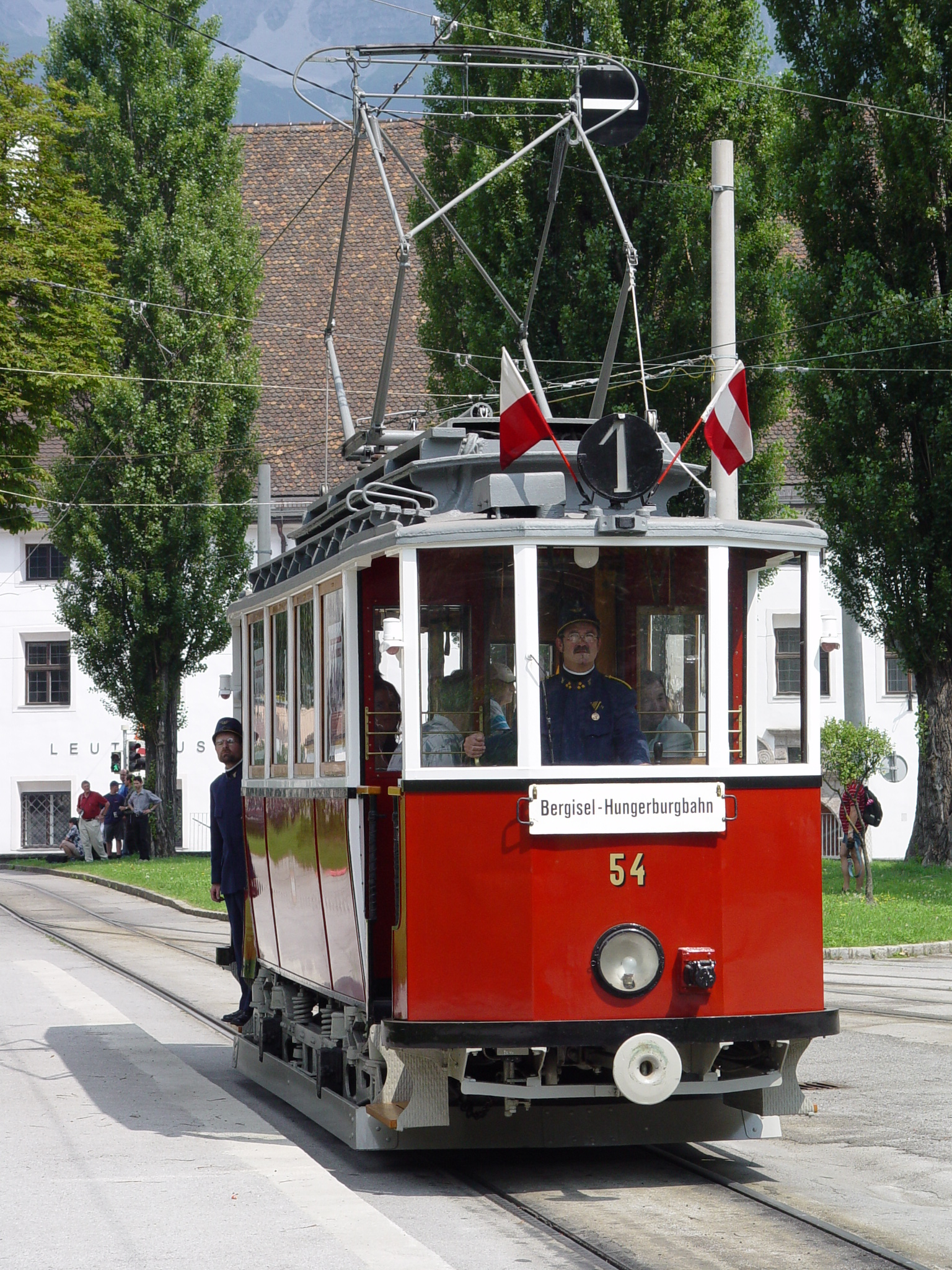
Personal in k.k. Uniformen fährt Triebwagen 54 II zum Bergisel

Zur Eröffnung der Saggenlinie 1905 bestellte die L.B.I.H.i.T. zehn zweiachsige Triebwagen bei der Grazer Waggonfabrik, welche die Nummern 36–45 bekamen. Die elektrische Einrichtung wurde von der AEG-Union gebaut. Aufgrund des hohen Fahrgastaufkommens wurden bereits 1908 zwei weitere Triebwagen bestellt, die die Nummern 46–47 bekamen. Zur Eröffnung der Linie 2 im Jahr 1909 wurden weitere sieben Fahrzeuge bestellt, die allerdings stärker motorisiert waren und die Nummern 48–54 bekamen. Zur Eröffnung der Linie 3 im Jahr 1911 wurden nochmals vier Triebwagen vom ersten Typ bestellt, die die Nummern 32–35 bekamen. Die Triebwagen waren 7.800 mm lang, 2.000 mm breit, und wogen 9,1 t. Sie boten 16 Sitz- und 17 Stehplätze. Die Fahrzeuge blieben bis Anfang/Mitte der 1950er im Einsatz, bis sie durch Basler und Züricher Triebwagen ersetzt wurden. Die Triebwagen 53 II und 54 II blieben noch als Schienenschleifwagen und Verschubwagen bis Anfang der 1970er im Einsatz. 54 II erhielt zu einem unbekannten Zeitpunkt das Fahrgestell von 42
- Erscheinungsbild: Die Triebwagen hatten offene Plattformen und waren von Anfang an im rot/weißen Innsbrucker Farbschema lackiert. Ursprünglich mit Lyrabügeln ausgestattet, wurden diese Mitte der 1940er gegen Scherenstromabnehmer ausgetauscht. Mit dem Anschluss Österreichs an Deutschland 1939 wurden die Triebwagen mit Fahrtrichtungsanzeigern ausgestattet. Der Wagenkasten verfügte über eine Verblechung auf der Seite die mit einer Holzverlattung verziert war, welche allerdings Anfang der 1950er Jahre entfernt wurde.  Da die Triebwagen auch die um 200 mm breiteren Haller Beiwagen zogen, waren an der Seite des Führerstands Eisenbügel angebracht, damit der Fahrer sehen konnte, ob etwas in das Lichtraumprofil der Beiwagen ragte.
- Technisches: Die Triebwagen 32–47  waren mit 40 PS starken Motoren ausgerüstet während die Wagen 48–54 über 53 PS starke Schnellläufermotoren verfügten. Die elektrische Kupplung mit den Beiwagen erfolgte über eine Rutenkupplung am Dach.
- Aktuelles: Triebwagen 53 II und 54 II sind bei den Tiroler Museumsbahnen heute zu sehen. Triebwagen 54 II ist im Letztzustand aufgearbeitet und oftmals auf der Zubringerlinie zum Localbahnmuseum zu sehen. Triebwagen 53 II wurde die Schleifeinrichtung entfernt, und er ist im Zustand der 1940er Jahre mit Seitenverlattung restauriert worden.

#### Vierachsiger „Mailänder Triebwagen“, Nr. 60

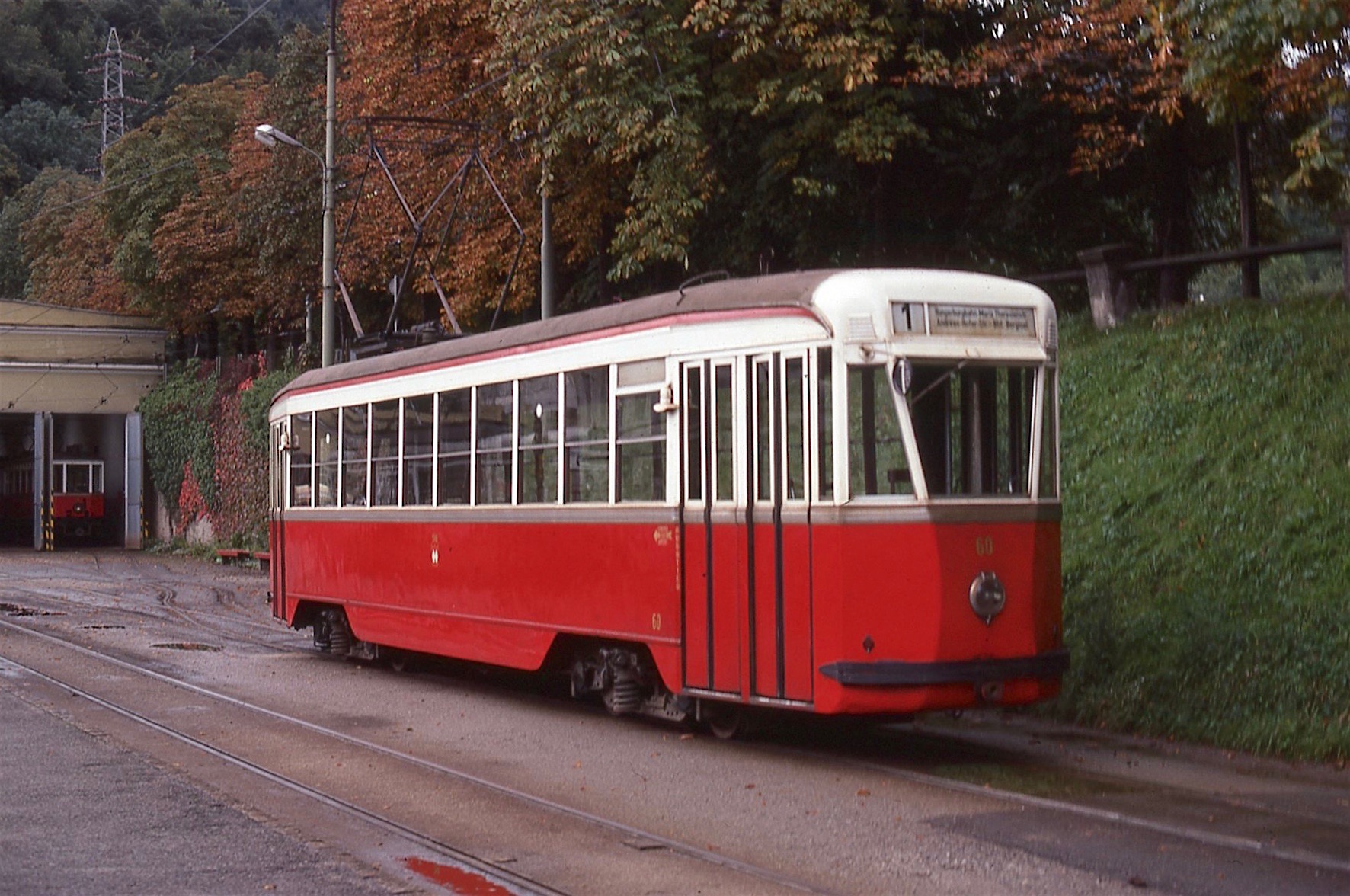
Triebwagen 60 am alten Innsbruck Bergiselbahnhof um 1977

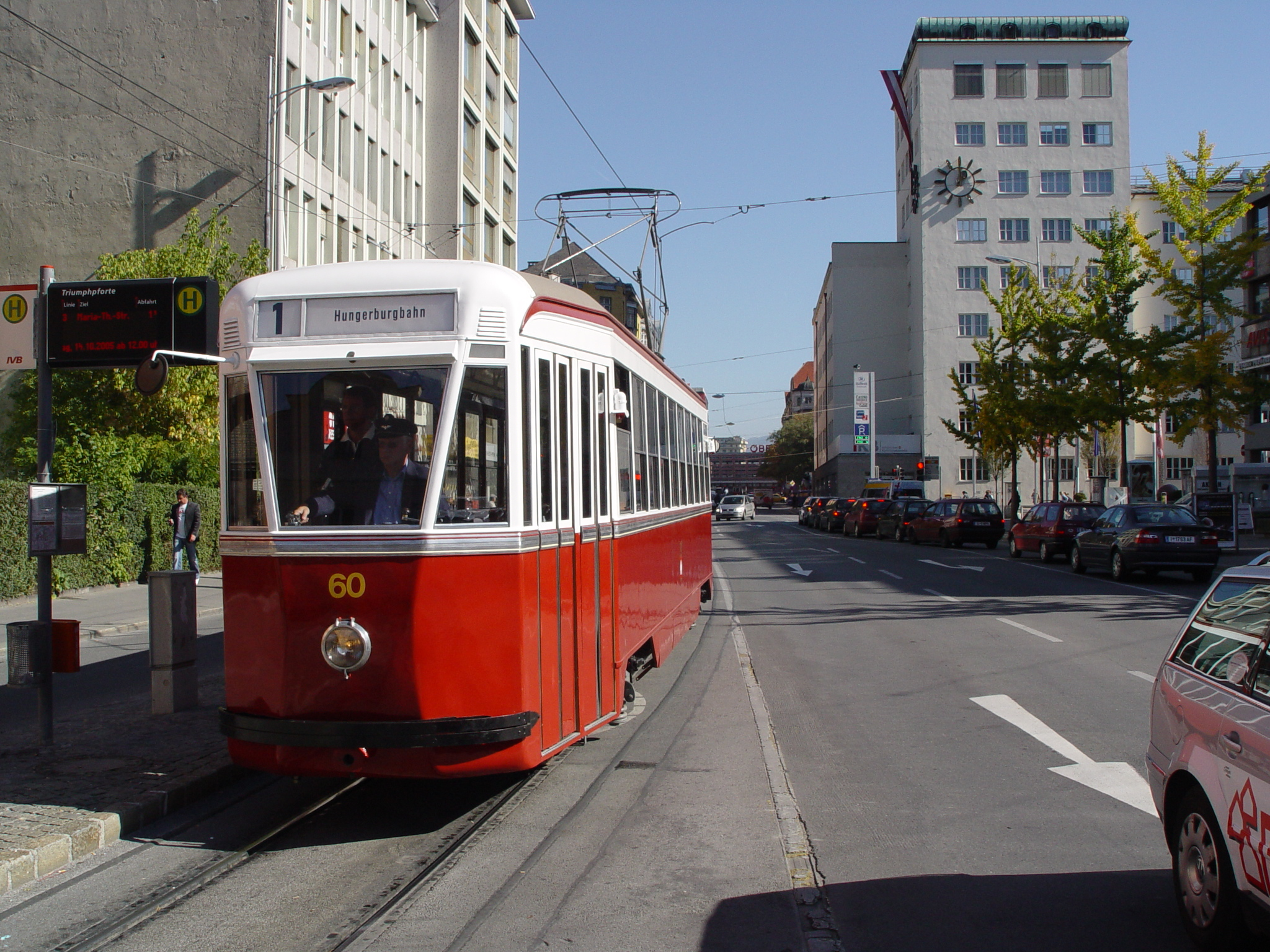
„Mailänder“ bei der Triumphpforte

Anfang der 1940er Jahre bestellten die Innsbrucker Verkehrsbetriebe Deutsche Einheitsstraßenbahnwagen für das Straßenbahnnetz. Allerdings kam es wegen Rohstoffmangels nie zur Lieferung. Deswegen wurde ein, für die Straßenbahn Belgrad gebauter, Triebwagen der Firma Breda in Mailand 1942 nach Innsbruck statt nach Belgrad geliefert. Die elektrische Einrichtung wurde von Ansaldo, Marelli und TIBB geliefert. Zu dieser Zeit war der PCC-Triebwagen das modernste Fahrzeug in Österreich. Die Innsbrucker Verkehrsbetriebe waren begeistert von dem Fahrzeug und bestellten noch weitere Fahrzeuge der Bauart Genua. Allerdings fiel die Lieferung der Fahrzeuge einem Fliegerbombenangriff auf den Mailänder Bahnhof zum Opfer. So blieb der Triebwagen 60 ein Einzelstück in Innsbruck. Der Triebwagen wurde vorwiegend auf der Linie 1 eingesetzt und war bei der Bevölkerung wegen seiner ruhigen Fahrweise sehr beliebt. Durch seine komplizierte Technik war er allerdings sehr störungsanfällig und wurde bald immer mehr aus dem Liniendienst gedrängt, bis er 1977 schließlich – obwohl immer noch eines der modernsten Fahrzeuge – außer Dienst gestellt wurde. Der Triebwagen ist 13.700 mm lang, 2.200 mm breit und wiegt 16,5 t. Mit 25 Sitz- und 90 Stehplätzen bot dieser Triebwagen bis zur Lieferung der Gelenktriebwagen den meisten Platz.
- Erscheinungsbild: Aufgrund des Materialmangels während des Krieges fuhr der Triebwagen vorerst in der grünen für Belgrad typischen Lackierung, später in einer grauen Lackierung. Erst nach dem Krieg wurde er in dem rot/weißen Innsbrucker Farbschema lackiert. Ursprünglich mit einem Stangenstromabnehmer bestückt, wurde er in Innsbruck mit einem Scherenstromabnehmer ausgerüstet.
- Technisches: Der Triebwagen war von der Technik her seiner Zeit um 20 Jahre voraus. Die automatischen Türen wurden über eine Druckluftanlage angetrieben. Dazu beschleunigte der Wagen mit Hilfe eines automatischen Feinreglers, und der Fahrer wählte sozusagen nur noch die Stärke der Beschleunigung aus. Der Triebwagen verfügt über vier voneinander unabhängige Bremssysteme: Druckluftbremse, Schienenbremse, Elektrische Bremse und Handbremse, wobei die ersten drei Bremsen automatisch je nach Bremsstufe zugeschaltet werden. Die vier Motoren entwickeln je 46 PS
- Aktuelles: 1990 konnten die Tiroler Museumsbahnen den Triebwagen von den Kärntner Museumsbahnen zurück nach Tirol holen. Der Triebwagen wurde damals einer Hauptuntersuchung unterzogen, wobei der Fertigstellungstermin Mitte 1991 zur „100-Jahre Straßenbahn in Innsbruck“-Feier angesetzt war, aber nicht erreicht wurde. Danach wurde nur noch mit verminderter Leistung an dem Wagen weiter gearbeitet. 2002 wurden die Arbeiten wieder verstärkt aufgenommen, und so konnte der Triebwagen nach sechs Jahren nach einigen Bremsprobefahrten am 3. September 2008 wieder vollständig in Betrieb genommen werden. Die offizielle Wiederinbetriebnahme hat am 9. Mai 2008 mit einem festlichen Rollout bei den Tiroler MuseumsBahnen stattgefunden.

#### Zweiachsige „Thunersee-Triebwagen“, Nr. 61–62
1953 kauften die Innsbrucker Verkehrsbetriebe mehrere Triebwagen von der Rechtsufrigen Thunerseebahn (STI) (Schweiz). Die STI Triebwagen 6 und 4 bekamen die Nummern 61 und 62, da sie aber starke technische Mängel aufwiesen, wurden sie nie im Plandienst eingesetzt, sondern lediglich für Verschubarbeiten, und bereits nach kurzer Zeit abgestellt und verschrottet. Die Triebwagen waren 1913 von Credè und SSW gebaut, hatten gesamt 90 PS, wogen 12 Tonnen, hatten eine Länge von 9000 mm und boten 18 Sitzplätze.

#### Vierachsige „kurze Lohner-Triebwagen“, Nr. 61–66

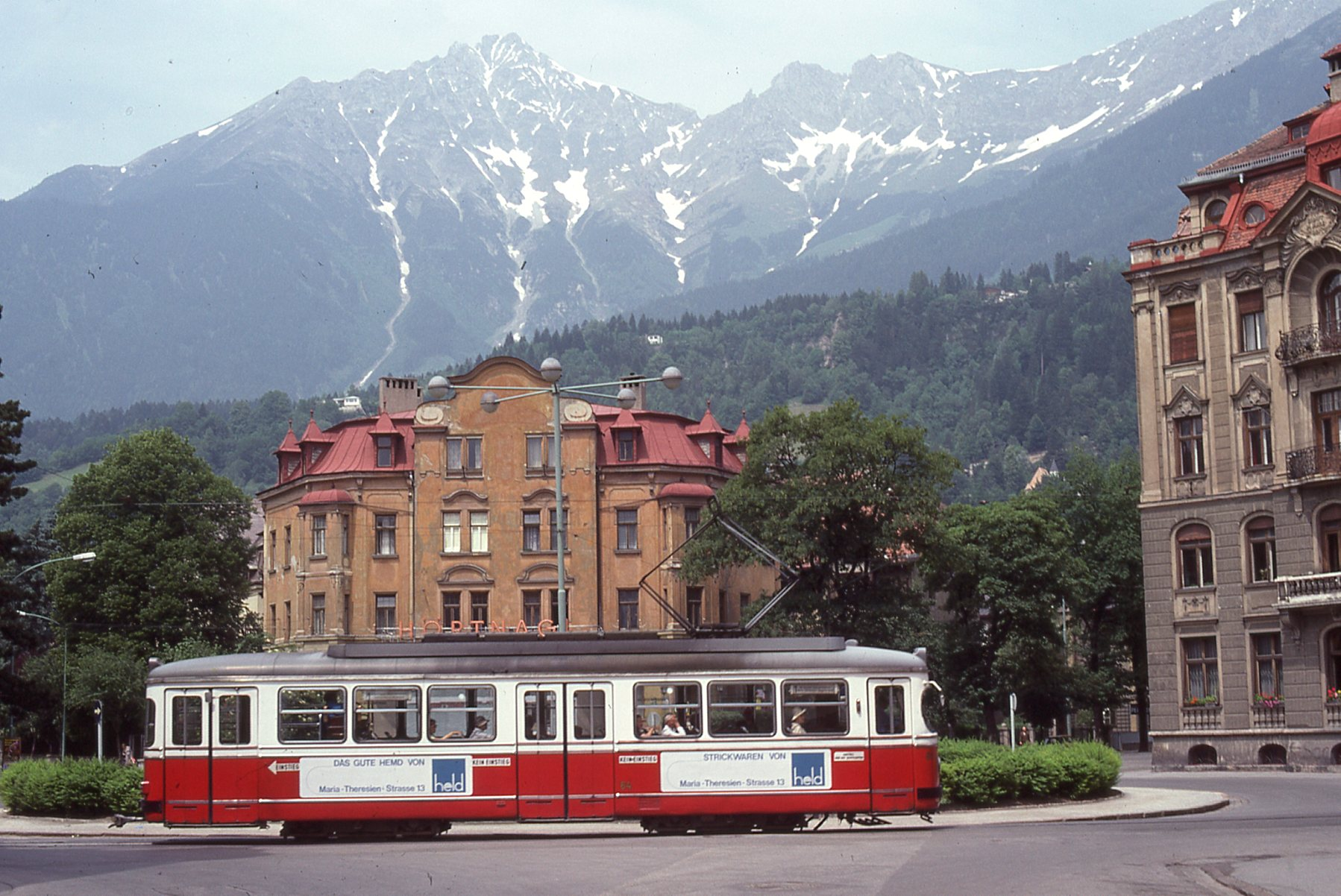
Lohner-Vierachser auf Linie 1 (1977)

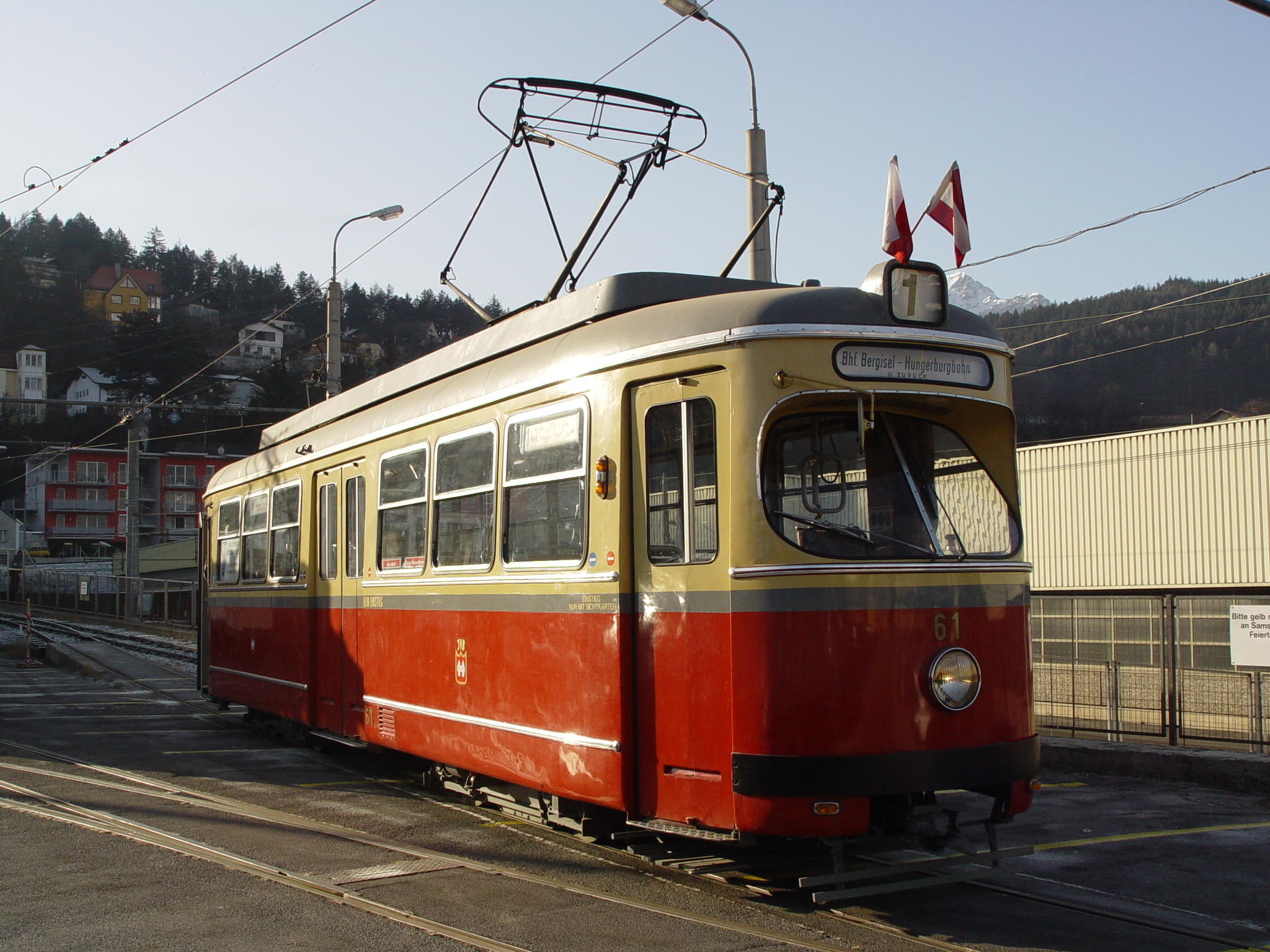
Museumswagen TW 61 bei den TMB

1960 bestellten die Innsbrucker Verkehrsbetriebe sechs vierachsige Großraumtriebwagen bei den Lohnerwerken. Die elektrische Ausrüstung wurde von Elin und Kiepe geliefert. Die Triebwagen waren 13.400 mm lang, 2.200 mm breit und wogen 14,9 t. Sie boten 25 Sitz- und 51 Stehplätze, womit sie für Innsbruck unterdimensioniert waren. Darum wurden bereits sechs Jahre später die sechsachsigen Lohnerwagen bestellt. Die Vierachser wurden bevorzugt auf der Linie 1 eingesetzt. Ende der 1980er wurden dann die Triebwagen ausgemustert, da das Straßenbahnprojekt in das Olympische Dorf gekippt wurde und bereits zu viele Straßenbahnen für die eventuelle Erweiterung angekauft worden waren.
- Erscheinungsbild: Die Triebwagen waren ursprünglich rot/weiß lackiert und hatten einen DUEWAG-Spitz. Ende der 1970er bekamen sie das neue rot/beige IVB-Farbschema, und die Zierleiste mit dem DUEWAG-Spitz wurde entfernt.
- Technisches: Die Triebwagen waren für den Beiwagenbetrieb ausgelegt, wurden aber nie mit Beiwagen zusammen eingesetzt. In Innsbruck waren sie die ersten modernen Großraumwagen (ausg. Triebwagen 60), die über eine Türsteuerung verfügten. Ursprünglich hatten sie vorne eine Trompetenkupplung und hinten eine Compactkupplung mit Aufsatz für den Beiwagenbetrieb, welche allerdings mit der Zeit beide gegen herkömmliche Compactkupplungen ohne Kontakte getauscht wurden.
- Aktuelles: Triebwagen 61 befindet sich im Letztzustand bei den Tiroler Museumsbahnen und ist betriebsfähig. Er wurde aber nur selten eingesetzt, da für den Laien die Unterscheidung zwischen den DUEWAG-Triebwagen im Planbetrieb und Triebwagen 61 recht schwergefallen ist. Seit dem kompletten Einsatz der Niederflurtriebwagen wird der Wagen häufiger eingesetzt. Triebwagen 64 befindet sich bei den Nostalgiebahnen in Kärnten, ist aber nicht betriebsbereit, da er von den IVB vor dem Abtransport noch als Ersatzteilspender ausgeschlachtet wurde.

#### Lohner Gelenktriebwagen, Nr. 71–77

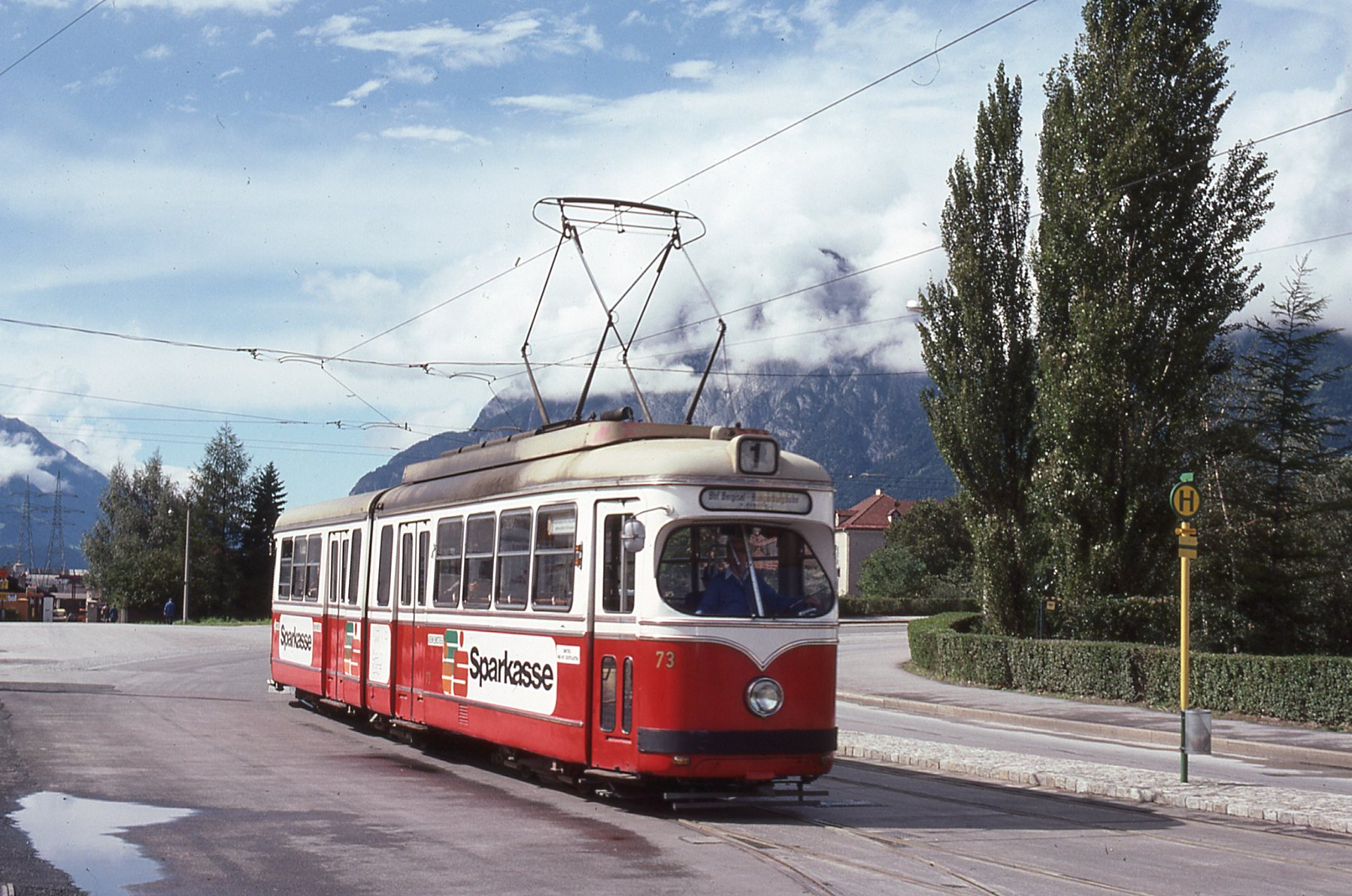
Triebwagen 73 im Originalzustand mit Zierspitz (1977)

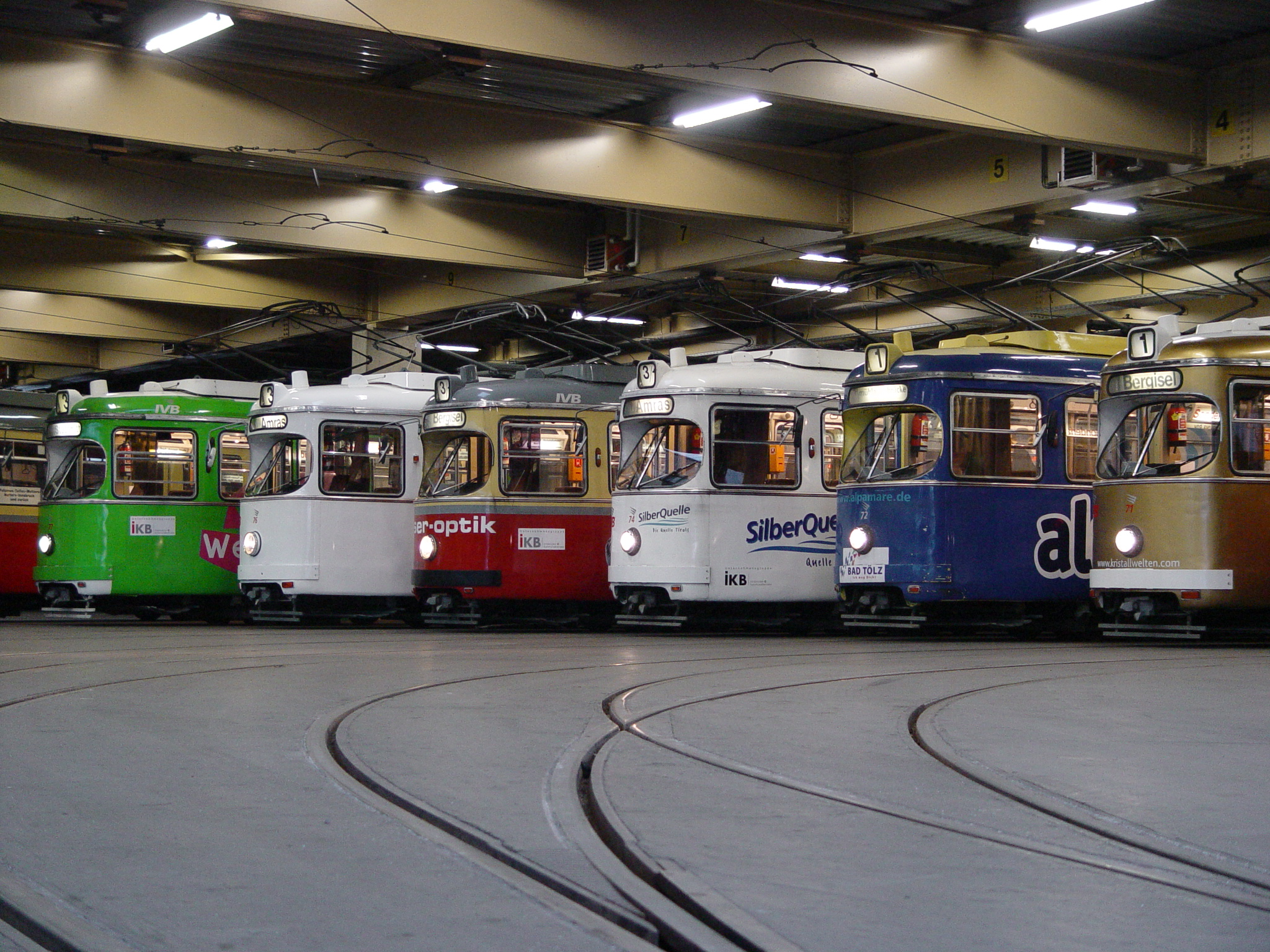
Parade der Lohnertriebwagen, anlässlich des 40. Geburtstags

Um den veralteten und überlasteten Fuhrpark zu modernisieren und die Kapazitäten aufzustocken, bestellten die Innsbrucker Verkehrsbetriebe bei den Lohnerwerken sieben sechsachsige Einrichtungsgelenktriebwagen, welche ein Lizenzbau von DUEWAG waren. Die elektrische Ausrüstung wurde von ELIN gebaut. Die Triebwagen sind 19.400 mm lang, 2.200 mm breit, wiegen 21,7 t und bieten 43 Sitzplätze und 72 Stehplätze. Sie wurden auf den Linien 1 und 3 eingesetzt.
- Erscheinungsbild: Die Triebwagen waren ursprünglich im rot/weißen Innsbrucker Farbschema lackiert. Ende der 1970er wurden sie allerdings im neuen rot/crème-Farbschema lackiert, welches sie bis Ende der 1990er-Jahre trugen, da die meisten Triebwagen ab dann bei der Hauptuntersuchung weiß lackiert wurden. Ursprünglich hatten sie auch noch eine dritte Zierleiste und den DUEWAG-Spitz, welche aber beim Umlackieren Ende der 1970er entfernt wurden.
- Technisches: Jeweils das erste und das letzte Drehgestell ist mit einem 100 kW (136 PS) starken Motor ausgerüstet. Anfang der 1990er-Jahre wurden die Triebwagen für den schaffnerlosen Betrieb umgebaut, erhielten eine automatische Türsteuerung und eine Totmann-Vorrichtung. Ursprünglich verfügten die Wagen auch über eine Handbremse, die allerdings Ende der 1980er-Jahre gegen eine Federspeicherbremse ausgetauscht worden ist. Ende der 1990er Jahre wurden die Fahrzeuge mit IBIS ausgerüstet und Anfang 2007 bekamen sie eine neue Funk-Weichensteuerung eingebaut.
- Aktuelles: Triebwagen 73 wurde eine Zeit lang als Ersatzteilspender abgestellt, da er am 3. Februar 2006 einen schweren Unfall gehabt hatte, bei dem 16 Menschen – zum Teil schwer – verletzt wurden. tirv1.orf.at In Hinblick auf die neuen Straßenbahnen beschloss man, den Triebwagen nicht mehr neu aufzubauen, so dass er Anfang 2007 schließlich verschrottet wurde. Triebwagen 72 wurde 2009 nach Łódź verkauft, während die restlichen Wagen nach Arad verkauft wurden. Triebwagen 75 soll zur musealen Erhaltung in Innsbruck verbleiben, da er noch im rot/crème-Farbschema lackiert ist.

#### „Ex-Hagener“ Gelenktriebwagen, Nr. 81–88
Siehe auch: Stubaitalbahn

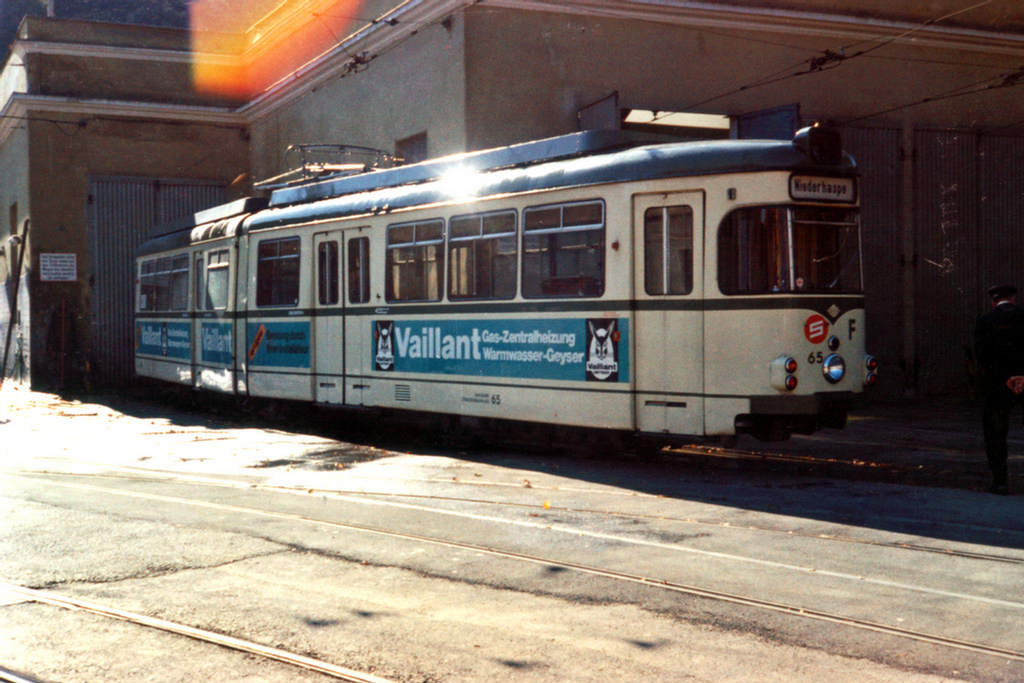
Fahrzeug kurz nach der Anlieferung 1976 im alten Bergiselbahnhof, noch im Hagener Farbschema und sechsachsig

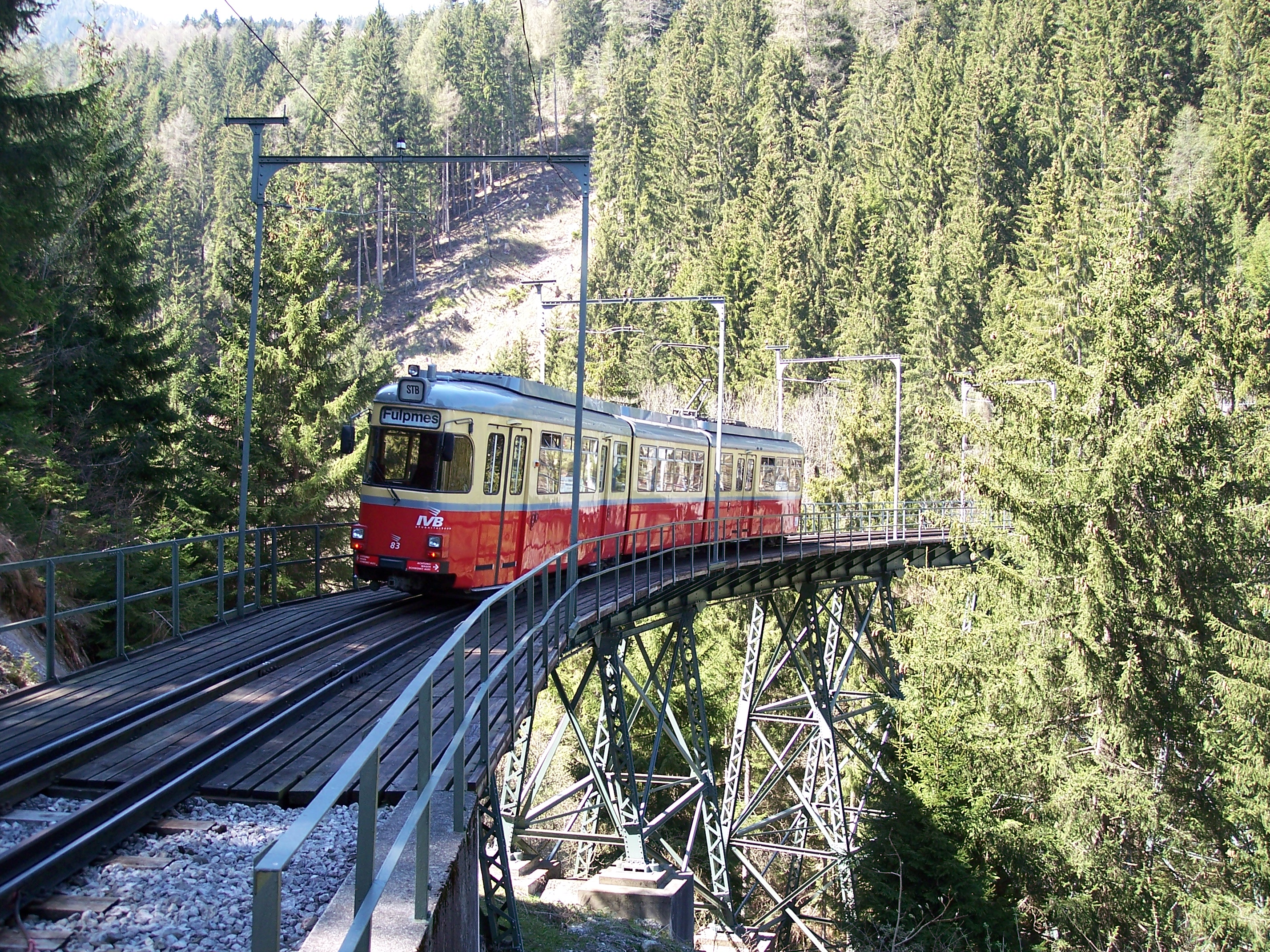
Ex-Hagener auf der Stubaitalbahn

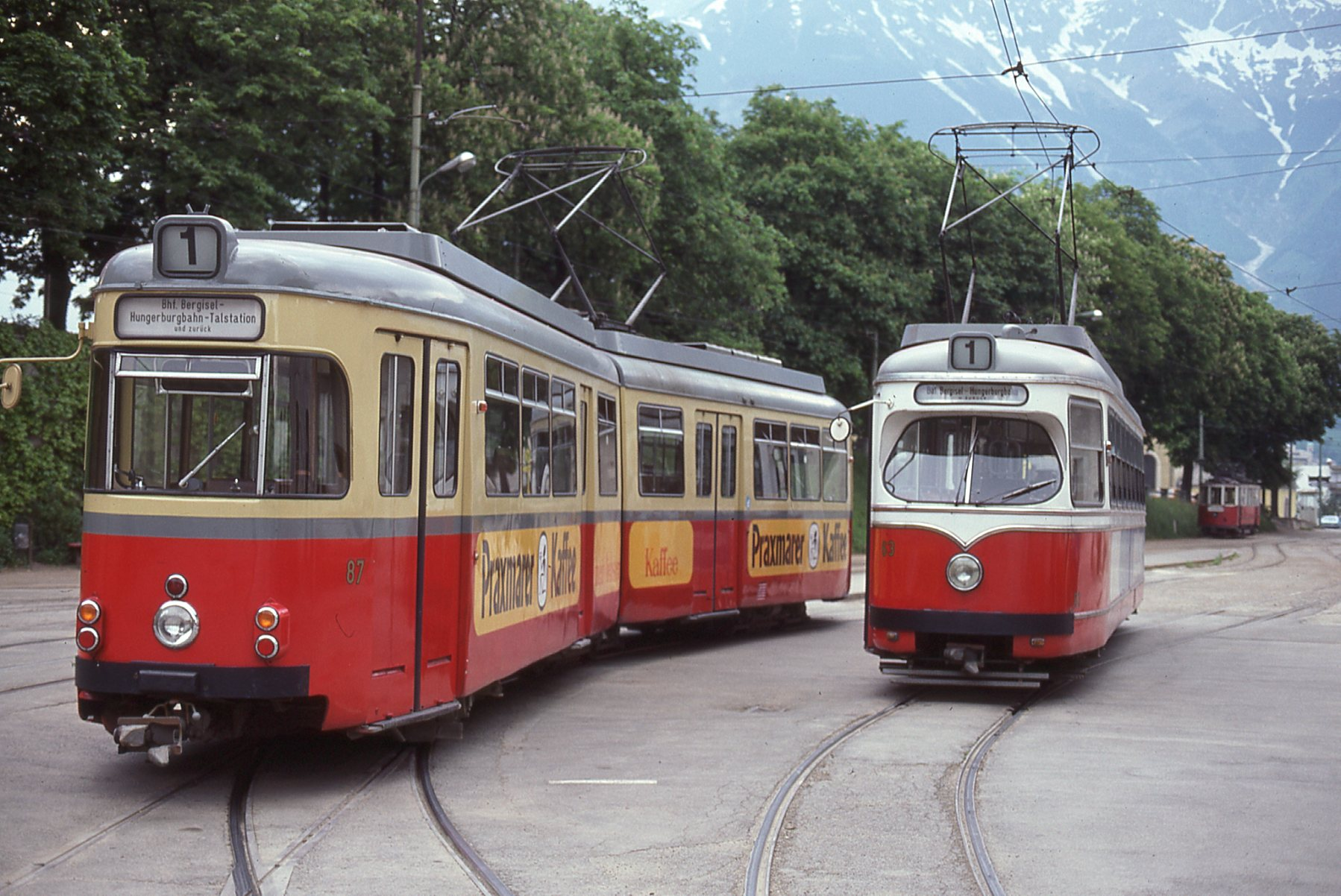
TW 87 sechsachsig, auf der Linie 1 (1977), daneben 4ax-Lohner TW 63, im Hintergrund ex-Basler TW 31

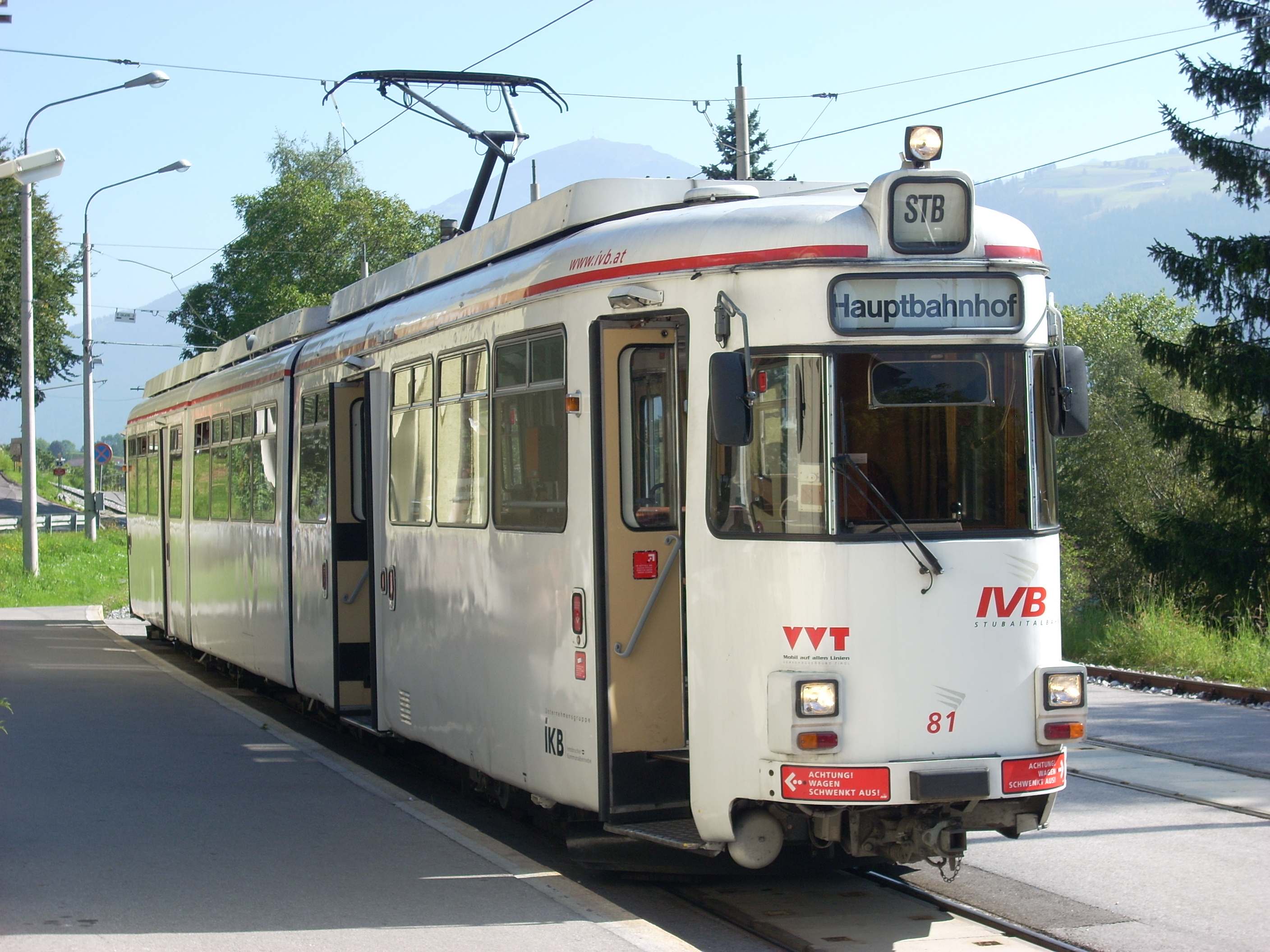
Tw 81 ex Hagen in Fulpmes

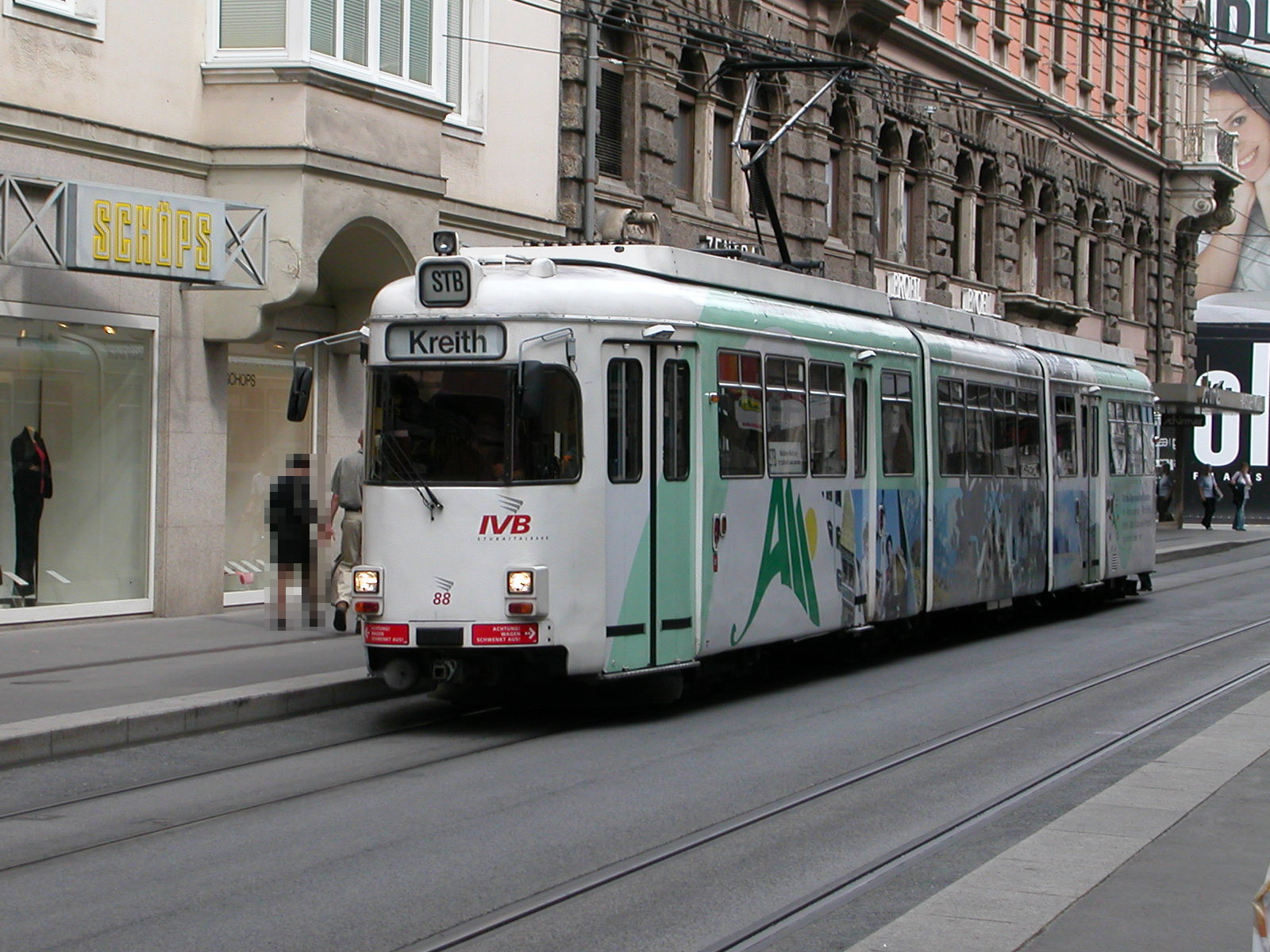
Tw 88 ex Hagen in der Anichstr. in Innsbruck

1976 kauften die IVB acht sechsachsige Zweirichtungstriebwagen aus Hagen, wo das Straßenbahnnetz der Hagener Straßenbahn AG aufgelassen wurde. Die Wagen kamen bevorzugt auf der Linie 1 zum Einsatz. Allerdings beschloss man den veralteten Fuhrpark der Innsbrucker Mittelgebirgsbahn zu erneuern und da man auf dieser Strecke Zweirichtungsfahrzeuge benötigte, wurden die Triebwagen bereits ab 1981 dort eingesetzt. Mit der Umstellung der Stubaitalbahn auf Gleichstrombetrieb, wurden die Triebwagen an die Stubaitalbahn A.G. verkauft. Von da an wurden die Wagen hauptsächlich dort eingesetzt, einzig die Igler wurde noch bis 1985 mit ex-Hagenern betrieben. Ab und zu wurden sie auch danach noch auf der Linie 6 eingesetzt, falls es zu baustellenbedingten Kurzführungen kam und nicht gewendet werden konnte. Auch auf den innerstädtischen Linien wurden sie zu besonderen Anlässen als Einschubwagen eingesetzt. Anfang der 1980er wurden achtachsige DUEWAG-Triebwagen aus Bielefeld gekauft. Da man diese Kapazität zu dem Zeitpunkt in der Stadt allerdings nicht benötigte, wurden die mittleren Module aus den ex-Bielefeldern in die Hagener eingebaut. Die zwischen 1959 und 1961 von DUEWAG gebauten Triebwagen waren/sind 20.250/26.650 mm lang, 2.200 mm breit und wogen 21,8/27,3 t. Sie bieten 40/59 Sitzplätze und 74/93 Stehplätze (die Werte hinter dem Schrägstrich stehen für Achtachser, die davor für Sechsachser). Die elektrische Einrichtung stammt von Kiepe. Nach einem Unfall in Mutters am 21. April 1995 an dem Triebwagen 82 und 87 beteiligt waren, wurde das beschädigte Fahrzeugteil von Triebwagen 87 durch das intakte von Triebwagen 82 ersetzt. Das Mittelteil von Triebwagen 82 wurde in einen baugleichen sechsachsigen Triebwagen aus Bochum eingebaut, der aufgrund dieses Unfalls 1995 beschafft worden war und als Triebwagen 82 (in zweiter Belegung) eingereiht wurde. Die zwei beschädigten Teile beider Triebwagen wurden verschrottet.
- Erscheinungsbild: Die Triebwagen waren bei ihrer Ankunft beige lackiert und wurden in Innsbruck rot/beige lackiert. Seit Ende der 1990er Jahre wurden die Triebwagen im damals gültigen Innsbrucker Farbschema weiß lackiert. Anfang der 1990er Jahre wurden die Triebwagen bei Bombardier in Wien modernisiert, womit sich das aussehen der Front leicht geändert hat.
- Technisches: Im Gegensatz zu den anderen Innsbrucker Straßenbahnfahrzeugen sind diese Fahrzeuge für den Zweirichtungsbetrieb ausgelegt. Original verfügten die Triebwagen über eine automatische Türsteuerung, welche in Innsbruck allerdings ausgebaut wurde, da die Bevölkerung dies nicht gewohnt war. Das erste und das letzte Drehgestell sind bei den Fahrzeugen motorisiert. Die Motoren entwickeln jeweils 110 kW (148 PS). Als Festhaltebremse diente eine Handbremse. Um den behördlichen Vorschriften gerecht zu werden, wurden sie unter anderem mit einem neuen Zugspitzensignal mit drei Leuchten ausgerüstet und für den schaffnerlosen Betrieb adaptiert. Für den Einsatz auf der Linie 6 wurden die Triebwagen mit einer Totmanneinrichtung ausgerüstet und erhielten stärkere Bremswiderstände. Bei dem Umbau Anfang der 1990er-Jahre wurde die Handbremse durch moderne Federspeicherbremsen ersetzt. Die Fahrzeuge wurden nach dem Unfall Mitte der 1990er-Jahre (siehe Stubaitalbahn#Zusammenstoß) mit einem Zugleitsystem nachgerüstet, das solche Unfälle in Zukunft verhindern sollte. Auch ist die Nennspannung höher als bei den restlichen Innsbrucker Fahrzeugen (750 V). Die Fahrzeuge sind allerdings nicht mit IBIS ausgerüstet und verfügen nur über eine manuell gesteuerte Haltestellenansage und keine Funk-Ampelbeeinflussung.
- Aktuelles:  Triebwagen 87 wurde bereits Ende der 1990er-Jahre als Ersatzteilspender abgestellt und 2008 verschrottet. 2009 wurden die restlichen Hagener Triebwagen mit Ausnahme von TW 83 und TW 88 nach Lodz verkauft, wo 2012 bereits ein Teil der Triebwagen verschrottet wurde. TW 83 soll in der alten rot/beigen Lackierung und mit Schaffnersitz als Nostalgiefahrzeug erhalten bleiben. TW 88 hatte an seinem letzten Betriebstag einen Fahrschalterbrand und wurde deswegen nicht verkauft. Für die Linie 6 hätte der Triebwagen wieder instand gesetzt werden sollen, um zusammen mit TW 83 den Planverkehr dort abzudecken. Allerdings wurde kurz vor Beendigung der Reparatur dann doch beschlossen, die Linie 6 mit Niederflurtriebwagen zu betreiben. Seitdem ist TW 88 abgestellt und es wurden bereits verschiedene Käufer in Betracht gezogen, von denen jedoch niemand das Fahrzeug schlussendlich gekauft hat.

### Beiwagen

#### Zweiachsige „Stubaier-Beiwagen“, Nr. 11–16, 17
siehe Stubaitalbahn

#### Zweiachsige „Igler Beiwagen“, Nr. 101–112

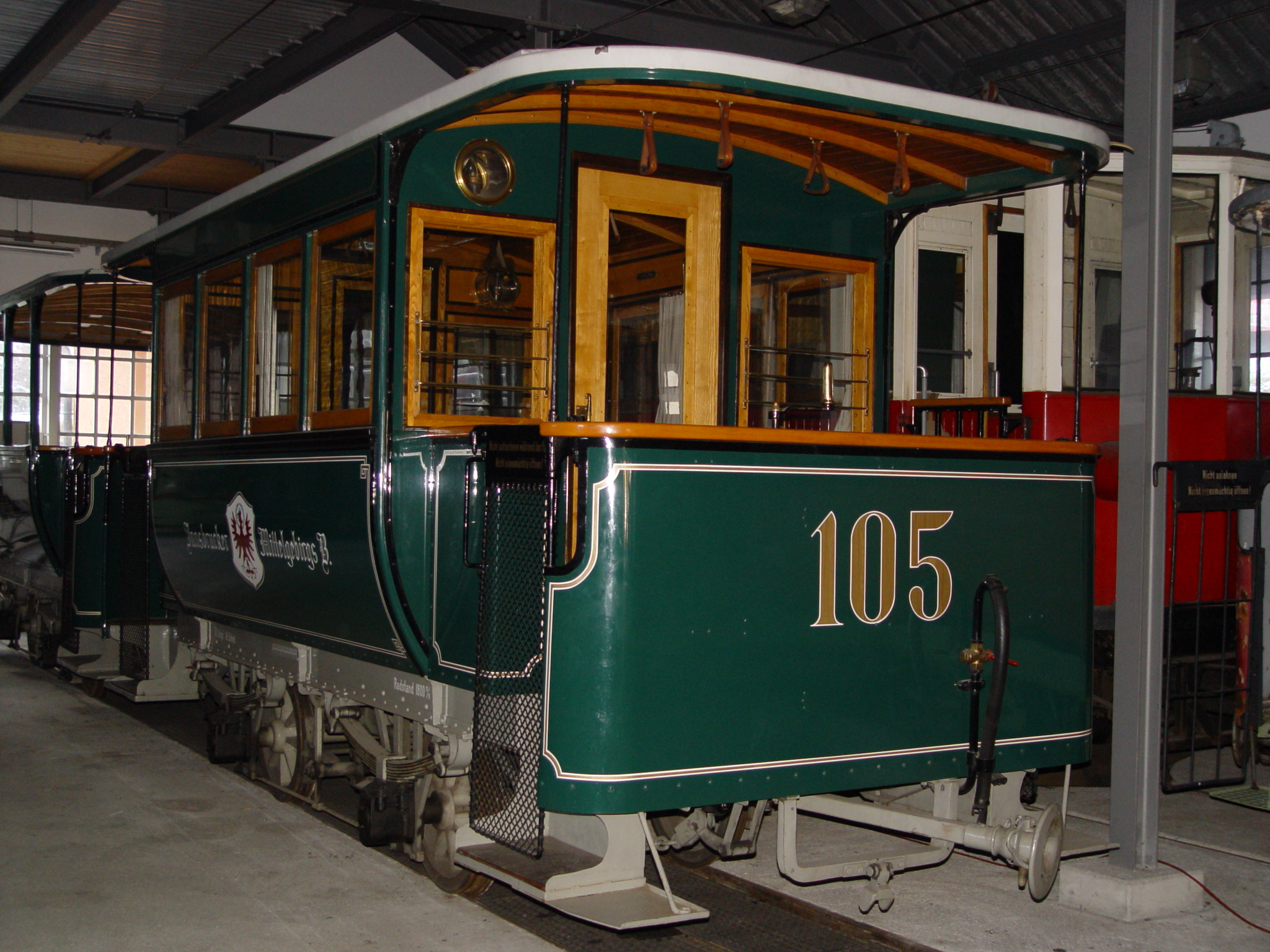
Beiwagen 105 der I.M.B. – Zustand 1900

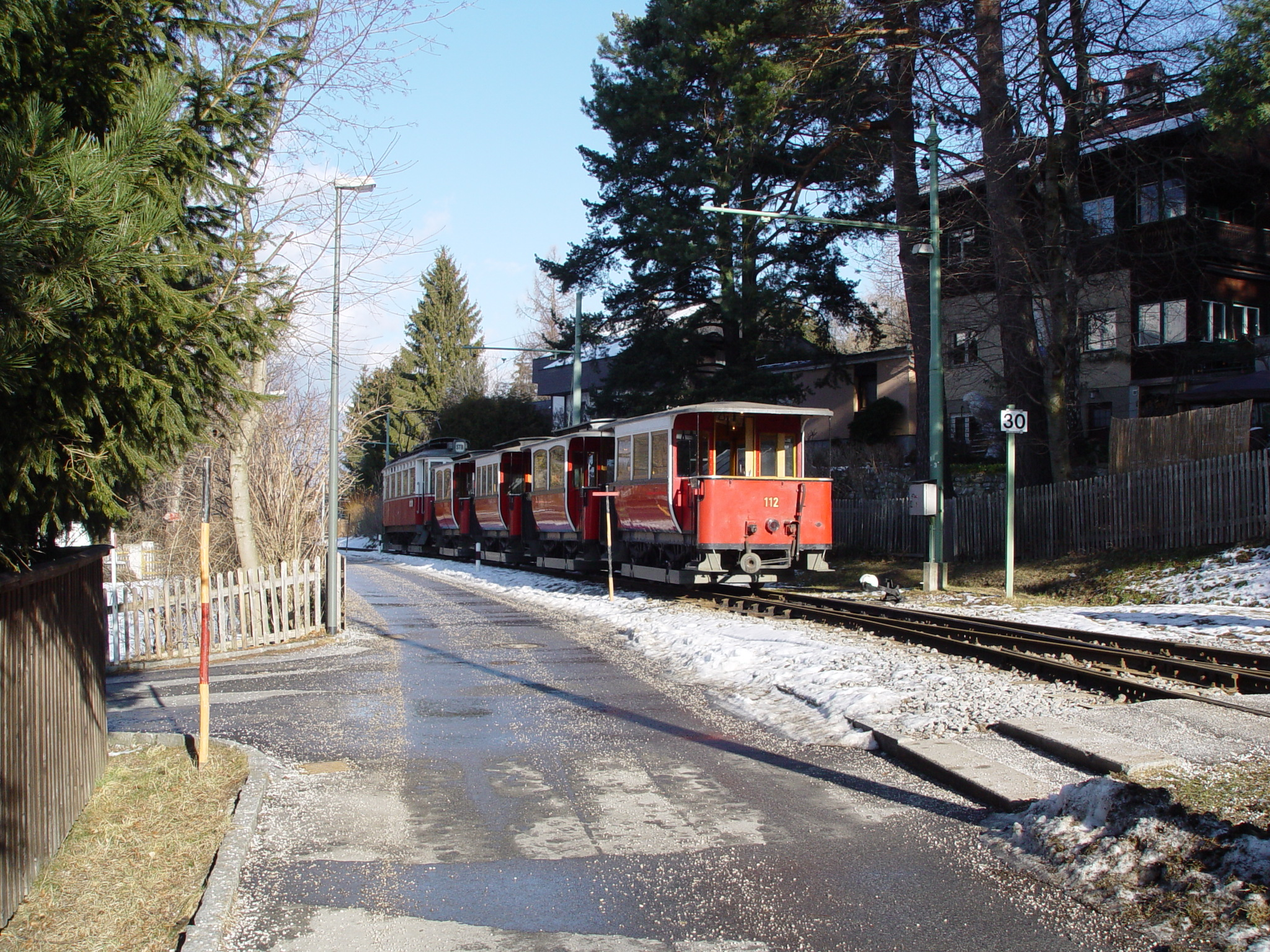
Fünfwagenzug verlässt Igls (2007)

Die Innsbrucker Mittelgebirgsbahn verfügte 1900 über 12 zweiachsige Beiwagen, die von der Grazer Waggonfabrik geliefert wurden. Davor waren bereits 29 ähnliche Beiwagen an die L.B.I.H.i.T. geliefert worden. Die Unterschiede zu den Haller Beiwagen waren aber rein optischer Natur und großteils nur für das geschulte Auge sichtbar. Die Beiwagen waren 5.850 mm lang, 2.200 mm breit und wogen 3,2 t. Sie boten jeweils 16 Sitz- und Stehplätze. Später wurden sie für 22 Stehplätze zugelassen.
- Erscheinungsbild: Ursprünglich waren die Wagen grün lackiert, sie trugen den Schriftzug „Innsbrucker Mittelgebirgsb.“ sowie das Tiroler Wappen auf den Seiten. Auf die Vorder- und Rückseiten war groß die Nummer der Wagen gemalt. Als Beleuchtung dienten zwei Petroleumlampen, wovon eine vorne und eine hinten in der Wagenkastenwand angebracht war und zugleich als Schlusslicht fungierte. Die Plattformen waren offen und verfügten während des Dampfbetriebes über Markisen, um den Ruß bei der Bergfahrt fernzuhalten. Mit der Elektrifizierung der Mittelgebirgsbahn 1936 wurden die Wagen im Innsbrucker Farbschema rot/weiß lackiert. Später wurden auch einige der vierfenstrigen Wagen zu zweifenstrigen umgebaut. Von den Haller Beiwagen unterschieden sie sich zum Beispiel durch einen anderen Handbremsgriff, andere Plattformgitter, oder durch die Steckdosen an den Stirnseiten für die Solenoidbremse.
- Technisches: Anfänglich waren die Wagen mit einer Vakuumbremse und einer Dampfheizung ausgestattet. Schon bald adaptierte man einige Wagen für den elektrischen Betrieb: Man baute die Petroleumlampen aus und es wurde eine elektrische Beleuchtung in den Wagen eingebaut. Zuerst montierte man das Schlusslicht auf dem Beiwagendach, später in der Stirnwand der Beiwagen. Man ersetzte die Heizkörper durch elektrische und baute eine Solenoidbremse ein. Mit der Elektrifizierung der Igler 1936 wurden die restlichen Beiwagen umgebaut sowie alle Beiwagen mit einer Druckluftbremse ausgerüstet.
- Aktuelles: Die Beiwagen wurden 1981 aus dem Plandienst genommen und werden seitdem für Sonderfahrten eingesetzt. 1986 gingen vier Beiwagen (101, 104, 105, 111) an die Tiroler MuseumsBahnen und vier Stück (102, 103, 106, 112) verblieben bei den Innsbrucker Verkehrsbetrieben. Die Beiwagen 107–110 wurden bereits in den 1960er Jahren an die Linie 4 abgegeben, wo sie spätestens 1974 außer Dienst gestellt wurden. BW 101 baute man in den Ursprungszustand zurück und ist heute ein offener Sommerbeiwagen. Beiwagen 104 wurde renoviert und zeigt sich zusammen mit den Beiwagen der IVB im Letztzustand. Beiwagen 105 wurde in den Zustand von 1900 zurückversetzt und präsentiert sich heute im Auslieferungszustand. Beiwagen 111 wurde in den Zustand Ende der 1930er Jahre zurückversetzt.

#### Zweiachsige „Haller Beiwagen“, Nr. 113–141
1881 wurden neun zweiachsige Beiwagen (BW), bei der Waggonfabrik Graz, ehem. Joh. Weitzer, beschafft. Bis 1900 wurde der Fuhrpark um weitere 20 Bw erweitert. Die Bw hatten die Nummern 1 bis 29 und bekamen 1911 mit der Einführung des neuen Nummernschemas die Nummern 113 bis 141 (BW 101 bis 112 gehörten der I.M.B).
- Erscheinungsbild: Die Wagen waren ursprünglich grün lackiert und trugen auf den Seiten die Bezeichnung der Localbahngesellschaft und das Tiroler Landeswappen. Bis auf fünf offene Sommerbeiwagen waren alle Bw vierfenstrig und besaßen ein Laternendach. Die Plattformen waren offen und hatten anfangs Markisen, um die Frontseite zu schließen. Mit der Elektrifizierung der Linie 4 bekamen die Wagen innerhalb kurzer Zeit auch das damals neue rot/weiße Farbschema. Die Sommerbeiwagen wurden wegen Wagenmangels Anfang der 1940er Jahre zu dreifenstrigen geschlossenen Bw umgebaut, wobei sie allerdings kein Laternendach erhielten. Ab Ende der 1930er Jahre wurden auch einige vierfenstrige Beiwagen zu zweifenstrigen umgebaut. Äußerlich unterschieden sich die Beiwagen der Linie 4 von denen der Linie 6 dadurch, dass sie nur eine Steckdose hatten (für Licht und Heizung) und nicht zwei wie die der Linie 6, da sie nicht über eine Solenoidbremse verfügten. Auch ist der Luftkessel bei den Haller BW quer eingebaut worden. Die Handbremsen der Igler BW besaßen eine einfache Handkurbel, während die Handbremsen der Haller Bw das waagrechte Teil der Kurbel über die Kurbelachse hinaus stehend hatten, so dass mit zwei Händen die Bremse angezogen werden konnte.
- Technisches: Am Anfang verfügten die BW über eine Vakuumbremse, die ab 1906 in Hinblick auf die bevorstehende Elektrifizierung durch eine Druckluftbremse ersetzt wurde. Auch wurden in dieser Zeit die Petroleumlampen durch eine elektrische Beleuchtung ersetzt und elektrische Heizkörper eingebaut. Es wurden auch noch einige der BW mit Solenoidbremsen nachgerüstet, um sie zusammen mit Stadttriebwagen auch auf der Linie 1 einsetzen zu können.
- Aktuelles: 1974 existierten noch 12 „Haller Beiwagen“ (die anderen wurden schon vorher verschrottet oder durch Bombentreffer im Zweiten Weltkrieg zerstört), die nach der Einstellung an Interessenten abgegeben wurden. Viele der BW sind heute bei den Nostalgiebahnen in Kärnten zu besichtigen, wobei ihr Zustand aber mehrheitlich äußerst schlecht ist. Drei BW sind bei den Tiroler MuseumsBahnen untergekommen: BW 120 konnte im Sommer 2000 von einem Privatmann aus Wien zurückgekauft werden, wobei er 2010–2017 an die Mariazeller Museumstramway verliehen worden war, danach bis 2019 in Originalzustand mit Nr. 8 restauriert.  Der I-M.B.-BW 101 wurde aus dem „Haller“ BW 122 nach dem Zweiten Weltkrieg neu aufgebaut. 1990 wurde er von den Tiroler MuseumsBahnen ebelsfalls in den Auslieferungszustand zurückversetzt und präsentiert sich nun als offener Sommerbeiwagen 16 der L.B.I.H.i.T.. BW 124 verbrachte im Zeughaus 30 Jahre, bis er wieder auf dem Schienennetz zurückkehrte. Er blieb in recht guten Zustand erhalten, so konnte zu Wiederinbetriebnahme 2013 einer Hauptuntersuchung unterzogen werden. Weiters existieren noch sieben ähnliche „Igler“-Beiwagen zum Teil bei den Tiroler MuseumsBahnen und bei den Innsbrucker Verkehrsbetrieben, wo sie noch immer für Sonderfahrten zur Verfügung stehen.

Wagen 137 war 1950 zu 122 II unnummeriert.

#### Zweiachsige „Stadt Beiwagen“, Nr. 142–145, 148

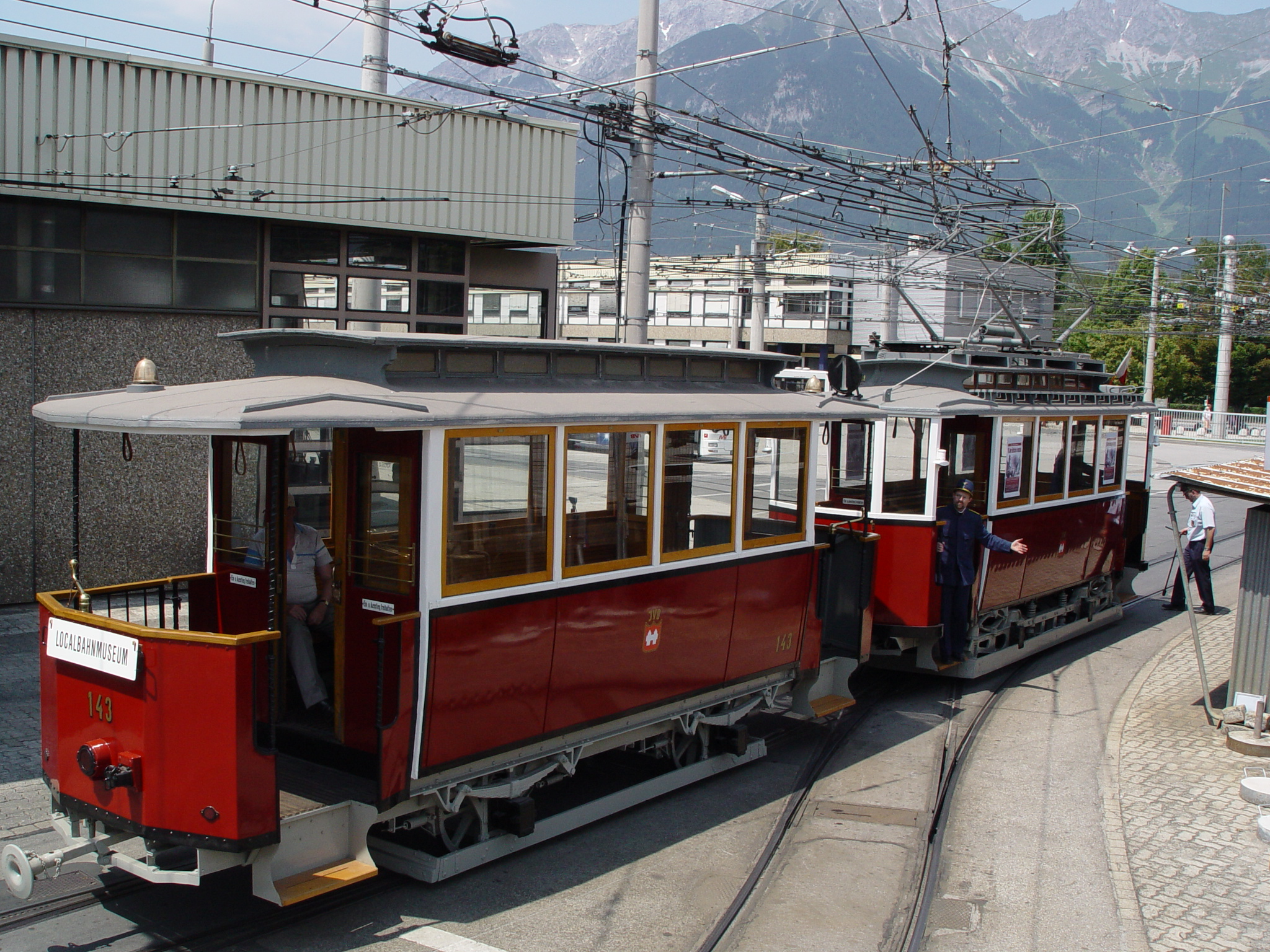
TW 54 und BW 143 beim Rangieren

Da die Elektrische nach ihrer Eröffnung sehr erfolgreich war, reichte die Kapazität der Triebwagen oft nicht mehr aus. Darum wurden 1906 bei der Grazer Waggonfabrik noch vier Beiwagen gekauft, die den Triebwagen glichen, aber keine verglasten Fronten hatten. Die Wagen waren 7.530 mm lang, 2.000 mm breit und wogen 4,8 t. So blieben sie fast 40 Jahre unverändert im Einsatz. 1943 wurde der Beiwagen 145 bei einem Bombenangriff zerstört. Aus dem Fahrgestell von Triebwagen 46 wurde daraufhin ein neuer Beiwagen 145 II von der IVB 1951 aufgebaut. 1951 wurde aus Ersatzteilen der Beiwagen 148 aufgebaut. Anfang der 1960er ersetzten die Wagen die Basler Beiwagen hinter den Basler Triebwagen, bevor sie Ende der 1970er außer Dienst gestellt wurden.
- Erscheinungsbild: Die Beiwagen verfügten über offene Plattformen die nur durch ein Steckgitter gesichert waren. Sie waren von Anfang an im rot/weißen Innsbrucker Farbschema lackiert.
- Technisches: Die Wagen verfügten über eine Solenoidbremse. Die elektrische Kupplung für die Beleuchtung und die Heizung war eine Dachrutenkupplung, die Kupplung für den Bremsstrom erfolgte wie in Innsbruck üblich über eine Steckdose in der Stirnwand. Anfang der 1960er wurden die Beiwagen mit Kompaktkupplungen und Schienenbremsen ausgerüstet um sie zusammen mit den Basler Triebwagen einsetzen zu können.
- Aktuelles: Die Beiwagen 142 und 143 sind heute bei den Tiroler MuseumsBahnen zu finden. Beiwagen 143 ist im Zustand der 1950er aufgearbeitet und oftmals im Einsatz hinter Triebwagen 53 II und 54 II zu finden. Die Kompaktkupplung wurde wieder gegen eine Trompetenkupplung getauscht. Nachdem Beiwagen 142 einzige Zeit den Museumsflohmarkt beheimatet hatte, wurde er im Letztzustand passend zu den Schweizer Triebwagen mit Compactkupplung aufgearbeitet. Die restlichen Beiwagen befinden sich bei den Nostalgiebahnen in Kärnten, außer Beiwagen 145 II, der noch in den 1970er Jahren von den IVB verschrottet wurde.

#### Zweiachsige „Meraner Beiwagen“, Nr. 146–147

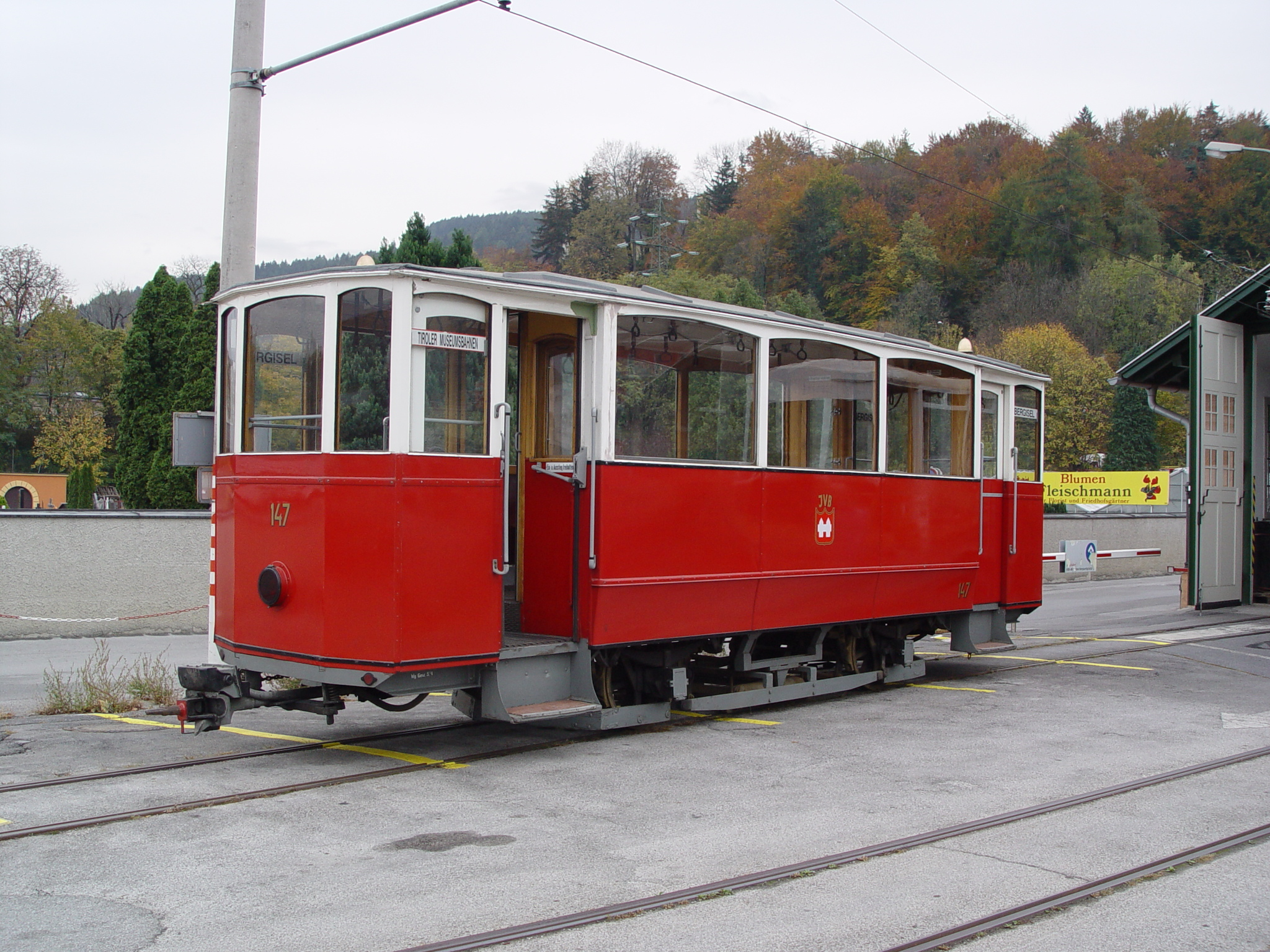
Beiwagen 147

Die Meraner Straßenbahn verfügte bei ihrer Eröffnung 1907 über vier Beiwagen der Grazer Waggonfabrik. Allerdings wurden diese nur selten benötigt und darum an die Straßenbahn Lana–Meran abgegeben. 1916 wurden zwei der Wagen an die Bozner Straßenbahn verkauft, und die anderen zwei an die L.B.I.H.i.T. Die Beiwagen wurden vorerst hinter den Stadttriebwagen eingesetzt. 1927 herrschte bei der I.M.B. Transportkapazitätenmangel, womit die beiden Beiwagen für den Überlandbetrieb mit Dampflokomotiven adaptiert wurden. Nach der Elektrifizierung der Mittelgebirgsbahn 1936 wurden die auf der Igler unbeliebten Beiwagen (die Radreifen waren schmal, wodurch die Wagen stark schwankten) wieder der extra für den Dampfbetrieb eingebauten Vakuumbremse beraubt, weil sie von nun an nur noch im Stadtnetz eingesetzt wurden, da durch die Triebwagen auf der Überlandstrecke nun zusätzlich Kapazität geboten wurde. Ab 1955 wurden sie hinter den Züricher Triebwagen eingesetzt. 1977 wurden die Beiwagen schließlich außer Dienst gestellt.
- Erscheinungsbild: Die Beiwagen wurden in Innsbruck im rot/weißen Farbschema lackiert. Anders als die restlichen Innsbrucker Fahrzeuge hatten sie gebogene Fenster und bis auf die Einstiege geschlossene Plattformen, was sie zusammen mit den Züricher Triebwagen auch zu einer optisch gut zusammenpassenden Garnitur macht. Ende der 1940er wurden die Steckgitter bei den Einstiegen durch Türen ersetzt. 1955 wurde das Laternendach entfernt.
- Technisches: Die Beiwagen verfügten von Anfang an über eine Solenoidbremse. Bei der Adaptierung für den Dampfbetrieb auf der Mittelgebirgsbahn wurden eine Vakuumbremse und Petroleumlampen eingebaut (auf eine Dampfheizung wurde verzichtet, da die Igler zu dieser Zeit nur im Sommer verkehrte), 1936 aber wieder ausgebaut. 1955 wurden die Trompetenkupplungen durch Kompaktkupplungen ersetzt und der Beiwagen wurde mit einer Schienenbremse nachgerüstet.
- Aktuelles: Beiwagen 146 ist heute bei den Nostalgiebahnen in Kärnten untergestellt. Beiwagen 147 wurde nach seiner Außerdienststellung noch oft für die Weihnachtsbahn eingesetzt, bevor er an die Tiroler MuseumsBahnen überging. Dort wird er oft als Museumszubringer hinter Triebwagen 19 eingesetzt. Anlässlich seines 100. Geburtstag 2007 wurde der Wagen einer eingehenden Revision unterzogen und neu lackiert. Auch ist er heute noch als Weihnachtsbeiwagen im Einsatz.

#### Zweiachsige „Basler Beiwagen“, Nr. 151–160
1950 wurden neben sieben Triebwagen auch sieben Beiwagen aus Basel gekauft, welche von den Basler Verkehrs-Betrieben (BVB) als offene Sommerbeiwagen 1908 gebaut wurden. Die Beiwagen waren 8.080 mm lang, 2.200 mm breit, und wogen 5,5 t. 1952 wurden nochmals 3 Beiwagen nach Innsbruck geliefert. Die Beiwagen wurden allerdings bereits Anfang bis Mitte der 1960er außer Dienst gestellt und verschrottet.
- Erscheinungsbild: Die Triebwagen waren in Innsbruck anfänglich im Basler Grün lackiert, da es an Farbe mangelte. Erst nach und nach wurden sie im rot/weißen Innsbrucker Farbschema lackiert. Sie verfügten nur über einen Mitteleinstieg, welcher nicht besonders ideal für den Fahrgastfluss machte, und auch ihr frühes außer Dienst stellen erklärt.
- Technisches: Mitte bis Ende der 1950er wurden die Trompetenkupplungen der Beiwagen durch Compactkupplungen ersetzt, damit sie auch mit den Züricher Triebwagen zusammen eingesetzt werden konnten.
- Aktuelles: Der Beiwagen 160 ist heute bei den Nostalgiebahnen in Kärnten untergestellt.

#### Zweiachsige „Thunersee Beiwagen“, Nr. 161–162
1953 wurden auch einige Beiwagen der Rechtsufrigen Thunerseebahn (STI) gekauft, die auf der Localbahn Innsbruck-Hall i. Tirol nur im Zuge von Probefahrten unterwegs waren. Nachdem sich die dort eingesetzten Triebwagen als nicht geeignet herausgestellt hatten, wurden die Beiwagen an die Stubaitalbahn abgegeben. Die beiden Fahrzeuge, STI 52 und 32, erhielten die Nummern 161 und 162. Gebaut wurden sie 1913 von Credè Sie waren 8600 mm lang, wogen rund 7 Tonnen und boten 24 Sitz- und 12 Stehplätze. Ende der 1960er-Jahre war ihr Zustand allerdings dermaßen desolat, dass sie abgebrochen wurden.

### Arbeitswagen

#### „Große Schneekehre“, ohne Nummer

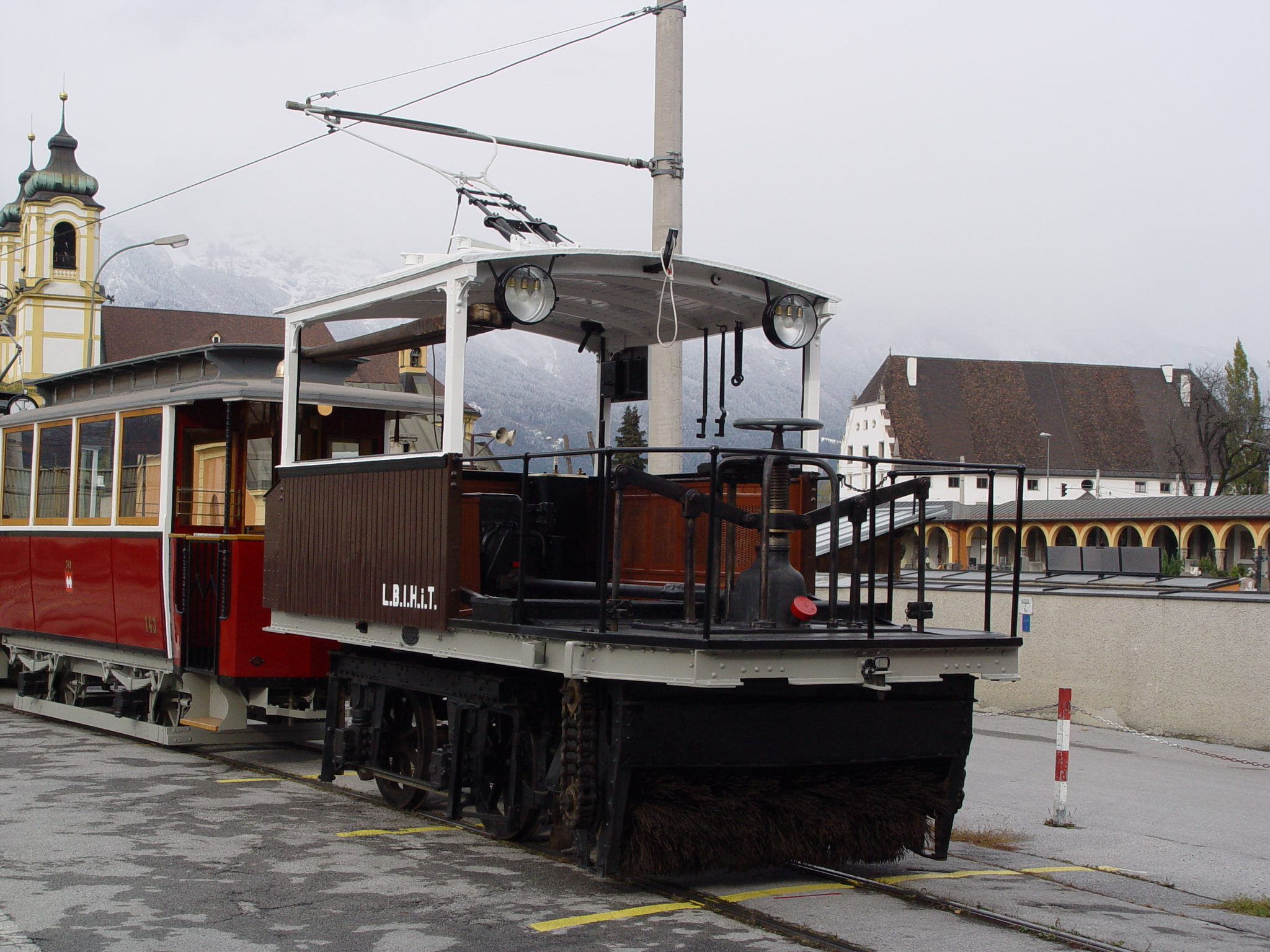
Die große Schneekehre im Ursprungszustand. Aufgearbeitet bei den Tiroler MuseumsBahnen

Mit der Elektrifizierung der Localbahn Innsbruck–Hall i. Tirol bestellte die Localbahngesellschaft bei der Grazer Waggonfabrik acht Triebwagen und eine Schneekehre. Die elektrische Einrichtung wurde von der AEG-Union geliefert. Die Schneekehre ist 6.000 mm lang, 2.400 mm breit und wiegt 10,6 t. Sie ist nicht selbstfahrend, sondern muss von einem Triebwagen geschoben werden. Oftmals wurde sie auch von zwei Triebwagen geschoben. Aufgrund des hohen Personalbedarfs (fünf Mann), wurde sie nach dem Erwerb der Schneekehre 200 nur noch selten in der Stadt eingesetzt, sondern vorwiegend nur noch auf den Überlandstrecken der Linien 4 und 6. 1969 wurde die Schneekehre schließlich ganz abgestellt und an das Zeughaus in Innsbruck abgegeben.
- Erscheinungsbild:  Die Schneekehre war immer braun/weiß lackiert.  Zuerst war nur der Motor und Fahrschalter unter Dach, später wurde die gesamte Schneekehre überdacht. Sie blieb bis zum Ende mit einem Lyrabügel ausgestattet.
- Technisches: Der Motor der Schneekehre war der gleiche Motor wie bei den Haller Triebwagen und entwickelte 50 PS. Da in Hall nicht die Möglichkeit zum Umkehren bestand, sondern nur ein Gleis zum Umsetzen vorhanden war, waren der Rahmen und die Aufbauten drehbar am Fahrgestell montiert. In der Endstation konnte man den Aufbau mit der Bürste voraus wieder auf die Innsbrucker Seite drehen, während der Triebwagen um die Schneekehre umsetzte und auf der Haller Seite ankuppelte.
- Aktuelles: Heute ist die Schneekehre bei den Tiroler Museumsbahnen untergebracht. Sie wurde 2007 im Ursprungszustand restauriert, ist allerdings nur fahr-, aber nicht betriebsfähig, da die Mechanik der Bürste beschädigt ist, und im Zeughaus die Kabelverbindungen zwischen Motor und Bügel gekappt wurden.

#### „Kleine Schneekehre“, Nr. 200

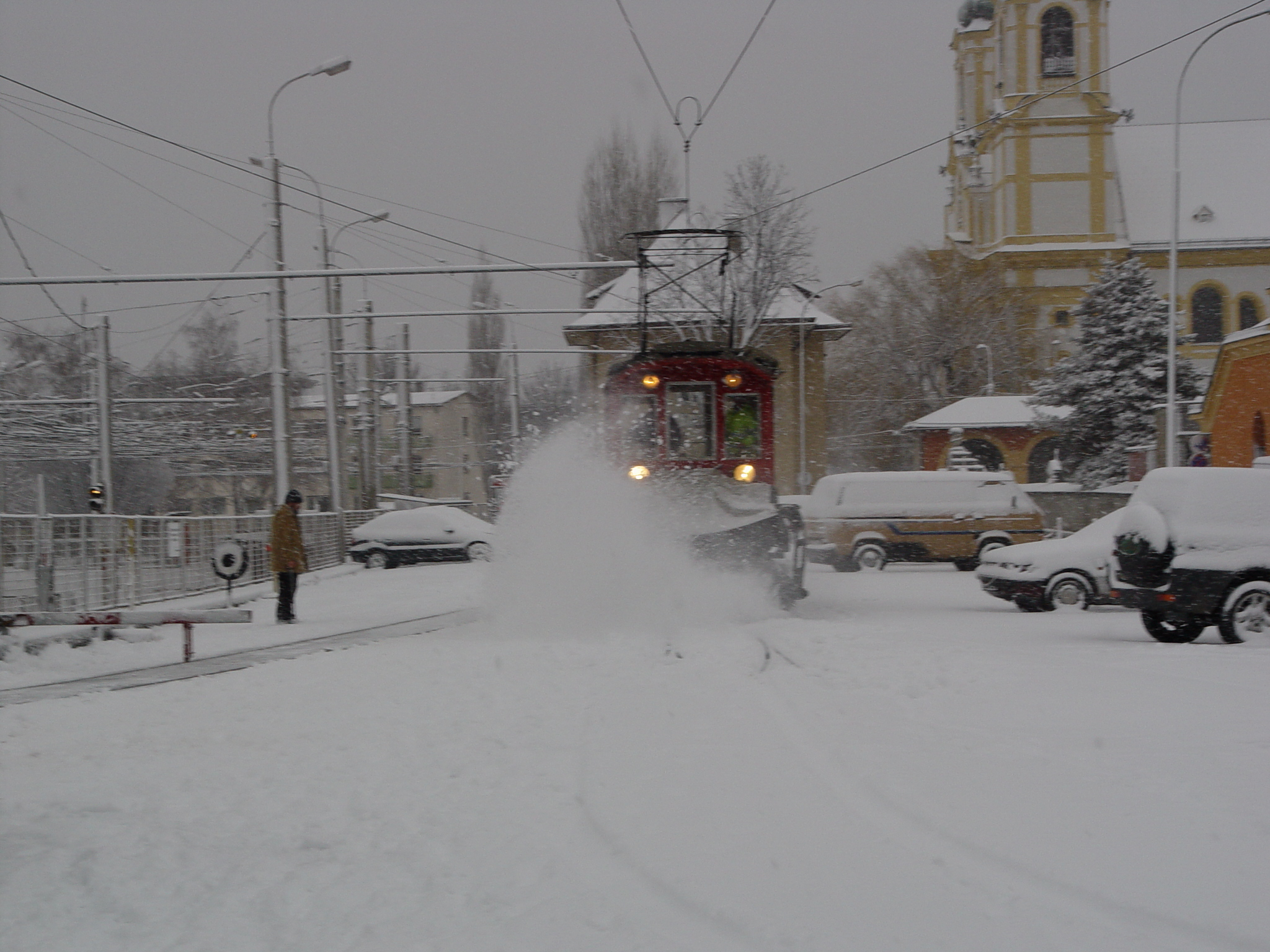
Schneekehre 200 im Einsatz bei den TMB

1926 schafften sich die Innsbrucker Verkehrsbetriebe eine zweite Schneekehre an, die weniger aufwendig zu bedienen war. Die Schneekehre wurde von den Wiener Linien gekauft, die über drei solche Modelle verfügten. Gebaut wurde sie 1904 in der Waggonfabrik Simmering und die elektrische Ausstattung ist von AEG. Sie hat eine Gesamtlänge von 7500 mm und wiegt 12,0 t. Bevor die Kehre nach Innsbruck gelangte, wurde sie in Simmering von Normalspur auf Meterspur umgespurt. Früher wurde diese Schneekehre ausschließlich in der Stadt eingesetzt, da sie für 600 V Gleichspannung ausgelegt war, und dies einen Einsatz auf den Localbahnen rund um Innsbruck verbot (Linie 4, Linie 6: 1200 V Gleichspannung; Stubaitalbahn 3000 V Wechselspannung). Nach dem Umstellung der Linie 6 auf 600 V Gleichspannung war sie auch dort anzutreffen.
- Erscheinungsbild: Die Schneekehre besitzt einen rot lackierten Aufbau in der Mitte, welcher als Führerhaus dient. Jeweils vorn und hinten hängt an einem langen Ausleger eine Bürste zum Schneeräumen.
- Technisches: Die Bürsten verfügen jeweils über einen eigenen Motor, welcher über jeweils einen zusätzlichen Fahrschalter im Führerhaus bedient werden kann. Die Antriebsleistung auf die Räder beträgt zwei Mal 33,1 kW (45 PS).
- Aktuelles: Die Schneekehre ist nach wie vor betriebsfähig, wird aber nur noch bei sehr starkem Schneefall eingesetzt, da es durch das Auswerfen des Schnees an Haltestellenhäusern und parkenden Autos zu Schäden kam. Auf den Überlandlinien ist meistens ein Igler Triebwagen mit einem Spurpflug im Einsatz, welcher die Schneekehre dort überflüssig macht. Im Februar 2009 wurde die Schneekehre vorerst betriebsfähig abgestellt. Kurz darauf brach die Motoraufhängung bei Verschubarbeiten. Die Tiroler MuseumsBahnen konnten die Schneekehre Ende 2014 von den IVB erwerben und setzten sie Anfang 2015 wieder in Stand, womit das Fahrzeug wieder betriebsfähig ist.

### Güterwagen

#### Haller  Güterwagen

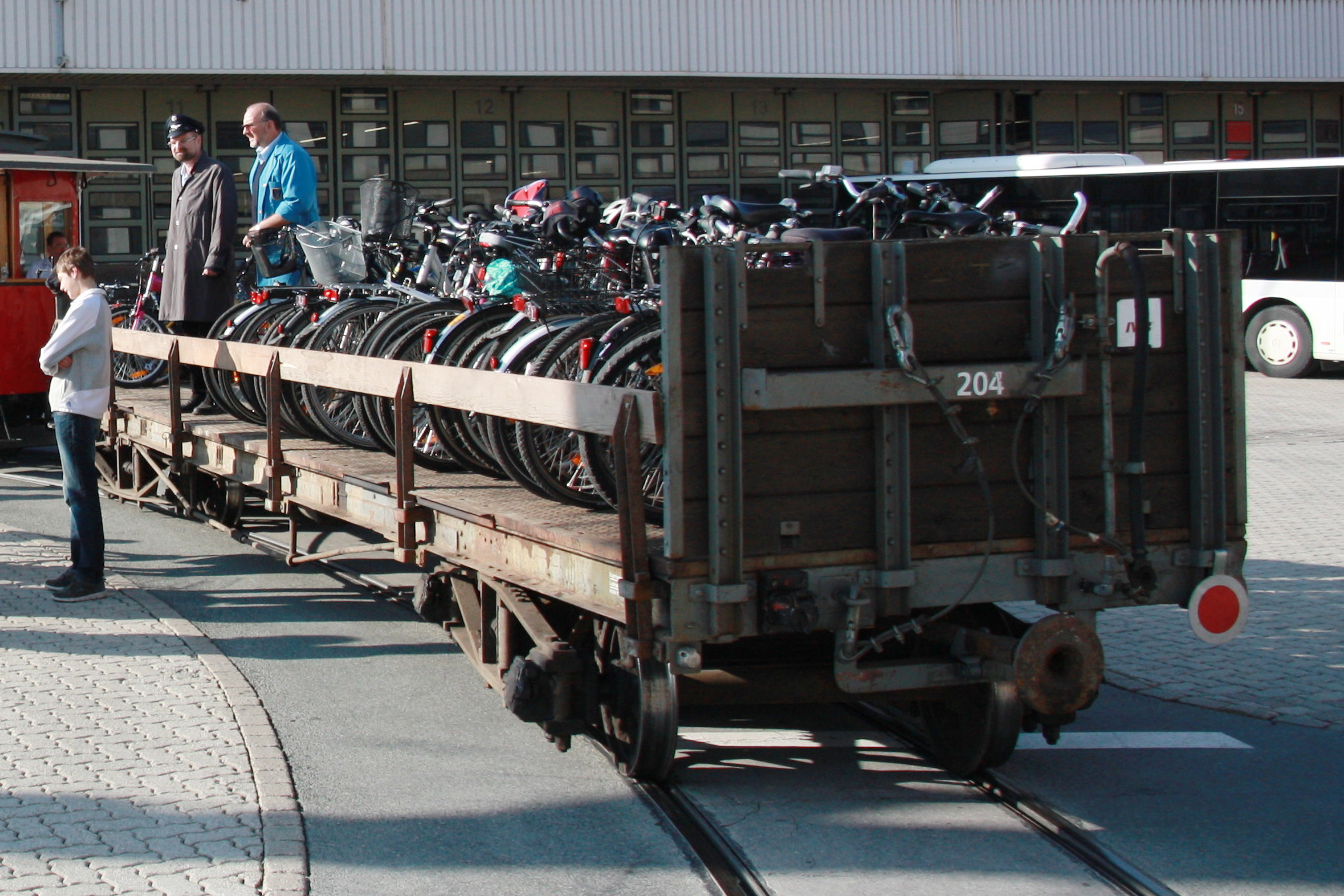
Fahrradtransport mit Niederbordlore 204

Der Lokalbahn standen drei geschlossene und zwei offene zweiachsige Güterwagen, sowie ein geschlossener Güterwagen für den Salztransport zur Verfügung, welche von der Grazer Waggonfabrik gebaut wurden. Im Zuge des Ersten Weltkriegs wurden zwei vierachsige Loren von der Lokalbahngesellschaft im Eigenbau hergestellt, die für den Transport von Verwundeten in das Lazarett in Pradl gebraucht wurden (hierfür wurde die Linie 3 extra vom Lindenhof bis zur heutigen Konradkaserne verlängert). Nach dem Weltkrieg wurden die Loren auch weiterhin für den Transport von Baumaterialien und Geräten gebraucht. Der Güterverkehr auf der Haller war nie sehr ausgelastet und wurde auch schon recht früh eingestellt. Der geschlossenen Güterwagen 253 wurde an die Nostalgiebahnen in Kärnten abgegeben, wo er restauriert wurde und heute als Werkzeuglager dient. Die beiden Loren 203/204 sind heute (2014) noch bei den IVB im Einsatz bei Oberbauarbeiten.
| Nummer    | Baujahr   | Masse in t | Länge in mm | Max. Zuladung in t | Bemerkung                                                          |
| --------- | --------- | ---------- | ----------- | ------------------ | ------------------------------------------------------------------ |
| 51–52, 53 | 1891/1893 | 3,3        | 5.800       | 5,0                | später 251–253, geschlossen, Außerdienststellung 1950/1961/1973    |
| 54–55     | 1905      | 3,0        | 5.800       | 5,0                | später 201–202, offen, Außerdienststellung 1961/1964               |
| 56        | 1895      | 2,0        | 4.500       | ?                  | später 264, geschlossener Salzstreuwagen, Außerdienststellung 1959 |
| 203–204   | 1918      | 7,7        | 10.850      | 15,0               | Niederbordlore                                                     |

#### Igler Güterwagen

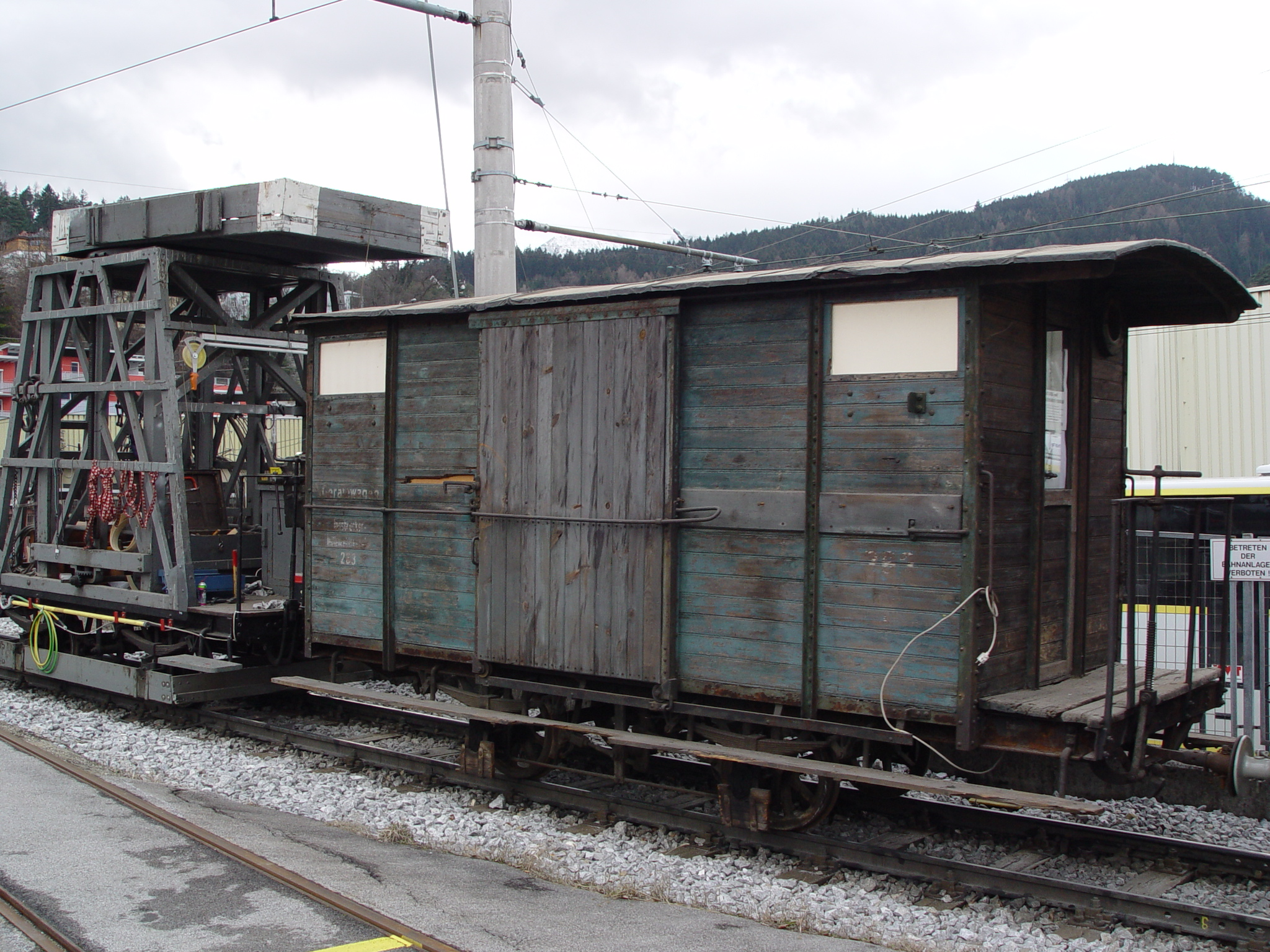
Turmwagen 262 und Güterwagen 263

Die Innsbrucker Mittelgebirgsbahn verfügte 1900 über je zwei offene und zwei geschlossene zweiachsige Güterwagen. 1904 wurde noch ein weiterer geschlossener Güterwagen dazu bestellt. Die Wagen stammten alle aus der Grazer Waggonfabrik. Aufgrund der guten Straßenanbindung des Mittelgebirges stellte man den Güterverkehr aber schon bald wieder ein. Güterwagen 262 wurde für die Elektrifizierung der Mittelgebirgsbahn zu einem Turmwagen umgebaut, verrichtete bis 1983 auch noch seinen Dienst bei den IVB und ist seit 1988 bei den Tiroler Museumsbahnen im Einsatz. Güterwagen 211 ist bei den IVB noch als Unkrautvernichter im Einsatz und Güterwagen 263 wird von den TMB nach einem Neuaufbau des Wagenkastens als Gerätewagen verwendet. Die anderen beiden Güterwagen wurden im Laufe der Zeit abgebrochen.
| Nummer  | Baujahr | Masse in t | Länge in mm | Max. Zuladung in t | Bemerkung                                              |
| ------- | ------- | ---------- | ----------- | ------------------ | ------------------------------------------------------ |
| 113–114 | 1900    | 2,2        | 5.800       | 5,0                | später 261–262, geschlossen, GW 262 ab 1936 Turmwagen  |
| 115–116 | 1900    | 3,3        | 5.800       | 5,0                | später 211–212, offen, GW 211 später Unkrautvernichter |
| 117     | 1904    | 3,3        | 5.800       | 5,0                | später 263, geschlossen, später Gerätewagen            |

#### Stubaier Güterwagen
siehe Stubaitalbahn